# Argentina
L'Argentina, ufficialmente Repubblica Argentina (in spagnolo República Argentina, AFI: [reˈpuβlika aɾxenˈtina]), è una repubblica federale, situata nella parte meridionale del Sud America. Il suo territorio è suddiviso in 23 province e una città autonoma, Buenos Aires, che è la capitale del Paese e sede del governo federale, nella cui area metropolitana è concentrato un terzo della popolazione del paese (circa 15 milioni). Con una superficie di 2 791 812 km², è il più esteso paese di lingua spagnola nel mondo, il secondo Stato più esteso dell'America Latina dopo il Brasile, il quarto del Continente Americano dopo il Canada, gli Stati Uniti e il Brasile e l'ottavo più esteso del mondo. 
Il suo territorio, che occupa gran parte del Cono Sud, confina a nord con la Bolivia e il Paraguay, a nord-est con Brasile e Uruguay, a est con l'Oceano Atlantico e a ovest con il Cile e le acque atlantiche del Passaggio di Drake. L'Argentina rivendica inoltre le Isole Falkland (sotto il nome spagnolo di Malvinas, in italiano Malvine), la Georgia del Sud e le Isole Sandwich Australi. Considera inoltre come parte del territorio nazionale l'Antartide Argentina, rivendicazione sospesa in base al Trattato Antartico. L'Argentina raggiunse l'indipendenza il 25 maggio 1810 quando fu deposto l'ultimo viceré spagnolo che governava da Buenos Aires, e il 9 luglio 1816 fu ufficialmente proclamata l'indipendenza a San Miguel de Tucumán.
Dopo la crisi economica del 2001, l'economia ha recuperato i precedenti livelli di benessere.
I suoi circa 50 milioni di abitanti godono di un indice di sviluppo umano, reddito pro-capite, livello di crescita economica e qualità della vita che pone il paese come una delle più sviluppate dell'America Latina. Tuttavia negli ultimi anni la situazione economica nel paese è andata via via peggiorando, complice un'alta inflazione, la seconda più alta dell'America Latina dopo quella del Venezuela e che nel 2014 è stata stimata essere del 24% su base annuale, con stime che arrivano anche al 40% per il 2015, che ha portato di nuovo il paese sull'orlo della bancarotta, la seconda nel XXI secolo.
Nel 2019 l'economia è in crisi, l'industria automobilistica opera solo al 15% della sua capacità, le vendite di auto sono in caduta libera (-54% in un anno), l'inflazione raggiunge il 54,7% in un anno. Il governo sta cercando un prestito dal FMI, che nel 2018 ha prestato 56 miliardi di dollari in tre anni in cambio di tagli di bilancio. Quasi 300 000 posti di lavoro sono andati persi in tre anni e la povertà è al suo livello più alto degli ultimi 20 anni.
Nel 2025 l'economia è in forte ripresa, scende il tasso di povertà che è crollato dal 52,9% del primo semestre al 38,1% dell’attuale e l'OCSE la prevede al 28,4% per quest'anno. L'inflazione mensile ereditata nel dicembre del 2023 era del 25,5%, crollata al 2,4% nel febbraio scorso e dall'ottobre scorso ormai sotto il 3%. In Argentina s'intende povertà quando una famiglia non riesce a comprare beni di base per l'imposto di 342 370 pesos (dato aggiornato al febbraio 2025), pari a circa 313 dollari. I conti pubblici sono stati riportati in attivo, con un piccolo surplus fiscale nel bilancio dello stato. Dopo una contrazione del PIL dell'1,8% nel 2024, inferiore alle stime iniziali, la Banca Centrale prevede una crescita prossima al 5% per il 2025. Già a gennaio 2024, l'attività economica ha registrato un aumento del 6,5% su base annua, con trend di crescita consecutivi negli ultimi mesi. Parallelamente, le partite correnti hanno chiuso il quarto trimestre del 2024 con un saldo positivo di 1 miliardo di dollari, un netto miglioramento rispetto al deficit di -2,67 miliardi dell'anno precedente. Questo dato riflette la crescente attrattività degli investimenti esteri e l'espansione delle esportazioni argentine.

## Etimologia
Il nome Argentina deriva dal latino argentum (argento) ed è associato alla leggenda della Sierra del Plata, comune tra i primi esploratori europei della regione, sia spagnoli che portoghesi. Questi ultimi chiamarono l'estuario scoperto dalla spedizione del 1502, alla quale partecipò Amerigo Vespucci, Rio da Prata (Río de la Plata) e anni più tardi le popolazioni indigene offrirono doni in argento ai sopravvissuti di un naufragio guidati da Juan Díaz de Solís, che nel 1516 chiamò l'estuario Mar Dulce (Mare Dolce). La leggenda raggiunse la Spagna attorno al 1524, e il nome venne messo su stampa per la prima volta in una mappa veneziana del 1536. La fonte dell'argento era l'area sulla quale nel 1546 sarebbe stata fondata la città di Potosí. Una spedizione che seguì il percorso dell'argento risalendo i fiumi Paraná e Pilcomayo, raggiunse la fonte solo per trovarla già rivendicata da esploratori che l'avevano raggiunta partendo da Lima, la capitale del vicereame.
Il nome Argentina venne menzionato per la prima volta nel poema pubblicato nel 1602 dallo spagnolo Martín del Barco Centenera intitolato "La Argentina y conquista del Río de la Plata", che descrive la regione del Río de la Plata e la fondazione della città di Buenos Aires. Iniziò poi a essere usato estesamente nel libro del 1612 La Argentina manuscrita di Ruy Díaz de Guzmán, in cui il territorio veniva chiamato Tierra Argentina (Terra d'Argento).
Il nome viene regolato dalla Costituzione Argentina, la quale nella prima parte all'articolo 35 sancisce esplicitamente che: i nomi adottati successivamente all'insediamento del primo governo nazionale nel 1810 come: Provincias Unidas del Río de la Plata (Provincie Unite del Fiume dell'Argento), Repubblica Argentina, Confederazione Argentina e Nazione Argentina sono tutti ufficialmente riconosciuti validi per la denominazione del governo e del territorio di questo Stato.

## Storia

### Preistoria - Medioevo
I primi segni della presenza umana in Argentina si trovano in Patagonia (Piedra Museo, Santa Cruz), e risalgono all'11000 a.C. Attorno al primo secolo d.C. diverse civiltà basate sul mais si svilupparono nella regione delle Ande Occidentali (Santa María, Huarpes, Diaguitas, Sanavirones, tra le altre). Nel 1480 l'Impero Inca, sotto il regno dell'imperatore Pachacútec, lanciò un'offensiva e conquistò l'odierna parte nord-occidentale dell'Argentina, integrandola in una regione chiamata Collasuyu. Nell'area nord-orientale, i Guaraní svilupparono una coltura basata sulla yuca (o manioca) e la patata dolce. Le aree centrali e meridionali (Pampa e Patagonia) vennero dominate da culture nomadi, unificate nel XVII secolo dai Mapuche.

### La colonizzazione

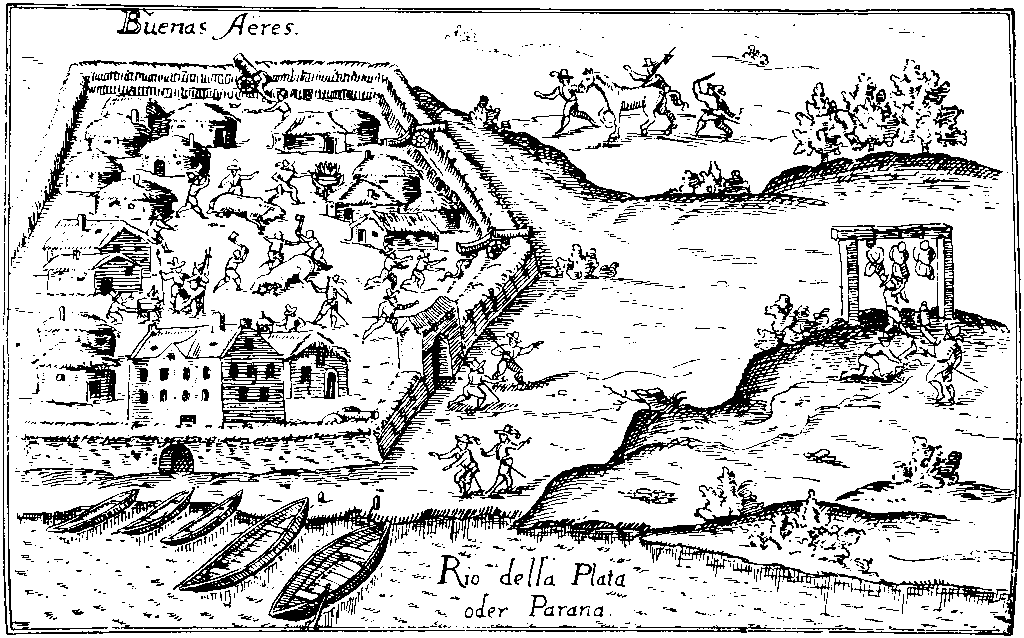
Buenos Aires nel 1536

I primi europei ad esplorare la zona furono, nel 1502, il portoghese Gonçalo Coelho ed il fiorentino Amerigo Vespucci, mentre nel 1516 Juan Díaz de Solís rivendicò la zona circostante al Rio della Plata, mentre stava cercando un passaggio a ovest verso le Indie, rimanendo tuttavia ucciso dagli indigeni assieme ad altri componenti dell'equipaggio che erano sbarcati con lui sulla terraferma.
Nel 1527 venne fondato il forte di Sancti Spiritu, primo insediamento spagnolo, creato dal navigatore italiano Capitano generale e Piloto mayor di Spagna Sebastiano Caboto, sulle rive del fiume Paranà, 40 km a nord dell'attuale città di Rosario. Il forte fu distrutto dagli indigeni nel 1529, ma pochi anni più tardi, nel 1536, Pedro de Mendoza fondò una prima volta Buenos Aires, con il nome di Ciudad del Espíritu Santo y Puerto Santa María del Buen Ayre, insediamento distrutto pochi anni dopo dagli indigeni. Più tardi gli spagnoli fondarono Santiago del Estero, nel 1553, e nel 1573 la città di Cordoba della Nuova Andalucia, mentre Buenos Aires venne definitivamente rifondata nel 1580 da Juan de Garay.
Nel 1617 venne istituita la provincia di Buenos Aires, facente parte all'epoca del Vicereame del Perù, che nel 1776 venne elevata al rango di Vicereame del Río de la Plata, con capitale Buenos Aires.
Nel 1806-1807 l'Impero britannico lanciò due invasioni contro Buenos Aires, ma la popolazione creola respinse entrambi i tentativi.

### L'indipendenza

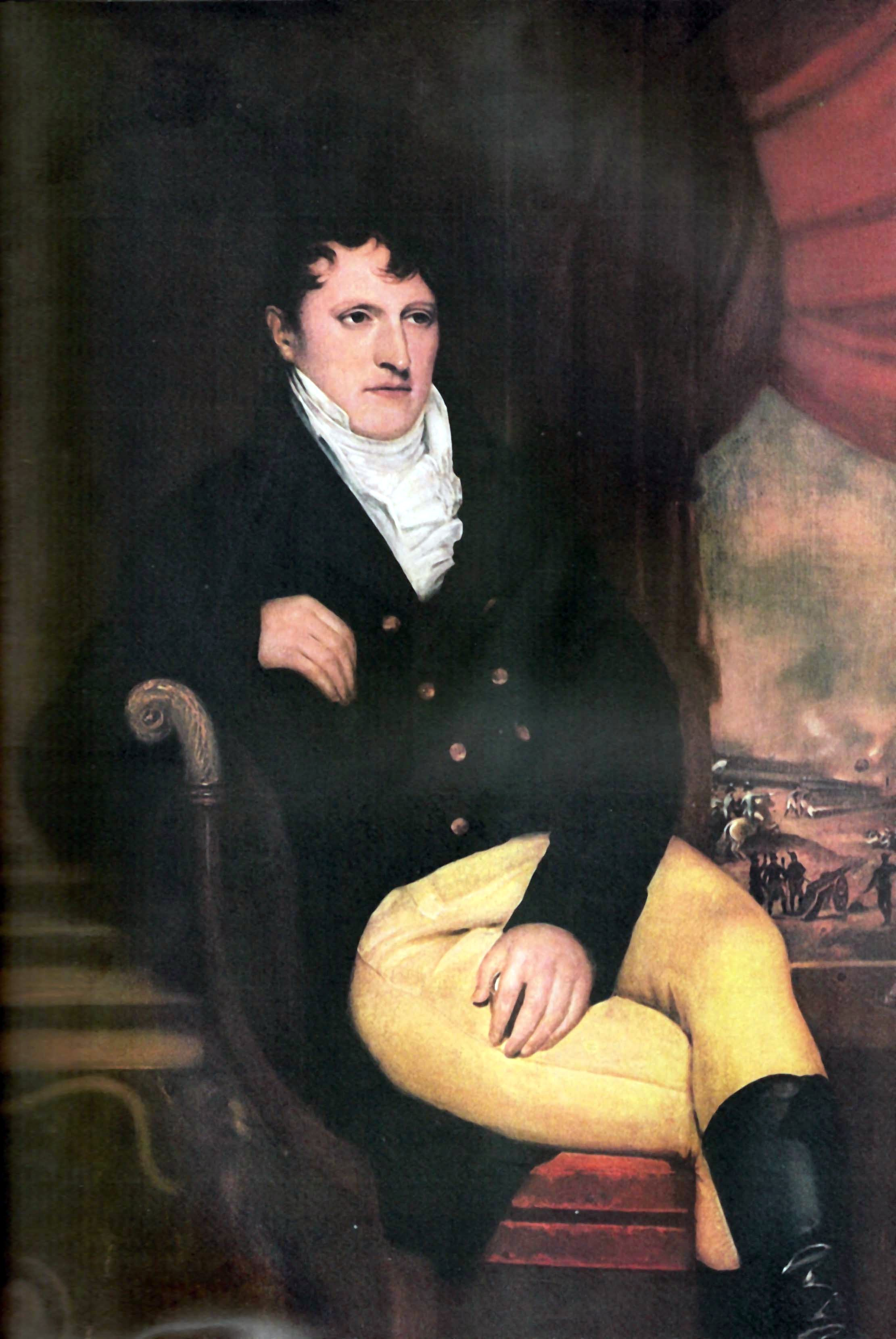
Manuel Belgrano, intellettuale, economista, politico, militare e creatore della Bandiera dell'Argentina.

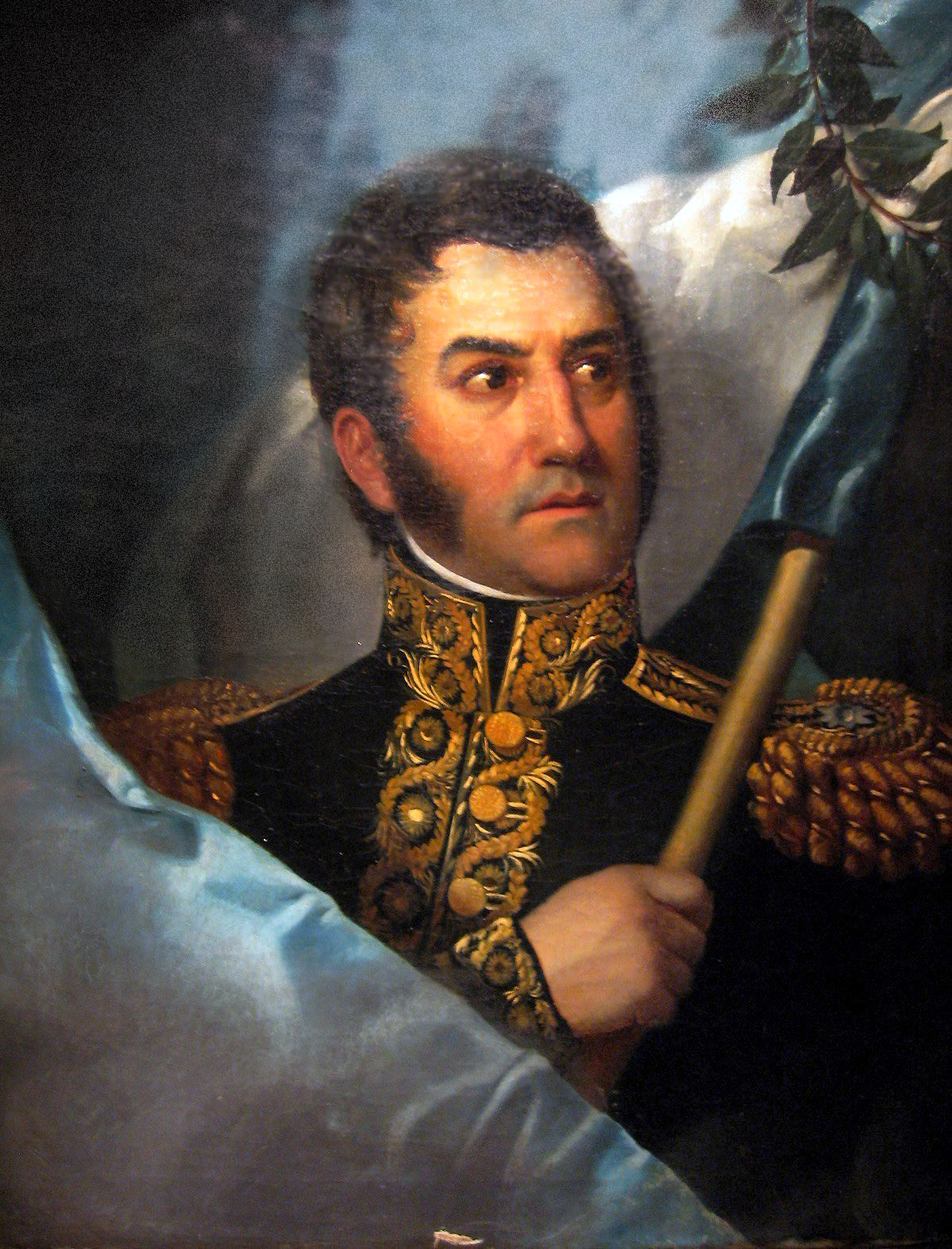
José de San Martín insieme a Belgrano è considerato uno dei due padri della patria dell'Argentina, liberò anche il Cile e il Perù.

Il 25 maggio 1810, dopo la conferma delle voci circa la detronizzazione di re Ferdinando VII da parte di Napoleone, i cittadini di Buenos Aires, con Manuel Belgrano in testa, sfruttarono la situazione a proprio vantaggio e crearono la Prima Junta di Governo (Rivoluzione di Maggio). La formale indipendenza dalla Spagna venne dichiarata il 9 luglio 1816 a Tucumán.
Nel 1817 il generale José de San Martín attraversò le Ande per liberare Cile e Perù, eliminando così la minaccia spagnola. Centralisti e Federalisti (in spagnolo: Unitarios e Federales) furono in conflitto fino a quando nel 1853 venne istituita l'unità nazionale e promulgata la costituzione. Nel 1826 gli argentini promulgarono una Costituzione centralista e fissarono la capitale a Buenos Aires. Nel 1829 comparve sulla scena politica il dittatore Juan Manuel de Rosas, che convertì il paese in un'economia basata sull'allevamento. Il 9 luglio 1859 fu riconosciuta l'indipendenza dell'Argentina, ma in seguito iniziò anche la guerra civile tra gli aspiranti alla presidenza, che porterà al potere Bartolomé Mitre (1862).
Il genocidio dei Selknam, un popolo indigeno della Terra del Fuoco, ebbe luogo alla fine del XIX secolo. La causa principale del loro sterminio fu la privatizzazione della terra nella Terra del Fuoco a vantaggio di grandi estancias.

### La politica estera

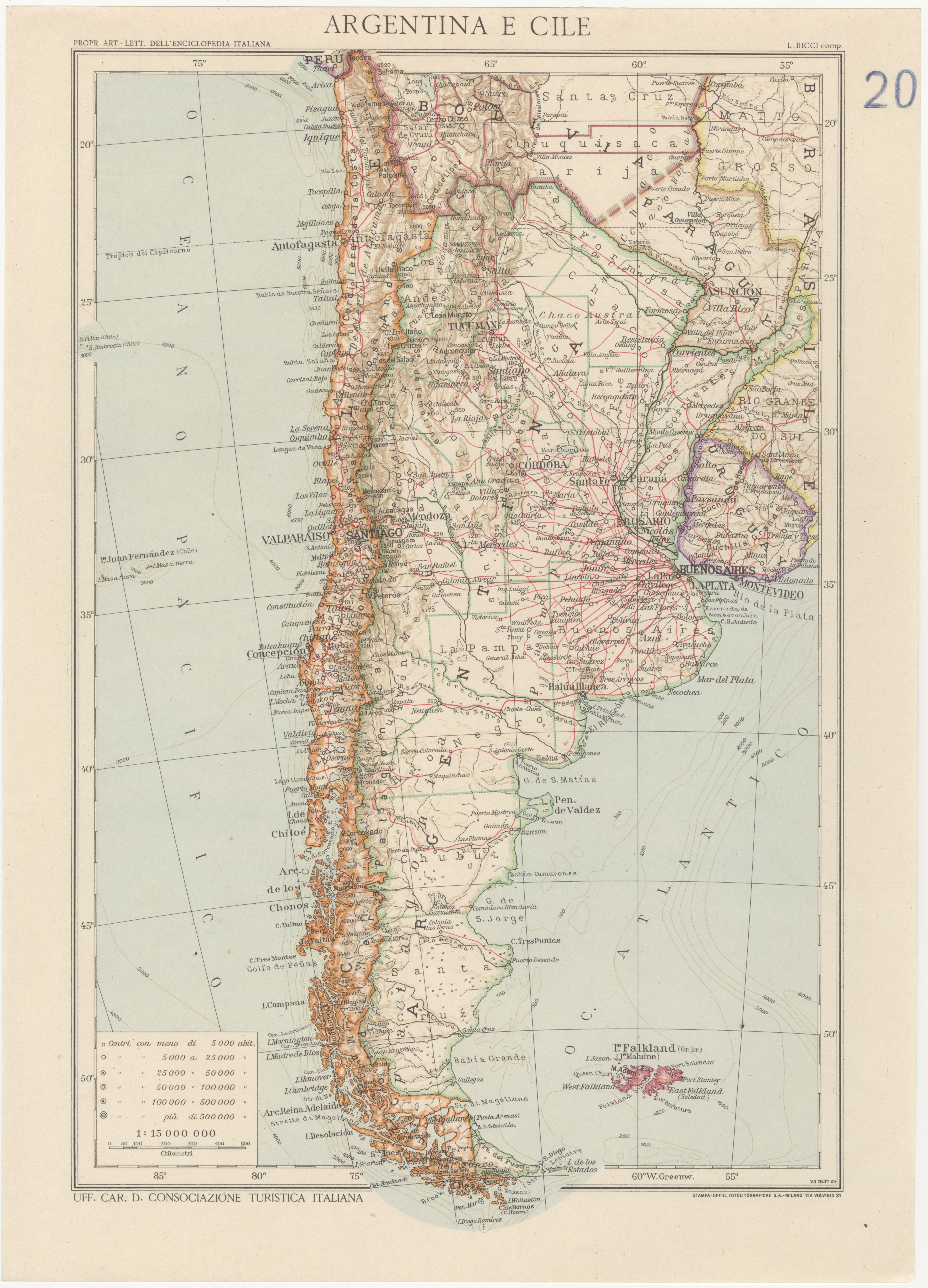
Elementi fisici e politici di Argentina e Cile nel 1937

Investimenti stranieri e immigrazione dall'Europa portarono all'adozione delle moderne tecniche agricole nel paese. Negli anni 1880, la "Conquista del deserto" soggiogò o sterminò le rimanenti tribù indigene della Pampa meridionale e della Patagonia.
La politica estera Argentina è stata di matrice isolazionista sino alla fine del XIX secolo. Nel 1880 salì alla presidenza dello Stato Julio Argentino Roca, che in un periodo di 6 anni adottò una politica vicina ai paesi oltremare, aprendo le frontiere e dando la possibilità a milioni di immigrati europei di raggiungere il paese per lavorare. Dal 1880 al 1930, l'Argentina godette di una sempre maggiore prosperità e importanza grazie ad una economia volta all'esportazione, e la popolazione del paese aumentò di sette volte. Le forze conservatrici dominarono la politica Argentina fino al 1916, quando i tradizionali rivali, i radicali, ottennero il controllo del governo. L'esercito costrinse nel 1930 Hipólito Yrigoyen a lasciare il potere, portando ad un altro decennio di governo conservatore.
Molti eventi tragici si sono verificati all'inizio del XX secolo: durante la settimana dal 7 al 14 gennaio 1919, la repressione e i massacri commessi a Buenos Aires contro i lavoratori in sciopero hanno causato centinaia di morti. Tra il novembre 1920 e il dicembre 1921, circa 1 500 lavoratori furono giustiziati dall'esercito a seguito di uno sciopero insurrezionale in Patagonia. Nel luglio 1924, 500 indigeni che protestavano contro le loro condizioni di lavoro e la miseria in cui vivevano furono massacrati dalla polizia e dalle milizie dei proprietari terrieri. Sempre riguardo alla politica estera, ricordiamo il giurista Carlos Saavedra Lamas, Premio Nobel per la pace nel 1936 per la sua mediazione volta a porre fine al conflitto tra Paraguay e Bolivia (Guerra del Chaco).

### Il peronismo

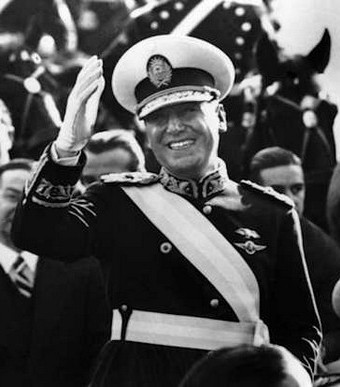
Il Presidente Juan Perón (1946)

Le elezioni portarono nel 1946 alla presidenza il generale Juan Perón, che cercò di dare più potere alla classe lavoratrice e aumentò notevolmente il numero di lavoratori sindacalizzati.
I seguaci di Perón - originariamente chiamati anche descamisados, ad indicare simbolicamente la provenienza dagli strati popolari della società - acclamavano i suoi sforzi per eliminare la povertà e dare maggiore dignità al lavoro, mentre i suoi oppositori politici, rappresentati dall'oligarchia a cui, secondo i sostenitori peronisti, veniva impedito di continuare a sfruttare il popolo argentino, e dalla maggioranza dei ranghi militari da cui lui stesso proveniva, lo hanno considerato un demagogo e un dittatore. Diede vita al movimento politico conosciuto come peronismo o justicialismo, che si proponeva come una terza via fra il capitalismo e il socialismo. Perón costruì la sua immagine anche grazie all'aiuto della seconda moglie, Evita Perón.
Il movimento peronista fu sincretico, venne talvolta definito populista, che unisce il socialismo, il patriottismo, la terza via economica tratta in origine dal fascismo italiano, ma senza rinnegare, perlomeno nella maggior parte dell'esperienza peronista applicata, la democrazia e la sovranità popolare. Tale ideologia ha permeato - e tuttora è molto importante - la maggior parte dei partiti politici argentini odierni, sia di destra che di sinistra.
Il 16 giugno 1955 venne organizzato un colpo di Stato militare da parte della Marina Militare, che bombardò la Casa Rosada tentando di uccidere il presidente. Il 18 giugno Perón fu costretto a fuggire in esilio prima in Paraguay e poi nella Spagna di Franco.

### Desaparecidos e "Guerra sporca"

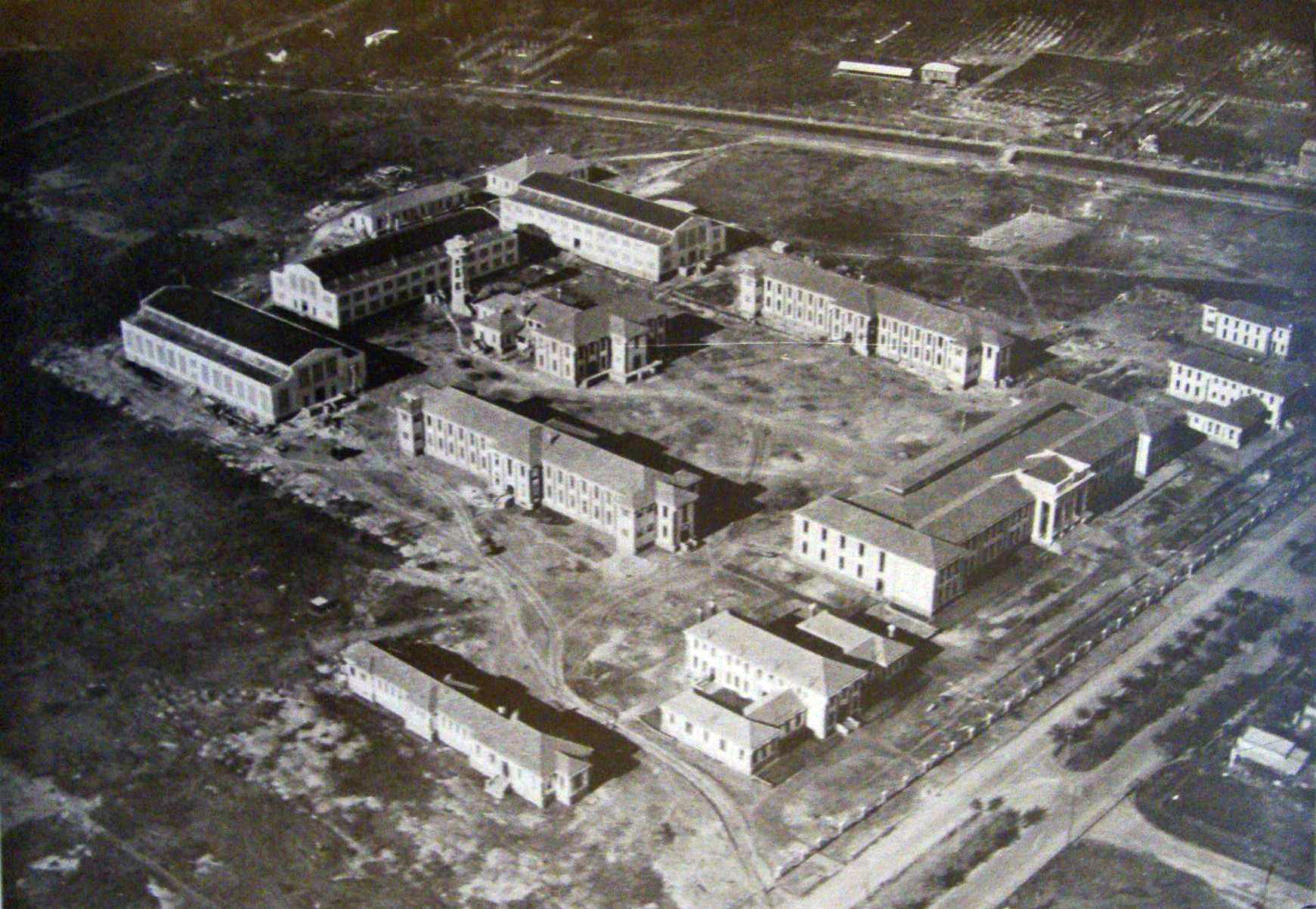
Veduta aerea della Escuela Superior de Mecánica de la Armada (ESMA), uno dei centri di detenzione clandestini attivi durante la dittatura

Tra gli anni 1950 e gli anni 1970 l'economia crebbe sensibilmente e la povertà declinò (meno del 7% nel 1975), ma divenne sempre più protezionista; contemporaneamente i contrasti politici si accrebbero. I militari presero più volte il potere, dal 1955 al 1958, dal 1962 al 1963 e dal 1966 al 1973.
Con il ripristino delle elezioni e la fine del bando per i peronisti, vi fu il ritorno alla presidenza nel 1973 di Juan Domingo Perón che tuttavia ebbe termine dopo un solo anno con la sua morte e la sua terza moglie Isabel, sua vice presidente, gli successe alla carica ma i due anni che seguirono furono pervasi da un quadro sociale sempre più improntato al conflitto: da un lato l'Alianza Anticomunista Argentina (la "Tripla A") contribuì a creare un clima di terrore con l'omicidio (secondo i dati raccolti dopo la fine della dittatura dalla Comisión Nacional sobre la Desaparición de Personas (CONADEP), di oltre 400 persone tra il 1973 ed il 1975) mentre, dall'altro, riprese vigore l'azione dell'Ejército Revolucionario del Pueblo (ERP) con azioni di guerriglia urbana e omicidi. Inoltre il movimento peronista perse la sua coesione e le componenti di sinistra più radicali svilupparono il movimento guerrigliero Montoneros che a partire dal 1970 svolse una crescente attività di lotta armata contro le strutture politico-militari dello Stato sia durante i regimi militari che nel periodo di governo di Isabelita.
Il quadro di grande instabilità favorì dapprima l'ingresso dei militari nel governo e successivamente, Isabelita fu deposta dal golpe del 24 marzo 1976, che portò alla presidenza del paese il generale Jorge Rafael Videla.
Dal 1976 al 1983 le forze armate detennero il potere per mezzo di una giunta autoincaricatasi del cosiddetto Processo di Riorganizzazione Nazionale; il governo militare represse l'opposizione, sia quella dei gruppi di sinistra che dei peronisti, utilizzando metodi improntati all'illegalità, dando inizio a quella che sarebbe passata alla storia come la "Guerra sporca". Migliaia di dissidenti furono fatti scomparire, mentre il SIDE (Secretaría de Inteligencia de Estado) cooperò con la DINA ed altri servizi segreti sudamericani, e con la CIA in quella operazione che gli Stati Uniti avevano pianificato, organizzato e finanziato al fine di contribuire ad eliminare il pericolo dell'instaurazione di governi di sinistra filosovietici in Sud America e in America centrale: la cosiddetta Operazione Condor.
Nel periodo della dittatura 8500 persone scomparvero creando il fenomeno dei desaparecidos: le persone venivano sequestrate o arrestate e deportate in centri clandestini di detenzione, tra i quali la ESMA, l'Escuela Superior de Mecánica de la Armada (tramutata successivamente in Museo de la Memoria), dove venivano torturate e, molto spesso, uccise; l'occultamento dei cadaveri avveniva anche in mare, con i voli della morte, ossia il trasporto delle vittime, spesso ancora vive, a bordo degli Hercules dell'esercito argentino e fatte precipitare nell'oceano o nel Río de la Plata; esiste un rapporto della commissione nazionale sulla scomparsa di persone in Argentina, il Nunca más, dove in un aberrante tunnel dell'orrore hanno sfilato le testimonianze di chi è sopravvissuto. Molti dei capi militari che presero parte alla Guerra sporca vennero addestrati nella School of the Americas finanziata dagli USA, tra i quali i dittatori argentini Leopoldo Galtieri e Roberto Eduardo Viola. Problemi economici, accuse di corruzione, la condanna dell'opinione pubblica nei confronti delle violazioni dei diritti umani e, infine, la sconfitta del 1982 inflitta dai britannici nella guerra delle Falkland, screditarono il regime militare argentino portando alla fine della dittatura.

### Democrazia

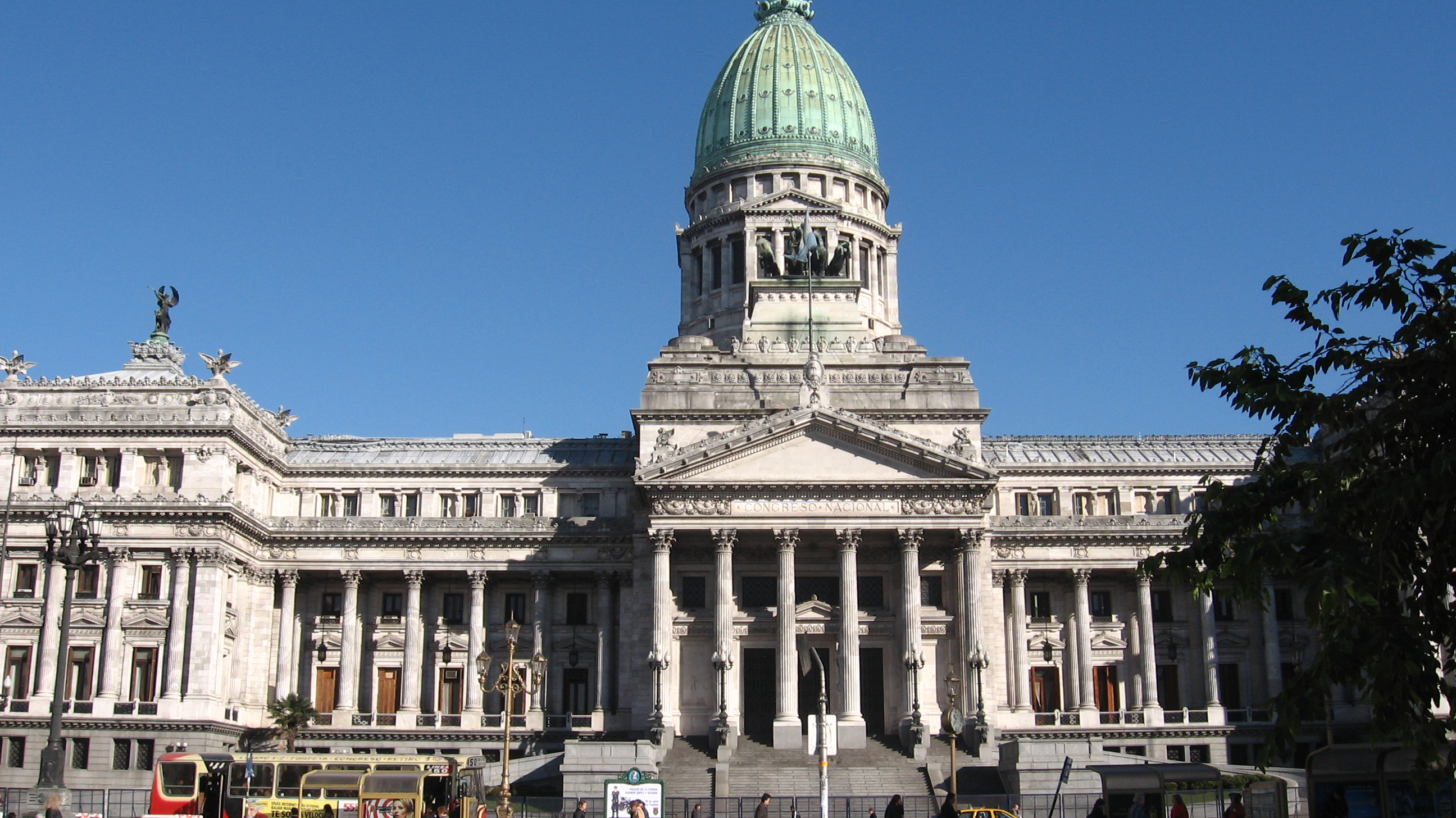
Il Palazzo del Congresso

La democrazia venne ripristinata nel 1983. Il governo radicale di Raúl Alfonsín si mosse per render conto dei desaparecidos, stabilì il controllo civile delle forze armate e consolidò le istituzioni democratiche. I membri delle tre giunte militari vennero processati. Il fallimento nella risoluzione dei problemi economici endemici e l'incapacità nel mantenere la fiducia dell'opinione pubblica portarono all'abbandono anticipato di Alfonsín, sei mesi prima che scadesse il suo mandato.
Il presidente Carlos Menem, nel 1991, impose un tasso di cambio fisso tra peso e dollaro per fermare l'iperinflazione e adottò delle estese politiche basate sul mercato, smantellando le barriere protezioniste e le regolamentazioni degli affari, e implementando un programma di privatizzazioni. Queste riforme contribuirono a un significativo aumento degli investimenti privati internazionali e con una recessione che toccò l'apice intorno alla fine degli anni novanta. Fu allora che debito estero, disoccupazione, corruzione e malcontento sociale arrivarono a livelli epocali.

### Crisi economica

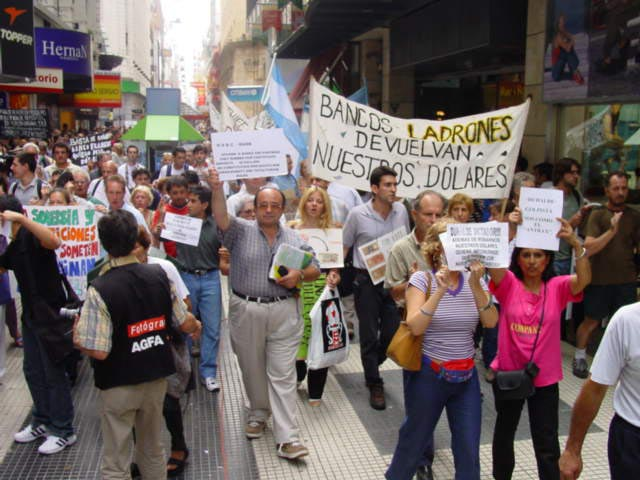
Proteste contro il corralito (2002).

Le amministrazioni di Menem e de la Rúa fronteggiarono una diminuita competitività nelle esportazioni (dovuta alla forzata parità del peso con il dollaro), conseguenti massicce importazioni che danneggiarono l'industria nazionale e ridussero l'impiego, un deficit fiscale e commerciale cronico, e il contagio di diverse crisi economiche. La crisi finanziaria asiatica del 1998 causò una fuoriuscita di capitale che sfociò nella recessione e culminò nella crisi economica argentina del novembre 2001. Un mese più tardi, le pesanti rivolte che si scatenarono in tutto il Paese costrinsero de la Rúa a dimettersi.
Nel giro di due settimane, quattro presidenti si avvicendarono in rapida successione, fino alla nomina ad interim di Eduardo Duhalde come presidente dell'Argentina da parte dell'assemblea legislativa, il 2 gennaio 2002. L'Argentina fu costretta ad ammettere la manifesta impossibilità di far fronte agli impegni economici presi con gli altri Stati (default sulle sue obbligazioni internazionali). L'ancoraggio del peso al dollaro, vecchio di quasi undici anni e ormai palesemente controproducente, venne abbandonato. Tuttavia l'improvviso distacco della moneta argentina dalla parità con quella statunitense, ancoraggio che da tempo non era più realistico, la riportò immediatamente ai suoi valori reali, producendo un grosso deprezzamento della valuta (ridotta nel giro di pochi giorni ad un terzo circa del suo valore iniziale) e un conseguente altissimo picco d'inflazione. La crisi provocò per mesi un quasi totale blocco dell'economia, con un drammatico aumento di disoccupati e di nuovi poveri, una crisi di liquidità del sistema, un aumento della piccola criminalità e di atti di vandalismo contro banche ed esercizi commerciali, un'allarmante instabilità sociale.

### L'era "K" (2003-2015) e l'elezione di Macri
Impostando un tasso di cambio più flessibile, la nazione riuscì ad attuare nuove politiche: tra le principali la reindustrializzazione, un quantitativo più alto di esportazioni ed importanti surplus fiscali e commerciali. Già nel 2002 l'economia locale cominciò a stabilizzarsi; nel 2003 fu eletto presidente il peronista Néstor Kirchner. Durante il suo periodo di governo l'Argentina riuscì a ristrutturare il debito in default e a ripianare il debito con il FMI: fu inoltre imposto uno sconto del 75% su molte obbligazioni (tale operazione ha poi portato a condanne in tribunali tedeschi e statunitensi). Infine, molte imprese che in precedenza avevano carattere privato furono nazionalizzate.
Fondamentale per la ripresa economica fu il cosiddetto "boom della soia": la conversione di molte vaste aree agricole alla produzione della soia e le forti esportazioni conseguenti (pesantemente tassate dal 2008), determinarono una crescita economica e un flusso di valute straniere.
Nonostante questi segnali di ripresa, rimasero voci che indicavano un pesante debito verso l'estero, e secondo cui la reale situazione economica sarebbe stata mantenuta segreta. Nel 2007 Kirchner non si ricandidò, lasciando il posto alla moglie Cristina che venne eletta e riconfermata nel 2011.
Con il calo dei prezzi dei prodotti agricoli sui mercati internazionali, tale crisi si accentuò. All'inizio del 2014 venne resa nota la vera portata dell'inflazione nel paese, e una drammatica conferma nel luglio dello stesso anno quando fu annunciato un secondo default.
Alle elezioni presidenziali del 2015, il candidato del "Fronte per la Vittoria", Daniel Scioli, appoggiato da Cristina Kirchner, fu sconfitto da Mauricio Macri, politico di ispirazione più liberista. Sono quindi state avviate faticose riforme, a cominciare dalla liberalizzazione del cambio del peso argentino, il cui valore di cambio col dollaro era stabilito per decreto governativo ed erano stati posti pesanti limiti alla possibilità per i cittadini di acquistare valuta straniera. Questo ha portato alla scomparsa del mercato nero delle valute, contestuale ad una svalutazione nominale del peso di oltre il 40%.

### Elezioni presidenziali del 2019
Le elezioni presidenziali del 27 ottobre 2019 hanno portato alla presidenza Alberto Fernández, con vicepresidente l'ex presidente Cristina Fernández de Kirchner.
Il Presidente Alberto Fernández e la Vice Presidente Cristina Fernández de Kirchner s'insediarono nei loro uffici nel dicembre 2019, qualche mese prima che la pandemia del COVID-19 colpisse l'Argentina, e fra accuse di corruzione, truffa e cattivo uso dei fondi pubblici durante le presidenze di Nestor e Cristina Fernández de Kirchners. Il 14 novembre 2021, la coalizione argentina di centro-sinistra, guidata dal partito peronista, Frente de Todos (Fronte per Tutti), perse la sua maggioranza nel Congresso, per la prima volta in circa 40 anni, nelle elezioni legislative di medio termine. La vittoria elettorale della coalizione di centro-destra, Juntos por el Cambio (Insieme per Cambiare) limitò i poteri del Presidente Alberto Fernandez durante il suo ultimo biennio di presidenza. La perdita del controllo del Senato gli rese difficile realizzare provvedimenti-chiave, tra cui quello sul Sistema Giudiziario. Inoltre lo costrinse a negoziare con l'opposizione ogni iniziativa che egli volesse inviare al Sistema Legislativo.
Nell'aprile del 2023, il Presidente Alberto Fernandez annunciò la sua decisione di non ricandidarsi alle successive elezioni legislative. Il 19 novembre 2023 le votazioni del ballottaggio si risolsero a favore di un outsider liberale, Javier Milei, con circa il 56% dei voti contro il 44% di quelli a favore del candidato della coalizione uscente, Sergio Massa. Il 10 dicembre 2023, Javier Milei giurò come nuovo presidente dell'Argentina.

## Geografia

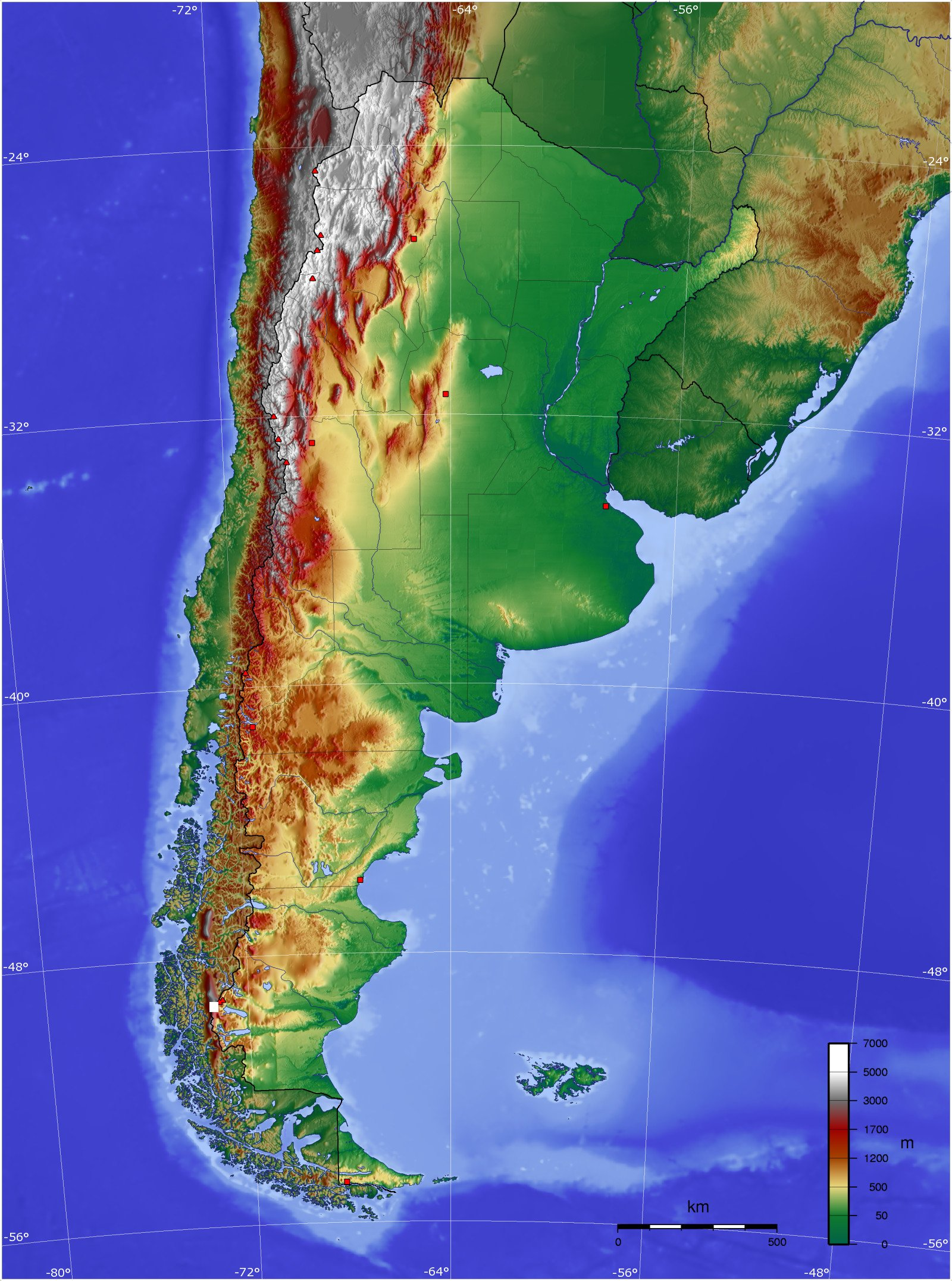
Carta topografica dell'Argentina (incluse alcune rivendicazioni territoriali)

L'Argentina occupa una superficie continentale di 2766890 km², tra la catena delle Ande a ovest e l'Oceano Atlantico meridionale a est e a sud. Figura al secondo posto per superficie nel Sud America e all'ottavo nel mondo. L'Argentina avanza delle rivendicazioni territoriali su una porzione d'Antartide (l'Antartide Argentina, non riconosciuta ancora da nessun'altra nazione), dove dal 1904 mantiene una presenza costante.
Il punto più orientale dell'Argentina continentale si trova a nordest della città di Bernardo de Irigoyen, provincia di Misiones, il punto più occidentale è la catena del Mariano Moreno nella provincia di Santa Cruz. Il punto più settentrionale si trova alla confluenza dei fiumi Grande de San Juan e Mojinete, provincia di Jujuy, mentre quello più meridionale è Capo San Pío, nella Terra del Fuoco.

### Morfologia
La superficie totale dell'Argentina (esclusa la parte antartica rivendicata), è la seguente:
- totale: 2766891 km²
- terra: 2736691 km²
- acqua: 30200 km²

L'Argentina è lunga quasi 3700 km da nord a sud, e 1400 km da est a ovest (valori massimi). Può essere grossolanamente divisa in quattro parti: le pianure fertili della Pampa nel centro del paese, fonte del benessere agricolo argentino; il plateau della Patagonia nella metà meridionale fino alla Terra del Fuoco; le piane subtropicali del Gran Chaco a nord e la catena delle Ande lungo il confine occidentale con il Cile.

#### Orografia
Le caratteristiche generali dell'orografia Argentina sono, a grandi linee, la presenza di montagne a ovest e di pianure a est.
Ad ovest si trova la sezione principale delle Ande e a nord-ovest si trovano le vette più alte del continente, come l'Aconcagua, che con un'altezza di 6962 m s.l.m. è la montagna più alta al di fuori del sistema dell'Himalaya. Il tratto delle Ande della Patagonia tuttavia, ha picchi notevolmente più bassi rispetto a quelli che si trovano a nord.
Il punto più elevato sul livello del mare si trova nella Provincia di Mendoza. Il Cerro Aconcagua, con 6 962 metri, è la montagna più alta delle Americhe, dell'emisfero meridionale, e dell'emisfero occidentale. Il punto più basso è la Laguna del Carbón, nella Provincia di Santa Cruz, 105 metri sotto il livello del mare. Questo è anche il punto più basso del Sudamerica. Il centro geografico del paese si trova nella Provincia di La Pampa.

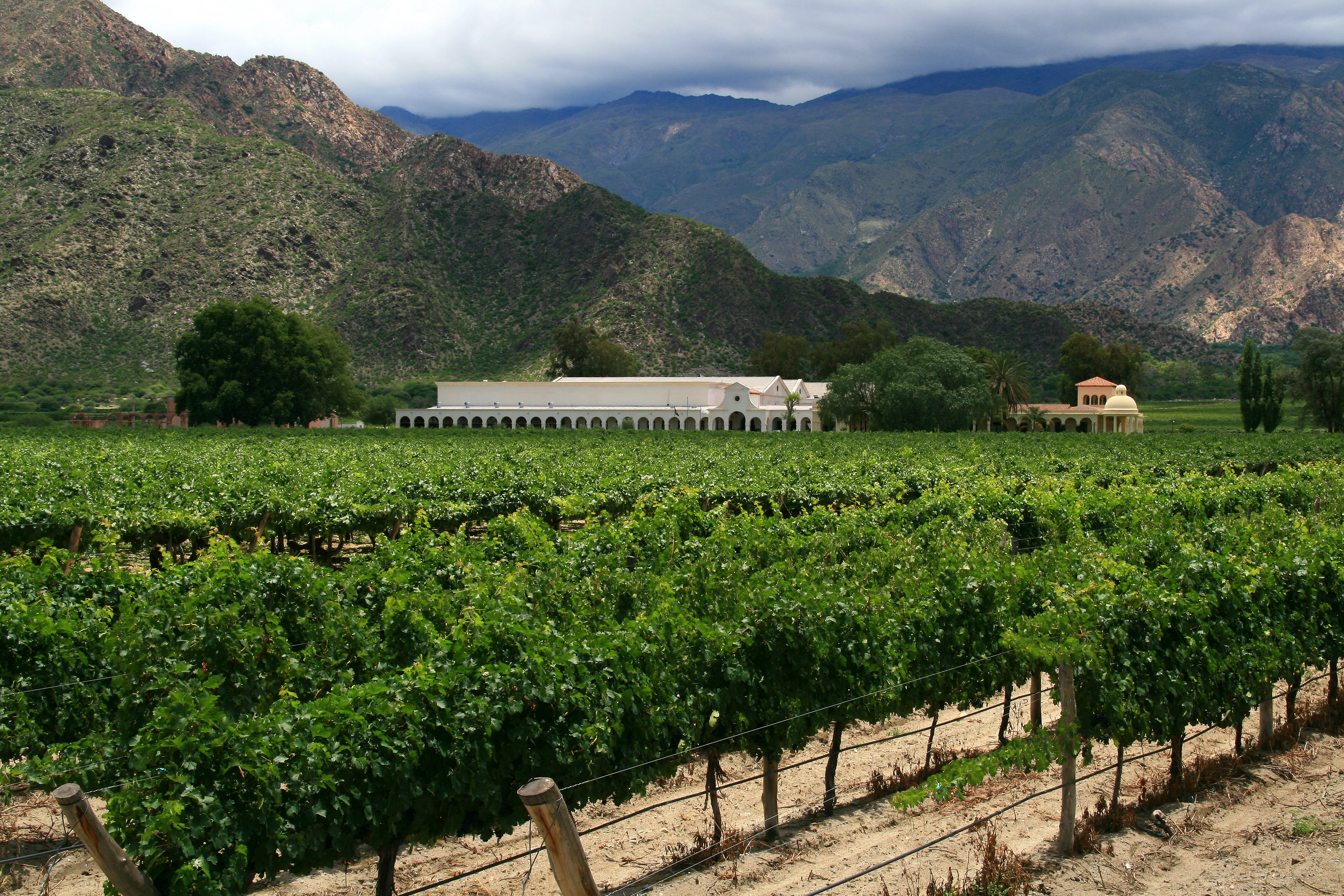
Cafayate, Salta, nel nord-ovest del paese.

Di seguito alcune tra le principali montagne argentine:
- Aconcagua 6962 m
- Antofalla 6100 m (vulcano)
- Ata 6501 m (vulcano)
- Cerro Bonete 6759 m (vulcano)
- Cerro del Nacimiento 6493 m
- Cerro El Muerto 6488 m
- Incahuasi 6638 m (vulcano)
- Llullaillaco 6723 m (vulcano)
- Mercedario 6770 m
- Monte Pissis 6793 m (vulcano)
- Nacimientos 6658 m (vulcano)
- Ramada Norte 6500 m
- Tres Cruces 6749 m (vulcano)
- Tupungato 6565 m (vulcano)
- Ojos del Salado 6891 m (vulcano)

### Idrografia

#### Fiumi e laghi

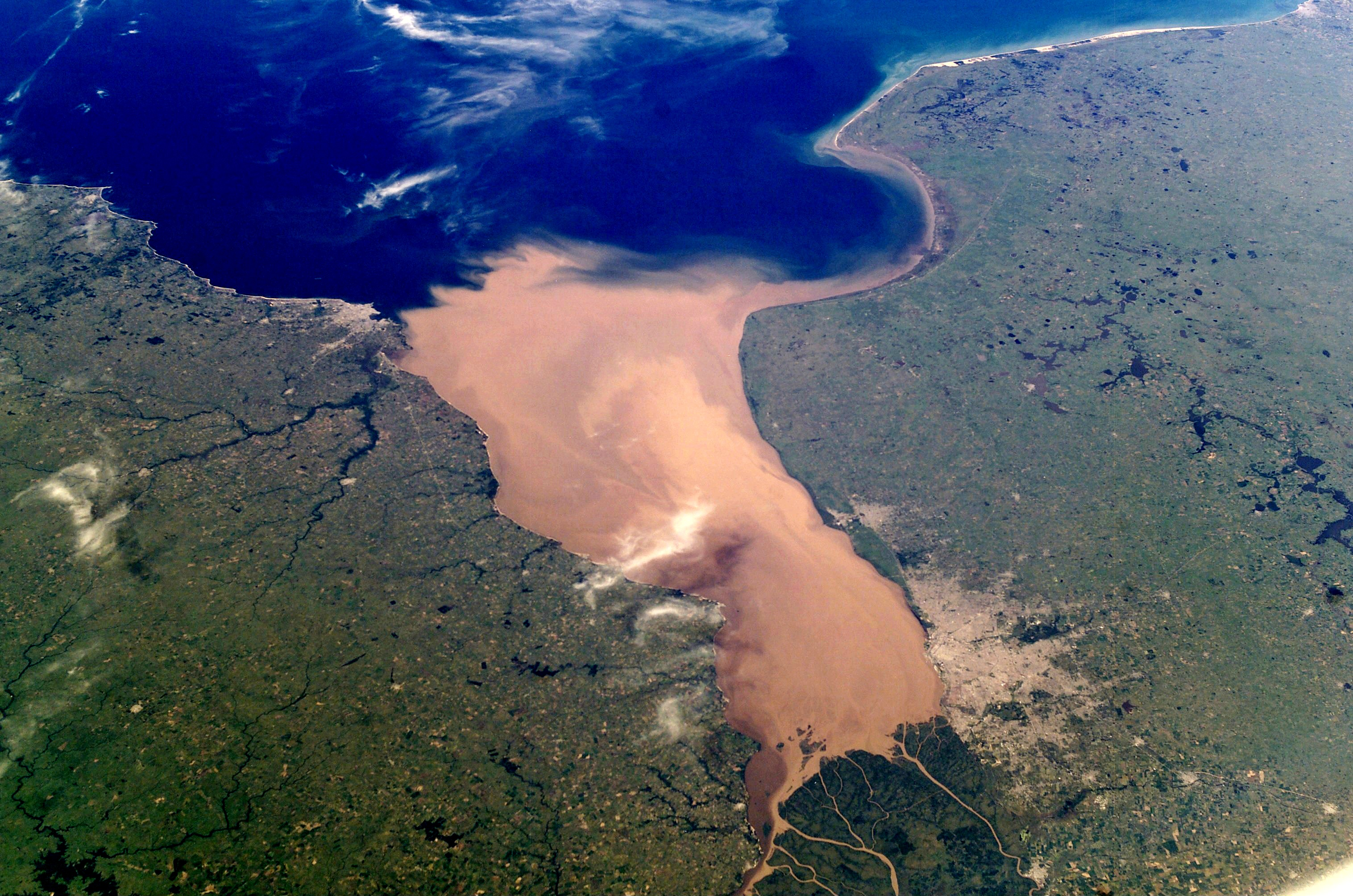
Il Río de la Plata in un'immagine satellitare: a destra è visibile Buenos Aires, mentre a sinistra in alto, vicino alla foce del fiume, Montevideo (Uruguay)

I principali fiumi dell'Argentina sono: Pilcomayo, Paraguay, Bermejo, Colorado, Río Negro, Salado del Norte, Uruguay e il più grande tra tutti, il Paraná. Gli ultimi due scorrono assieme prima di sfociare nell'Oceano Atlantico, formando l'estuario del Río de la Plata. Fiumi importanti a livello regionale sono l'Atuel e il Mendoza, nelle province omonime, il Chubut in Patagonia, il Río Grande nel Jujuy, e il San Francisco nella Provincia di Salta.
Ci sono diversi grossi laghi in Argentina, molti dei quali in Patagonia. Tra questi i laghi Argentino e Viedma nella provincia di Santa Cruz, Nahuel Huapi nel Río Negro e Fagnano nella Terra del Fuoco, e Colhué Huapi e Musters nella provincia di Chubut. Il Lago Buenos Aires e il lago O'Higgins/San Martín sono condivisi con il Cile. Il Mar Chiquita, è il più grande lago di acqua salata del paese. Esistono inoltre numerosi laghi artificiali creati da dighe. In Argentina sono presenti diverse fonti termali, come le Termas de Río Hondo, con temperature tra i 30 °C e i 65 °C.

#### Mari e aree costiere
L'Argentina ha 4 665 chilometri di linea costiera. La piattaforma continentale è insolitamente ampia; in Argentina questa area poco profonda dell'Atlantico viene chiamata Mar Argentino. Le acque sono ricche di pesci e si sospetta che conservino importanti risorse di idrocarburi. La linea costiera Argentina varia tra aree con dune di sabbia e scogliere. Le due principali correnti oceaniche che toccano la costa sono la Corrente del Brasile (calda) e la Corrente delle Falkland (in spagnolo: corriente Antártica, fredda). A causa della variabilità della massa costiera, le due correnti si alternano nella loro influenza sul clima e non permettono alle temperature di scendere gradualmente con l'aumentare della latitudine. La costa meridionale della Terra del Fuoco forma la sponda settentrionale del Canale di Drake.

### Clima

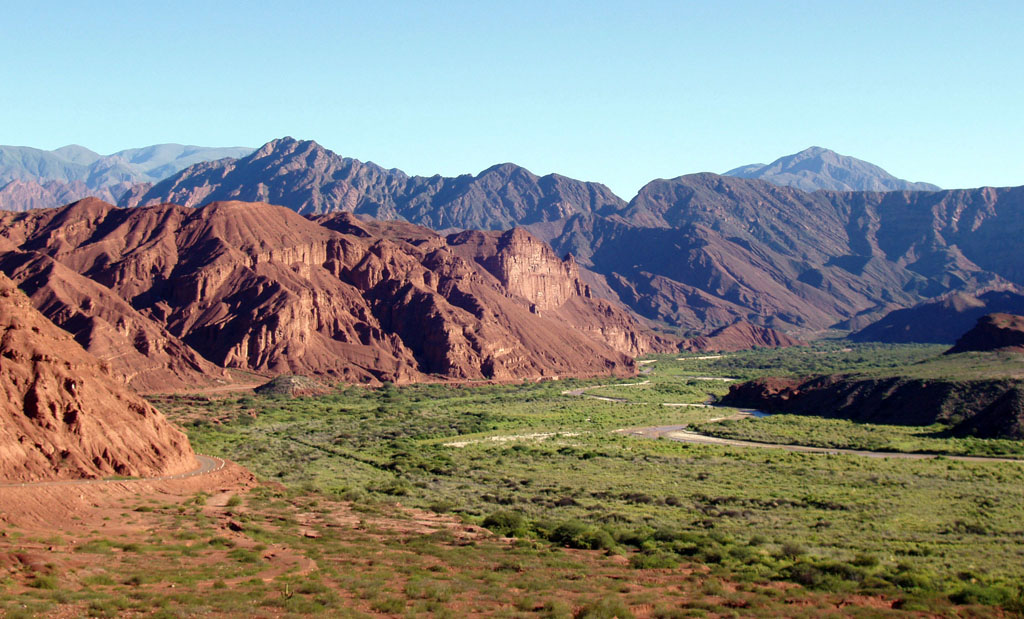
Valle del Calchaquí, provincia di Salta

A causa dell'ampiezza nella latitudine e nei rilievi, l'Argentina è soggetta a una grande varietà di climi. Di norma, il clima è prevalentemente temperato, con estremi che vanno dal subtropicale a nord al subpolare nell'estremo sud. Il nord del paese è caratterizzato da estati molto calde e umide, con inverni miti e secchi, ed è soggetto a periodiche siccità. L'Argentina centrale ha estati calde con temporali (che nell'Argentina occidentale producono alcune delle più imponenti grandinate del pianeta), e inverni freschi. Le regioni meridionali hanno estati fresche e inverni freddi con pesanti nevicate, specialmente nelle zone montuose. Le zone più elevate, a tutte le latitudini, sperimentano condizioni più rigide.
Sia la temperatura massima che la minima mai registrate in Sudamerica si sono avute in Argentina. Il record per la temperatura massima di 48,8 °C, venne registrato a Rivadavia, Provincia di Salta, l'11 dicembre 1905. La temperatura minima record fu −32,7 °C, registrata a Sarmiento, Provincia di Chubut, il 1º giugno 1907.
I principali venti dell'Argentina comprendono il freddo Pampero, che soffia sulle pianure della Patagonia e della Pampa a seguito di un fronte freddo; il Viento Norte, un vento caldo che può soffiare da nord nella seconda parte dell'inverno, creando condizioni miti; e lo Zonda, un vento caldo e secco (si veda anche Föhn), che influenza l'Argentina centro-occidentale. Privato di tutta l'umidità durante i 6 000 metri di discesa dalle Ande, lo Zonda può soffiare per ore con raffiche fino a 120 km/h, alimentando gli incendi e causando danni. Quando soffia lo Zonda (giugno-novembre), tempeste di neve (viento blanco) si verificano alle maggiori altitudini.
La Sudestada può considerarsi simile al Noreaster, anche se raramente coinvolge nevicate. Entrambi sono associati a un sistema di bassa pressione invernale. La sudestada solitamente modera le temperature fredde ma porta piogge molto forti, mari agitati e inondazioni costiere. È più comune nel tardo autunno e in inverno, lungo le coste dell'Argentina centrale e nell'estuario del Río de la Plata.
Le regioni meridionali, in particolare l'estremo sud, sperimentano lunghi periodi di luce solare da novembre a febbraio (fino a diciannove ore), e notti lunghe da maggio ad agosto. Tutta l'Argentina usa il fuso orario UTC-3.

### Ambiente
Nel dicembre 2018 Greenpeace ha rivelato un "massiccio scandalo dell'inquinamento" perpetrato dalla multinazionale Total nel nord della Patagonia. È stata creata una "gigantesca piscina di rifiuti tossici", l'azienda petrolifera accusata di "gettare i residui tossici all'aria aperta, in enormi piscine scavate senza alcuna protezione tra i rifiuti e il terreno". E questo, mentre i villaggi si trovano a meno di 5 chilometri di distanza.
Secondo uno studio pubblicato da diverse ONG nel marzo 2018, le foreste della regione del Gran Chaco stanno scomparendo a un ritmo paragonabile o addirittura superiore a quello delle foreste amazzoniche tropicali. Questa deforestazione è dovuta allo sviluppo delle colture di soia, principalmente per l'alimentazione del bestiame. Lo studio individua inoltre vari impatti dello sviluppo di queste colture: "spostamento forzato delle popolazioni indigene che vivono nelle foreste, inquinamento massiccio e distruzione del territorio, effetti devastanti sulla salute pubblica dovuti all'uso eccessivo di pesticidi (aumento delle malformazioni congenite, tumori e malattie respiratorie)".

## Popolazione

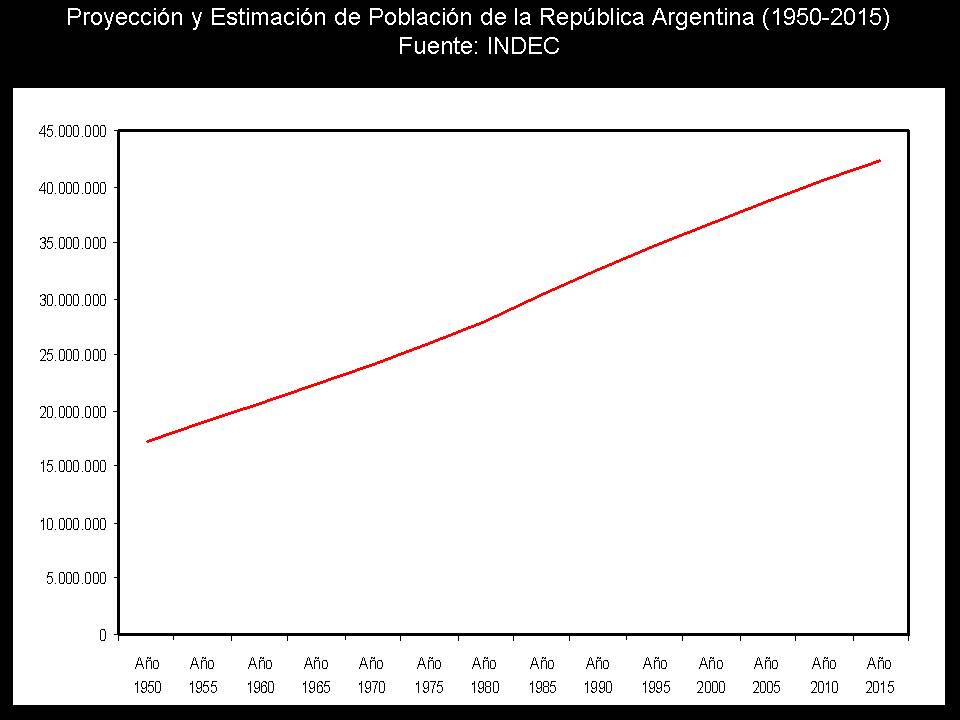
Stima della crescita demografica nel periodo 1950-2015 (Fonte:INDEC).

La popolazione è in massima parte di origine europea (soprattutto di ascendenza italiana e spagnola) e amerindia. Ricordiamo che fino alla metà circa del XIX secolo la componente indigena, costituita da una decina di etnie amerindie principali, e meticcia, frutto dell'unione di queste con i conquistatori spagnoli, ebbe un peso demografico notevole anche se difficilmente quantificabile. Già con il primo censimento del 1869 tuttavia, si registrava nel paese la presenza di numerosi residenti stranieri, in grande maggioranza europei: su poco più di 1 830 000 abitanti i non nativi rappresentavano oltre il 12% della popolazione complessiva (210 000 circa fra cui ben 71 000 italiani).
Negli anni settanta dell'Ottocento iniziò una massiccia immigrazione proveniente dall'Europa che si protrasse fino alla vigilia del primo conflitto mondiale (1914). Si riattivò successivamente negli anni venti del Novecento, perdendo però vigore nel decennio successivo. L'ultima grande ondata immigratoria si registrò a partire dal 1945, protraendosi fino agli inizi degli anni sessanta del XX secolo. Fra il 1869 ed il 1971 sono complessivamente entrati in Argentina oltre 9 000 000 di immigrati, in grande maggioranza europei e fra questi quasi 3 500 000 di italiani (ma anche molti spagnoli, e, in minor numero, francesi, tedeschi, svizzeri, polacchi, inglesi, ecc.). Pur considerando l'immigrazione stagionale, importante soprattutto negli ultimi decenni dell'Ottocento e nei primi del Novecento, e i numerosi rientri, questa cifra appare sbalorditiva. L'Argentina è senz'altro il paese al mondo che ha accolto più immigrati dopo gli Stati Uniti. Tenendo però conto della scarsa popolazione presente nel paese alla vigilia dello sviluppo del fenomeno immigratorio, si può senz'altro asserire che quest'ultimo ha assunto, per l'Argentina, un'importanza di gran lunga superiore a quella sperimentata dagli Stati Uniti.
Negli ultimi decenni l'immigrazione dall'Europa è cessata quasi del tutto, sostituita da quella proveniente dai paesi limitrofi (Bolivia e Paraguay in particolare) localizzata in massima parte nelle Province settentrionali del paese. A partire dagli anni settanta del Novecento ha avuto inizio una consistente corrente di espatri dall'Argentina, diretta principalmente verso l'Europa e gli Stati Uniti, e costituita in massima parte da tecnici e professionisti.

### Demografia
L'Istituto Nazionale di Statistica e Censimento dell'Argentina (INDEC) ha mostrato che la popolazione dell'Argentina è di 40 666 000 abitanti, nella stima fatta a giugno del 2008.
L'Argentina si classifica terza in America Meridionale e trentesima nel mondo. La densità di popolazione dell'Argentina è di 14 abitanti per chilometro quadrato. La popolazione non è distribuita uniformemente: aree della città di Buenos Aires hanno una densità di popolazione di più di 14000 ab./km², mentre Santa Cruz è la provincia che ne ha meno: 1 ab./km². L'Argentina è l'unica nazione in America Meridionale con una percentuale di migrazione positiva, approssimativamente del +0,4%.
| Regione         | Sup. km² | Abitanti   | Densità |
| --------------- | -------- | ---------- | ------- |
| Capital Federal | 200      | 2 924 000  |         |
| Litoral         | 809 258  | 21 336 000 | 26,3    |
| Norte           | 365 772  | 3 027 000  | 8,2     |
| Centro          | 388 954  | 3 094 000  | 7,8     |
| Andina          | 429 125  | 2 277 000  | 5,3     |
| Patagonia       | 786 983  | 1 296 000  | 1,6     |

### Etnie

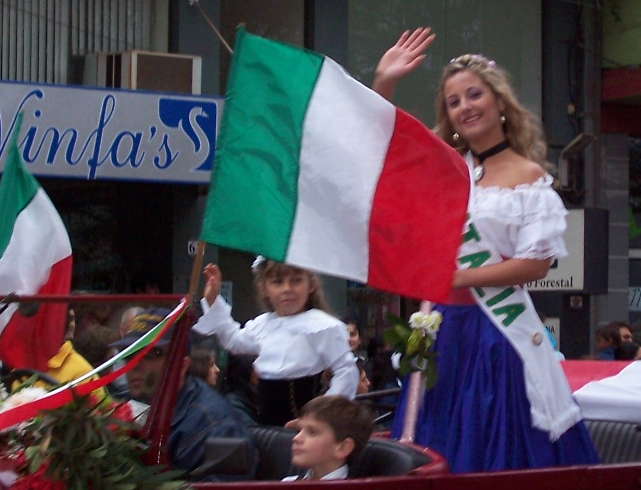
Reina de Italia - fiesta del inmigrante: si calcola che più di 25 milioni di argentini abbiano almeno un antenato italiano. È il più numeroso gruppo etnico del Paese.

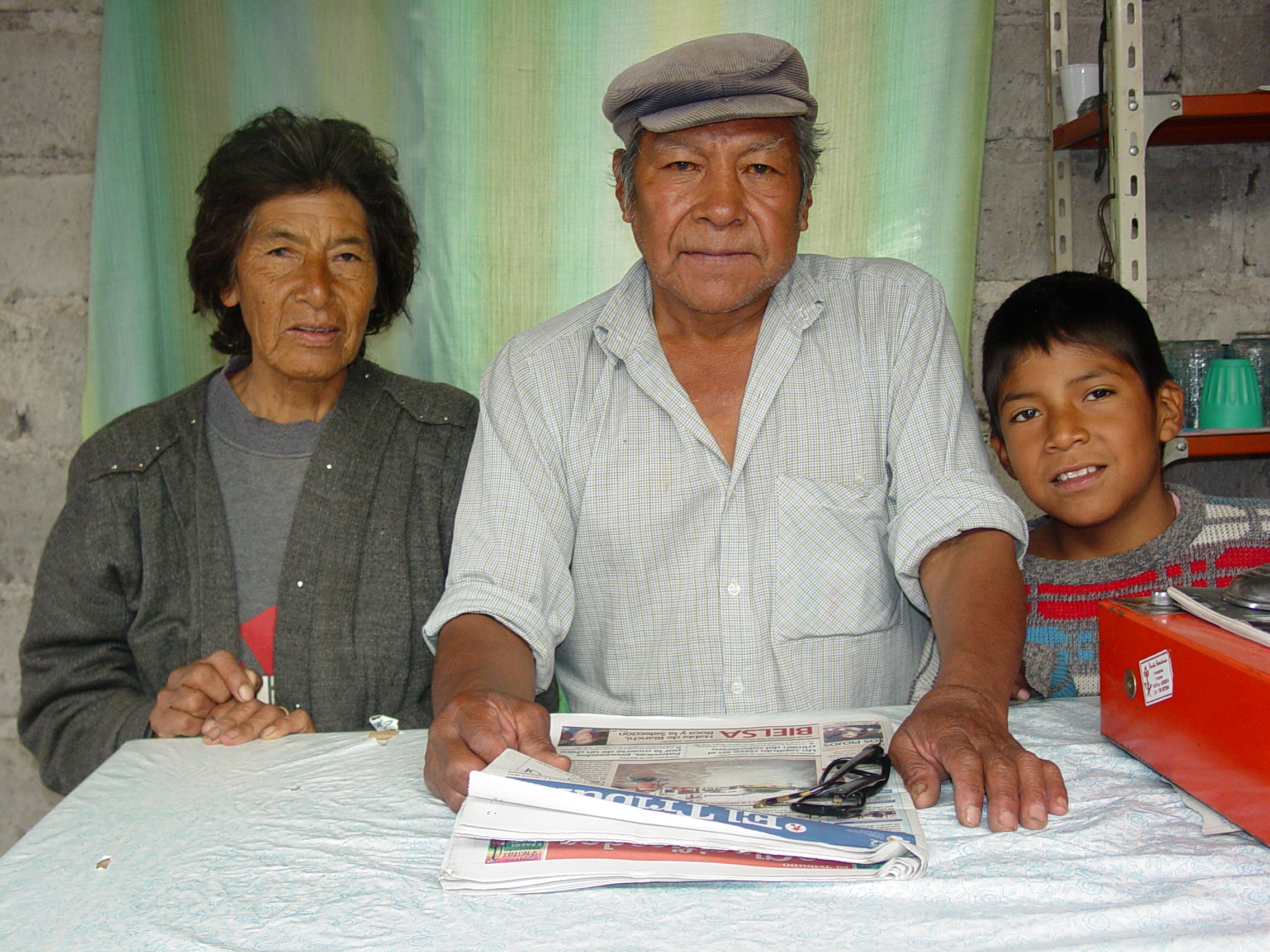
Famiglia del nord dell'Argentina

In Argentina e Uruguay, diversamente dalle altre nazioni latinoamericane, i cittadini di origine europea costituiscono la grande maggioranza della popolazione, con stime che variano dall'85% al 97% della popolazione totale. (Include popolazione meticcia). In alcune province argentine (fra cui quelle più popolose come lo sono Buenos Aires, Córdoba, Santa Fe, Mendoza e quella di Entre Ríos), il sostrato indigeno è molto meno presente, sommerso dalle varie ondate immigratorie, mentre in altre costituisce una componente demografica più rilevante, come quelle del nord di Jujuy, Salta e Formosa.
Gran parte della popolazione argentina si considera eurodescendiente, ma secondo uno studio realizzato nel 2010 per il genetista argentino Daniel Corach, la mappa genetica degli Argentini è composta da un 79% proveniente dalle diverse etnie europee, principalmente italiana e spagnola, un 18% di differenti etnie amerinde, un 4,3% di etnie africane e un 53% ha sangue amerindia per via materna.
Dopo i coloni spagnoli, ondate di coloni europei arrivarono in Argentina tra la fine del XIX secolo e la prima metà del XX secolo. Una grandissima parte degli immigrati arrivò dall'Italia (inizialmente dalle regioni settentrionali come Liguria, Veneto, Friuli e, più tardi, Piemonte e Trentino; successivamente anche dalle regioni meridionali come Sicilia, Puglia, Campania, Abruzzo, Molise, Basilicata e Calabria). Quello italiano è il più numeroso gruppo etnico del Paese: si calcola che circa 30 milioni di argentini abbiano almeno un antenato italiano. Sempre tra la fine del XIX secolo e la prima metà del XX secolo arrivarono altri emigrati dalla Spagna (primi fra loro galiziani e baschi), e dalla Francia (soprattutto a Buenos Aires e Mendoza). Più piccoli ma significativi gruppi di immigranti vennero da Germania e Svizzera (alla Regione di Laghi di Patagonia), Scandinavia (Danimarca, Norvegia e Svezia), Grecia, Libano, Regno Unito ed Irlanda (a Buenos Aires, Santa Fé, e Patagonia), e Portogallo. Anche dall'est-Europa gli immigrati furono numerosi: da Polonia, Ungheria, Russia, Ucraina, Croazia e Lituania, così come dai paesi balcanici (Romania e Montenegro, particolarmente in Chaco). C'è una grande comunità armena e la valle di Chubut in Patagonia ha una significativa presenza di origine gallese.
Un tempo era presente anche una nutrita comunità Afro-Argentina, che però declinò numericamente fino a diminuire all'inizio del XX secolo; nonostante tutto in Argentina ci sono ancora afro-argentini di colore, e un censimento del 2006 riguardo alla popolazione con antenati africani ha portato alla luce che il 5% della popolazione sa di avere antenati africani e un altro 20% dice che è possibile, ma non ne ha la certezza.
| Europeo | Amerindi | Africano | Arabi | Asiatico | Studio | Anno | Riferimento                               |
| ------- | -------- | -------- | ----- | -------- | --- | ---- | ----------------------------------------- |
| 81,5 %  | 18,6 %   | —        | —     | —        | (Quiroga et al, 1985): Frecuencia de grupos sanguíneos y disminución de Rh negativo en población argentina      | 1985 | Universidad de Buenos Aires               |
| 78,0 %  | 19,4 %   | 2,4 %    | —     | —        | (Seldin et al, 2006): Argentine population genetic structure: Large variance in Amerindian contribution         | 2006 | American Journal of Physical Anthropology |
| 78,5%   | 18%      | 4,3%     | —     | —        | Inferring Continental Ancestry of Argentineans from Autosomal, Y-Chromosomal and Mitochondrial DNA              | 2010 | Annals of human genetics.                 |
| 65,0 %  | 31,0 %   | 4,0 %    | —     | —        | (Avena et al, 2012): Heterogeneity in Genetic Admixture across Different Regions of Argentina                   | 2012 | Plos One Genetics                         |
| 67,3 %  | 27,7 %   | 3,6 %    | —     | 1,4 %    | (Homburguer et al, 2015): Genomic Insights into the Ancestry and Demographic History of South America           | 2015 | Plos One Genetics                         |
| 77,8%   | 17,9%    | 4,1%     | —     | —        | Ancestral genetic legacy of the extant population of Argentina as predicted by autosomal and X-chromosomal DIPs | 2021 | Springer Link.                            |
| 85%~    | 12,5%~   | 1,1%~    | —     | —        | Estudo da Genera revela a ancestralidade do DNA brasileiro                                                      | 2023 | Genera.                                   |

### Religione

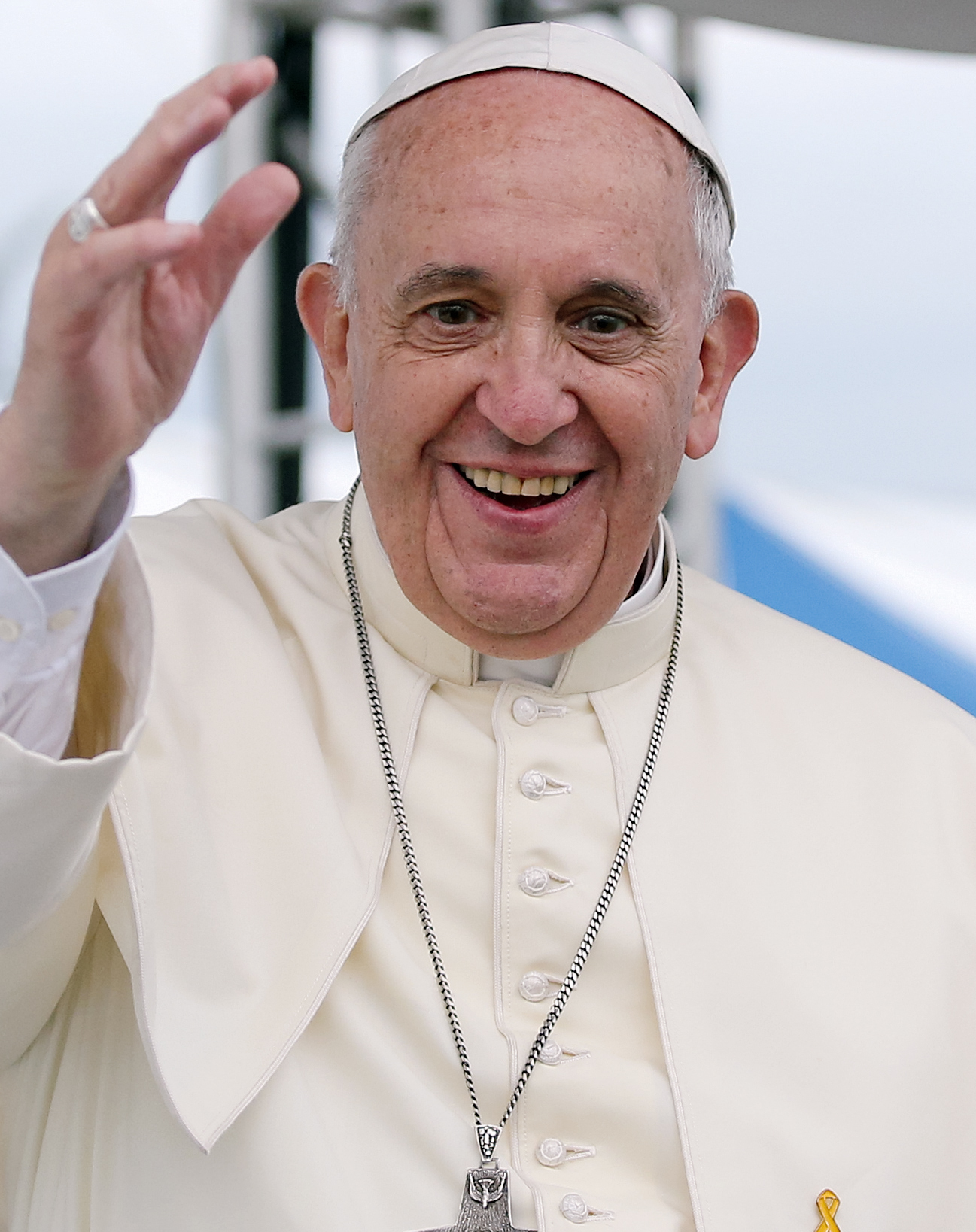
Papa Francesco (Jorge Mario Bergoglio)

In Argentina esiste una notevole libertà di religione, garantita dall'articolo 14 della Costituzione, anche se lo Stato riconosce come ufficiale il culto della Chiesa cattolica, che ha uno status giuridico privilegiato rispetto ad altre chiese e confessioni: secondo l'articolo 2 della Costituzione Argentina, il governo federale sostiene la Chiesa cattolica e ai sensi del Codice Civile, essa è legalmente paragonabile ad un ente di diritto pubblico non statale. Il governo argentino e la Santa Sede hanno firmato un Concordato che regola i rapporti tra il governo e Chiesa cattolica.
L'argentino Jorge Mario Bergoglio, papa Francesco, è il primo papa della Chiesa cattolica nato in America e il primo papa extraeuropeo dai tempi di Gregorio III.
L'88% degli argentini è stato battezzato come cattolico, tuttavia, la percentuale dei credenti praticanti è compresa tra il 69% e il 78%. Secondo uno studio del 2001, il 25% della popolazione va in chiesa almeno una volta alla settimana, mentre il 35% non ci va quasi mai.
In aumento le Chiese evangeliche, che nel 2005 hanno raggiunto il 10% della popolazione. Il 12% è considerato agnostico, il 4% si considera ateo, l'1,5% musulmano e l'1% ebreo.

### Lingue
La lingua ufficiale dell'Argentina è lo spagnolo, chiamato solitamente "castellano" dagli argentini. Rispetto alla lingua parlata in Spagna, tuttavia, vi sono alcune differenze a livello fonetico e morfologico.
Gli argentini sono la più grande popolazione di lingua spagnola che usa diffusamente quello che è noto come voseo (l'uso del pronome di seconda persona plurale vos al posto del tu, che causa anche l'uso di differenti forme verbali). Il dialetto più comune è il rioplatense, i cui parlanti sono localizzati principalmente nel bacino del Rio de la Plata.
Secondo uno studio di Ethnologue, l'italiano è parlato da circa 1 500 000 persone (che lo rendono la seconda lingua più parlata in Argentina) e l'arabo - a causa di una sensibile emigrazione dall'attuale Siria, Libano e Giordania, sviluppatasi all'inizio del XX secolo - da circa 1 000 000 di persone. Il tedesco standard è parlato da 400 000 e forse 500 000 argentini di ascendenza tedesca, sebbene sia stato affermato anche che ci potrebbero essere addirittura 1 800 000 parlanti.

## Ordinamento dello Stato
L'Argentina è una Repubblica federale presidenziale.
Il Presidente, eletto a suffragio diretto ogni quattro anni, è anche Capo del Governo. Fra le sue prerogative rientra anche la possibilità di nominare il Consiglio dei Ministri.
Il Sistema Legislativo è ispirato a quello degli Stati Uniti d'America ed è basato su un Congresso (Congreso Nacional) di 257 membri eletti mediante il sistema proporzionale ogni quattro anni.
Ogni due anni vi è il rinnovo di metà dei seggi.
Il Senato (Senado de la Nación) comprende invece 72 membri, eletti per un mandato di sei anni. Ogni due anni ne viene rinnovato un terzo.
Costoro sono eletti con voto diretto; 3 ogni Provincia ed altri 3 nella città di Buenos Aires.
I cittadini hanno diritto di voto al compimento dei 16 anni.
La Costituzione dell'Argentina (Constitución de la Nación Argentina) è stata approvata il 1º maggio 1853.

### Suddivisione amministrativa
L'Argentina è divisa in ventitré province (provincias; singolare provincia), Buenos Aires è una città autonoma (comunemente nota come la capital federal ma ufficialmente come "Capital de la República" o "Capital de la Nación").
|              | Provincia                 | Capoluogo                       | Popolazione (Censimento 2022) | Superficie (in km²) |      |
| ------------ | ------------------------- | ------------------------------- | ----------------------------- | ------------------- | ---- |
| Flag         | Buenos Aires              | Città autonoma                  | 3 120 612                     | 203                 | Flag |
| Flag         | Provincia di Buenos Aires | La Plata                        | 17 569 053                    | 307 571             | Flag |
| Flag         | Catamarca                 | San Fdo. del Valle de Catamarca | 429 556                       | 102 602             | Flag |
| Flag         | Chaco                     | Resistencia                     | 1 142 963                     | 99 633              | Flag |
| Flag         | Chubut                    | Rawson                          | 603 120                       | 224 686             | Flag |
| Flag         | Córdoba                   | Córdoba                         | 3 978 984                     | 165 321             | Flag |
| Flag         | Corrientes                | Corrientes                      | 1 197 553                     | 88 199              | Flag |
| Flag         | Entre Ríos                | Paraná                          | 1 426 426                     | 78 781              | Flag |
| Flag         | Formosa                   | Formosa                         | 606 041                       | 72 066              | Flag |
| Flag         | Jujuy                     | San Salvador de Jujuy           | 797 955                       | 53 219              | Flag |
| Flag         | La Pampa                  | Santa Rosa                      | 366 022                       | 143 440             | Flag |
| Flag         | La Rioja                  | La Rioja                        | 384 607                       | 89 680              | Flag |
| Flag         | Mendoza                   | Mendoza                         | 2 014 533                     | 148 827             | Flag |
| Flag         | Misiones                  | Posadas                         | 1 280 960                     | 29 801              | Flag |
| Flag         | Neuquén                   | Neuquén                         | 726 590                       | 94 078              | Flag |
| Flag         | Río Negro                 | Viedma                          | 762 067                       | 203 013             | Flag |
| Flag         | Salta                     | Salta                           | 1 440 672                     | 155 488             | Flag |
| Flag         | San Juan                  | San Juan                        | 818 234                       | 89 651              | Flag |
| Flag         | San Luis                  | San Luis                        | 540 905                       | 76 748              | Flag |
| Flag         | Santa Cruz                | Río Gallegos                    | 333 473                       | 243 943             | Flag |
| Flag         | Santa Fe                  | Santa Fe                        | 3 556 522                     | 133 007             | Flag |
| Flag         | Santiago del Estero       | Santiago del Estero             | 1 054 028                     | 136 351             | Flag |
| Flag         | Tierra del Fuego          | Ushuaia                         | 190 641                       | 21 478              | Flag |
| Flag         | Tucumán                   | San Miguel de Tucumán           | 1 703 186                     | 22 524              | Flag |
| Totale Paese | Totale Paese              | Totale Paese                    | 46 044 703                    | 2 791 810           | Flag |

* La capital federal; l'attuale nome ufficiale del distretto federale è Ciudad Autónoma de Buenos Aires.
Le province sono divise in unità secondarie più piccole chiamate departamentos, ovvero dipartimenti. Esistono 376 dipartimenti. La provincia di Buenos Aires ha 134 divisioni simili note come partidos. Departamentos e partidos sono a loro volta suddivisi in municipalità o distretti.
Si noti che in Argentina esiste il cosiddetto sistema de ejidos no colindantes (letteralmente, "sistema dei fondi non adiacenti"), per cui alcuni territori non sono sottoposti ad alcuna amministrazione.

### Rivendicazioni territoriali
La nazione rivendica la sovranità sul territorio d'oltremare britannico delle Isole Falkland (in spagnolo: Islas Malvinas) e della Georgia del Sud e isole Sandwich meridionali. Con il nome di Antartide Argentina, rivendica 969464 km² di Antartide, che si sovrappongono in parte ad analoghe rivendicazioni di Cile e Regno Unito.
Esiste una exclave Argentina, l'isola di Martín García. Si trova vicino alla confluenza dei fiumi Paraná e Uruguay, un chilometro all'interno delle acque territoriali uruguaiane, e a 3,5 chilometri dalla costa dell'Uruguay, vicino alla piccola cittadina di Martín Chico (a sua volta a metà strada tra Nueva Palmira e Colonia del Sacramento).
Un accordo raggiunto da Argentina e Uruguay nel 1973 ha riaffermato la giurisdizione Argentina sull'isola, ponendo fine ad una disputa secolare. In base all'accordo, Martín García è dedicata ad essere solo una riserva naturale. La sua superficie è di circa 2 km quadrati e la sua popolazione conta 200 abitanti.

### Istituzioni

#### Ordinamento scolastico
L'Istruzione Argentina, nota come la docta Latinoamericana, è una delle più avanzate e complete dell'America Latina. Il fondatore del sistema educativo argentino fu Domingo Faustino Sarmiento, presidente, che volle una scuola pubblica, gratuita e laica (e il paradigma di ciò è l'uso del grembiule bianco, simbolo di uguaglianza e di unità). Tutti i livelli di istruzione sono pubblici e privati. Lo Stato garantisce l'istruzione gratuita a tutti con l'eccezione dell'università. È obbligatoria dai 5 ai 18 anni. Secondo il Censimento del 2001 dell'Istituto Nazionale di Statistica e censimenti di Argentina - INDEC, la percentuale di alfabetizzazione è pari al 97,4% della popolazione, una delle più alte percentuali in America Latina. Su un totale di 36,2 milioni, 11,1 milioni (31%) sono stati impiegati in studi formali:

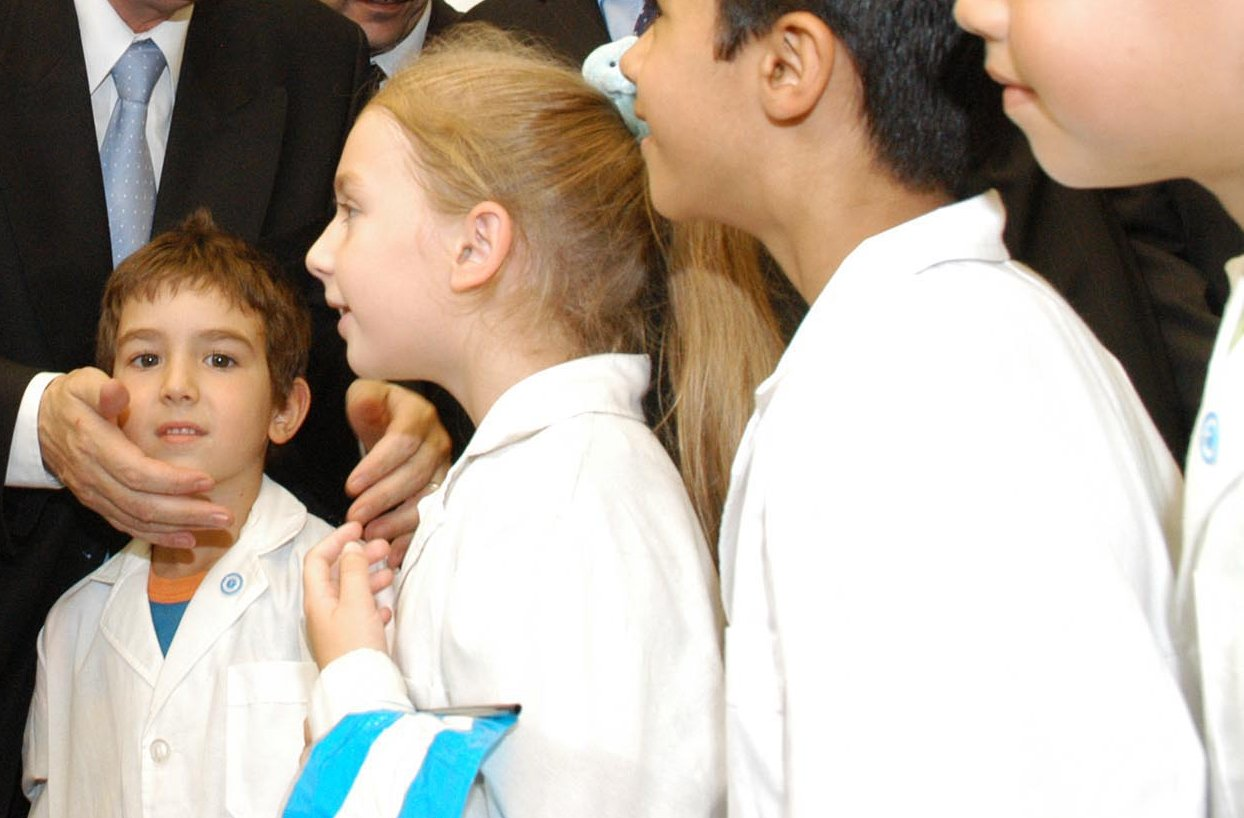
Studenti con il classico grembiule bianco della scuola pubblica

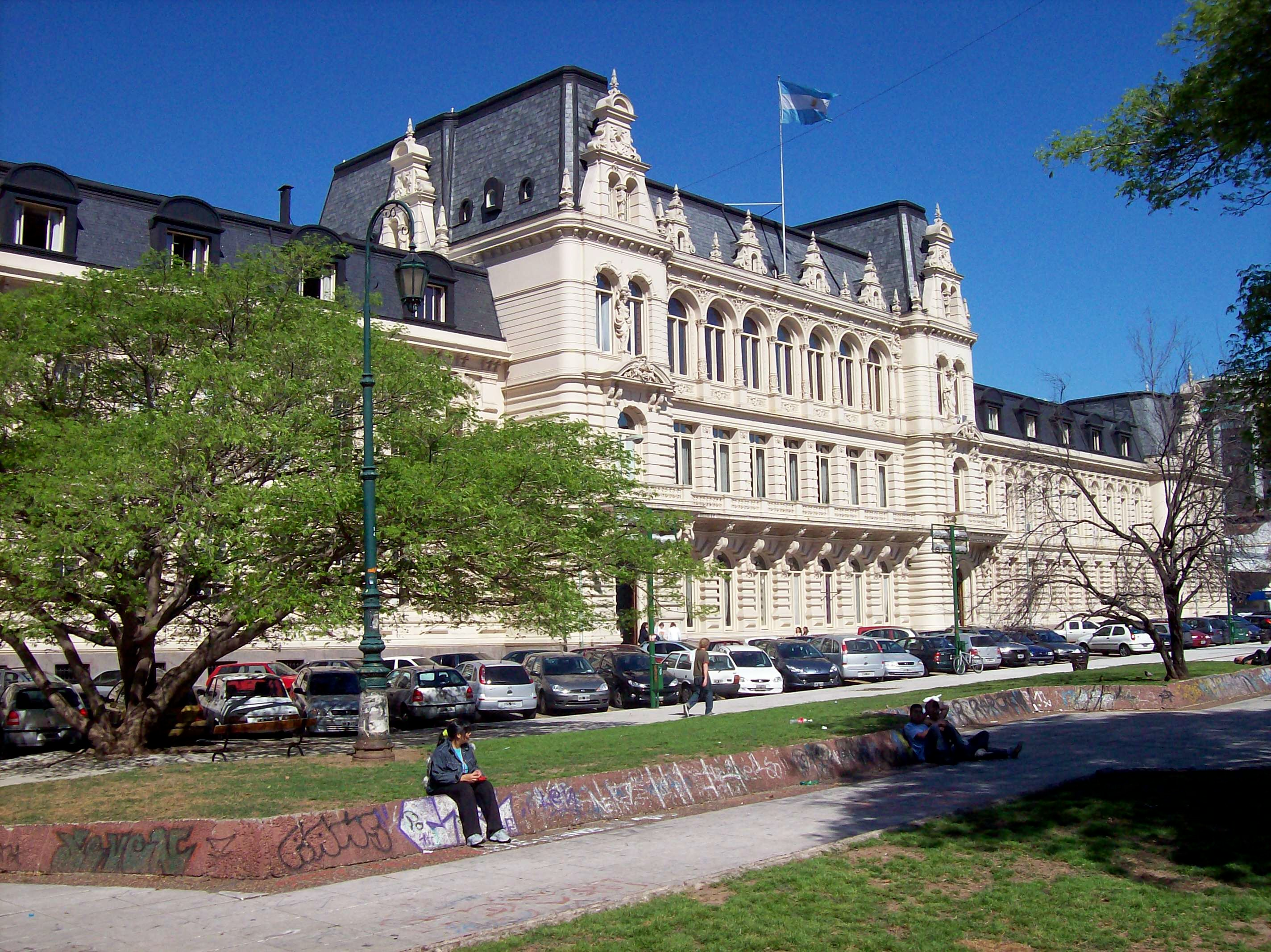
Palazzo Pizzurno, sede del Ministero della Pubblica Istruzione

- 9 551 728 persone (tra 3 e 18 anni) hanno frequentato asili, scuole primarie e secondarie;
- 494 461 persone non sono andate oltre le istituzioni universitarie;
- 1 125 257 persone hanno frequentato istituzioni accademiche.

#### Università
L'Università pubblica Argentina è organizzata secondo i principi della Riforma universitaria del 1918. Ci sono 38 università pubbliche nazionali in tutto il paese e 41 private. L'Università di Buenos Aires (UBA) è la più grande, con oltre 300 000 studenti.
L'università più antica del paese è invece l'Università nazionale di Córdoba, fondata nel 1613 dalla Compagnia di Gesù.

#### Sistema sanitario
L'Argentina si trova al 49º posto su 191 paesi per il funzionamento generale del suo sistema sanitario, secondo una nota dell'Organizzazione Mondiale della Sanità.
La cura della salute è garantita dal sistema sanitario pubblico, dalle associazioni di volontariato e dalle organizzazioni sanitarie private. Circa il 37,6% della popolazione è servita dal servizio sanitario pubblico, mentre il 51,52% si affida alle associazioni di volontariato.
La gestione dei problemi sanitari e delle loro soluzioni è affidata al Ministero della Salute (Ministerio de Salud y Ambiente), dipendente direttamente dal Governo. La quota per le spese sanitarie, in rapporto al PIL, era dell'8,9% nel 2003. Nel 1998 in Argentina si contavano 30 medici ogni 10 000 abitanti.
Le malattie che colpiscono maggiormente la popolazione includono malattie infettive come la malattia di Chagas, il colera, il dengue, la febbre gialla e l'Hantavirus, anche se le malattie che causano il maggior numero di morti sono il cancro e le patologie cardiovascolari.

#### Forze armate

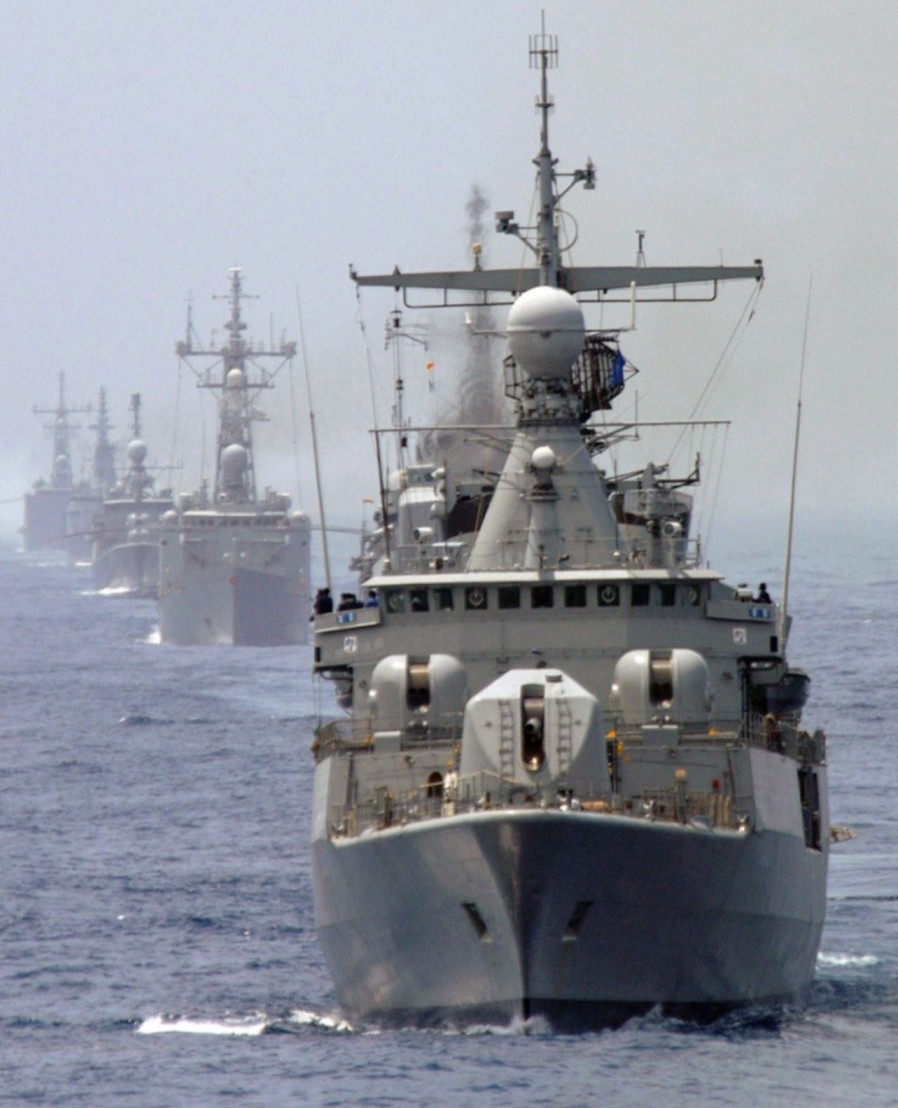
Il ARA Almirante Brown (D-10), cacciatorpediniere della flotta Argentina in un'esercitazione UNITAS

Le Fuerzas Armadas de la República Argentina sono l'insieme delle forze militari nazionali, e sono sotto il comando del Presidente della Nazione, che è il loro comandante in capo e risolve i problemi legati all'integralità territoriale attraverso il Ministero della Difesa. Storicamente l'Argentina ha avuto uno dei più attrezzati contingenti militari della regione, come ad esempio lo sviluppo del FMA I.Ae. 33 Pulqui II, un turbogetto prototipo costruito nel 1950, anche se nel 2006 il budget riservato alla difesa è risultato limitato rispetto ad altri contingenti della regione. L'età minima per l'iscrizione nelle forze armate è di 18 anni e non esiste nessun servizio di leva obbligatorio.
Le forze armate sono costituite dall'Esercito argentino, dalla Fuerza Aérea Argentina e dalla Armada de la República Argentina. La sicurezza delle acque territoriali corrisponde alla Prefettura Navale Argentina, le regioni di confine e delle infrastrutture critiche alla Gendarmería Nacional Argentina (GNA), gli aeroporti dalla Policía de Seguridad Aeroportuaria, mentre la Secretaría de Inteligencia dirige le azioni di intelligence.
Ogni provincia ha la propria polizia, che può lavorare assieme con la Polizia Federale Argentina, la forza di sicurezza che è responsabile per i crimini che coinvolgono più di una giurisdizione o di interesse nazionale.
Al 2013, i caschi blu argentini sono impegnati in operazioni ad Haiti (dal 2004) e a Cipro (da 20 anni), in conformità con i mandati dell'ONU.
Sono presenti anche due agenzie governative: il Servicio Penitenciario Federal e l'Oficina Anticorrupción; esse si occupano rispettivamente di gestione dei penitenziari e di corruzione politica.

## Politica

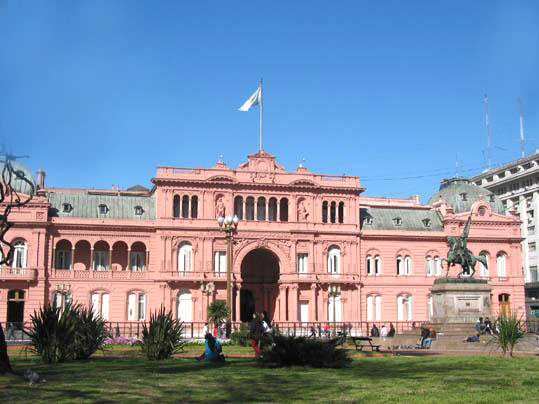
La Casa Rosada a Buenos Aires, sede del potere esecutivo.

La Costituzione Argentina del 1853 ha istituito un sistema di governo rappresentativo, repubblicano e federale, che è stato mantenuto da tutte le riforme costituzionali fatte in seguito. L'Argentina si formò dall'unione federale delle province dopo la dissoluzione del Vicereame del Río de la Plata.
Le province sono autonome, com'è scritto nell'articolo 121 della Costituzione: «Le province mantengono tutti i poteri non delegati dalla Costituzione al governo federale, e che sono espressamente riservati a patti speciali al momento della sua costituzione.»
La Costituzione in vigore è il testo che venne impostato dalla Convenzione Costituzionale del 1994. Le autorità federali si svolgono nella Città Autonoma di Buenos Aires, denominata "Capitale della Repubblica" o "Capitale Nazionale" nella costituzione, ma in modo informale chiamata "Capitale Federale".

### Politica interna

#### Potere esecutivo
Il potere esecutivo è esercitato dal Presidente della Nazione Argentina, il quale viene eletto direttamente tramite suffragio diretto a doppio turno assieme al candidato alla vicepresidenza. Il secondo turno ha luogo tra i due più votati se nel primo turno il candidato maggiormente votato non aveva ottenuto più del 45% dei voti validi o, se dopo aver ottenuto tra il 40% e il 45%, egli ha un divario inferiore al 10% rispetto al secondo candidato più votato. Il presidente e il vice presidente rimangono in carica quattro anni e possono essere riconfermati per un secondo mandato immediatamente successivo. Il Gabinetto dei Ministri è guidato da ministri del Capo del Gabinetto dei ministri, che si occupa della gestione del paese ed è responsabile verso il Congresso.

#### Partiti politici
I principali partiti del paese sono:
- Partito Giustizialista (PJ), partito politico fondato da Juan Domingo Perón nel 1947 e incarnante il cosiddetto peronismo, una elaborazione politica che va dal socialismo e socialdemocrazia al populismo e il conservatorismo. È affiliato all'internazionale democristiana. Attuale leader è Eduardo Fellner.
- Unione Civica Radicale, partito di centro progressista affiliato all'Internazionale Socialista dal 1996. La sua ideologia va dal riformismo, al centrismo, al radicalismo, alla socialdemocrazia e al liberalismo. Attuale leader è Gerardo Morales.

A seguito della crisi economica del 2001 sia il PJ che l'UCR si sono scissi, lasciando posto a movimenti politici nati da questi partiti storici.
Dal PJ sono nati:
- il Fronte per la Vittoria, partito di sinistra erede del FREPASO e del socialismo peronista, fondato dall'ex presidentessa Cristina Fernández de Kirchner e dal suo predecessore (nonché marito) Néstor Kirchner. In occasione delle elezioni del 2003 ottenne il 22,24% dei voti mentre nelle presidenziali del 2007 ha ottenuto il 45,29% dei voti e ha la maggioranza assoluta sia alla Camera che al Senato (rispettivamente 153 su 257 e 44 su 72);
- il Fronte Rinnovatore, partito fondato nel 2013 da Sergio Massa in contrapposizione al Fronte per la Vittoria;
- il Fronte Giustizialista di centro-destra, fondato dall'ex presidente Eduardo Duhalde e da alcuni oppositori dei Kirchner;
- il Fronte Giustizia, Unione e Libertà, formazione di centro riformista fondato dall'ex governatore della Provincia di San Luis Adolfo Rodríguez Saá.

Dall'UCR sono nati:
- l'Alternativa per una Repubblica Egualitaria, partito liberal-progressista di centro-sinistra fondato da Elisa Carriò. Nel 2007 costituisce insieme ad altri partiti centristi e conservatori una coalizione di Centro chiamata Coalición Cívica che alle presidenziali dello stesso anno ha ottenuto il 23,1% dei voti;
- il PRO (Proposta Repubblicana), partito conservatore liberale fondato nel 2005 dall'attuale presidente dell'Argentina ed ex sindaco di Buenos Aires, Mauricio Macri, e l'ex ministro radicale di destra Ricardo Lopez Murphy.

### Politica estera
L'Argentina, insieme ad altri paesi dell'America meridionale, fa parte del Mercosur, dell'Organizzazione degli Stati americani, del Gruppo Rio e del G15. Ha partecipato a ogni fase dell'operazione di Haiti e ha anche contribuito alle operazioni di mantenimento della pace in varie parti del mondo. In riconoscimento del suo contributo alla sicurezza internazionale e alla pace, il presidente statunitense Bill Clinton nominò l'Argentina come un importante alleato non-NATO nel gennaio del 1998.
Essa è uno degli stati fondatori (9 dicembre 2007) della Banca del Sud e partecipa al suo capitale.
L'Argentina mantiene una disputa sulla sovranità delle isole Falkland, sulle Isole Sandwich Australi, sulle Isole Aurora e sulla Georgia del Sud, amministrate dal Regno Unito, insieme con le sue aree marittime circostanti. Sostiene inoltre quasi un milione di chilometri quadrati in Antartide, non riconosciuti da altri paesi, tranne parzialmente dal Cile.
Nel corso del 2006 ci fu un contenzioso con l'Uruguay a causa dell'inizio della costruzione di un impianto di cellulosa da parte della società finlandese Metsä-Botnia nella città uruguaiana di Fray Bentos. L'Argentina ha citato in giudizio l'Uruguay davanti alla Corte internazionale di giustizia sostenendo che l'installazione della fabbrica di cellulosa sarebbe inquinante e violerebbe lo Statuto del fiume Uruguay redatto nel 1975.

## Economia
L'economia dell'Argentina è caratterizzata da grande ricchezza e varietà di risorse naturali, una popolazione con un elevato grado di alfabetizzazione, un sistema agricolo ben sviluppato ed una solida base industriale che la pone come il paese più sviluppato dell'America Latina insieme al Cile. Tuttavia nell'ultimo quarto di secolo, l'Argentina ha vissuto momenti di grave crisi economica (2001, 2014). È la terza potenza economica dell'America Latina, dopo il Brasile ed il Messico, ed è la 26ª del pianeta. Il PIL pro capite a parità di potere d'acquisto nel 2012 ammontava a 17 917 dollari USA, secondo in tutta l'America Latina dietro solo al Cile. Il PIL nominale nel 2012 ammontava a 475 211 milioni di dollari USA e a 735 125 a parità di potere d'acquisto. La povertà nel marzo del 2008 era del 20,8% e l'indigenza era pari al 5,7%. La disoccupazione nel quarto trimestre del 2007 era del 7,5% mentre il lavoro sommerso era pari al 6,0% della Forza Lavoro. La moneta dello Stato è il peso argentino dal 1992. Le esportazioni nel 2007 totalizzarono 55 780 milioni di dollari mentre le importazioni ammontarono a 42 525 milioni generando un surplus di 13 255 milioni.
Il paese ha un debito estero di 123 196 milioni di dollari (dic. 2007), pari al 21,56% del PIL.
Un problema endemico dell'economia Argentina nel XXI secolo è l'alta inflazione: l'INDEC indicò per il 2012 un tasso d'inflazione del 9,9%, estremamente più basso di quella calcolato da organi privati e dai governi provinciali. Sotto pressione del FMI, che accusò l'Argentina di calcolare l'inflazione in modo errato da diversi anni, nel 2014 il governo ha ammesso il tasso reale d'inflazione, considerato verosimile dal FMI. Al 2014, l'inflazione risulta maggiore di quella del 2007, ai tempi cioè del governo di Néstor Kirchner.
All'inizio del 2014, con l'inflazione attorno al 28%, il Peso argentino ha subito una svalutazione consistente (14% in una sola seduta) che lo ha portato ad un minimo di 8,34 pesos per dollaro, il valore più basso dai tempi della crisi del 2002.
Sempre nel 2014, l'Argentina non è riuscita a trovare un accordo sul debito ed è in default per la seconda volta in 13 anni. Al termine di una maratona negoziale svoltasi a New York, la trattativa con gli hedge fund creditori si è conclusa senza nessun accordo. Il default, dopo il declassamento dell'Argentina da parte dell'agenzia di rating Standard & Poor's è scattato alle ore sei del 31 luglio 2014.
| Esportazioni | Esportazioni | Importazioni | Importazioni |
| Nazione      | Percentuale  | Nazione      | Percentuale  |
| ------------ | ------------ | ------------ | ------------ |
| Brasile      | 17,5%        | Brasile      | 32,6%        |
| Cina         | 9,4%         | Stati Uniti  | 14,2%        |
| Stati Uniti  | 7,6%         | Cina         | 8,7%         |
| Cile         | 6,9%         | Germania     | 5,7%         |
| Spagna       | 4,1%         |              |              |

Con l'inflazione dei prezzi al consumo che cresce al ritmo del 30% annuo, e sull'orlo di una nuova crisi finanziaria dopo quella dei tango bond, il 10 maggio 2018 il Governo argentino ha chiesto al Fondo Monetario Internazionale un prestito-ponte da 30 miliardi di dollari per liquidare gli interessi dei titoli di debito pubblico a breve scadenza. Dopo mesi di tensioni, il costo del denaro è stato elevato al 33%, nel tentativo di rivalutare il peso (e di fermare la speculazione internazionale), mentre un oligopolio di tre player controlla l'intero settore della distribuzione nazionale: la francese Carrefour, la cilena Disco e l'argentina Coto, determinano i prezzi senza che vi sia un reale stimolo alla concorrenza.
Il tasso di inflazione a fine 2022 è pari al 94,8%.
Nel gennaio 2023 i presidenti Lula e Fernandez firmano un accordo per la creazione di una moneta comune per le transazioni commerciali e finanziarie volta a favorire l'interscambio economico fra i due paesi. La moneta non andrà a sostituire il peso argentino e il real brasiliano. Segue un'iniziativa di scarso successo, presa dieci anni prima, che consentiva agli attori economici di un paese di effettuare i pagamenti nella valuta dell'altro, rinunciando al monopolio legale della moneta.
Nel settembre 2023 viene approvato dal parlamento un disegno di legge proposto del ministro dell'economia e candidato alle presidenziali Sergio Massa che prevede la totale esenzione dalle imposte pubbliche per i redditi da lavoro dipendente per la gran parte della popolazione, lasciando l'imposta solo per i redditi superiori di 15 volte il salario minimo federale, ovvero i redditi superiori a 1,77 milioni di pesos al mese; la nuova legge, che potrebbe portare a nuovi aumenti dell'inflazione in una situazione già compromessa, ha destato preoccupazione tra numerosi economisti e del Fondo Monetario Internazionale.

### L’era Milei
Con l’elezione di Milei l’Argentina in un anno e mezzo riesce a portare il deficit a 0 ed ad avere un surplus primario. 
L’inflazione arriva addirittura al 3,7%.

### Settore primario
L'Argentina è uno dei primi paesi al mondo per produzione agricola e per allevamento, in particolare dei bovini. I principali prodotti agricoli sono la soia, il mais, il frumento. Per quanto riguarda l'allevamento, l'Argentina è uno dei maggiori esportatori di carne bovina e ovina. Una parte consistente della produzione agricola del paese è destinata all'esportazione (15%), mentre il resto è destinata come materia prima per le industrie alimentari. Cereali, latte e carne bovina rappresentano la base dell'alimentazione degli argentini. La Pampa rappresenta la regione argentina dove si concentra maggiormente la produzione agricola.
L'Argentina possiede una considerevole quantità di petrolio e gas che ha permesso lo sviluppo di una fiorente industria petrolchimica, che insieme alla produzione di soia e l'industria metal-meccanica costituisce la base dell'economia argentina. L'esportazione del petrolio è pari al 20% del totale mentre il 4,6% della produzione del greggio è destinata all'industria petrolchimica. I giacimenti petroliferi sono concentrati nella Provincia di Neuquén. Bahia Blanca è il principale porto dell'Argentina per l'esportazione di petrolio. La pesca ha un ruolo marginale nell'economia del paese sudamericano, al contrario la silvicoltura ha un ruolo fondamentale per l'economia argentina.

### Settore secondario
L'industria manifatturiera argentina è il settore che partecipa di più alla formazione del prodotto interno lordo (17,5%). Insieme al commercio e al settore pubblico è il settore occupazionale più rilevante dell'Argentina, 13% nel 2007. L'industria edile apporta il 6,7% del PIL e il 9,5% dell'occupazione totale. L'industria argentina si divide in agraria e non agraria. L'industria agraria è dominata dall'industria alimentare e lavorazione della carne. Per quanto riguarda la produzione non agraria l'industria più importante è quella automobilistica, seguita da quella chimica, metallurgica e infine cartaria. L'area industriale più importante del paese si estende dalla Gran Buenos Aires fino a Córdoba, passando per Rosario. Altri centri rilevanti sono Tucumán, San Luis e la Terra del Fuoco. A causa delle privatizzazioni l'industria navale ha perso notevole importanza e posti di lavoro.

### Settore terziario
Il turismo è una risorsa importante per la repubblica, il settore partecipa al PIL con il 7,41%. I turisti provengono in massima parte da altri paesi dell'America Latina, dal Nord America e dall'Europa. Le principali attrazioni sono la Patagonia, famosa per le sue montagne, laghi di origine glaciale, ghiacciai e foreste vergini, le Cascate dell'Iguazú, al confine con il Brasile e il Paraguay. Buenos Aires, la metropoli, è centro di cultura e avanguardia dell'interno Cono Sud. Mendoza e San Juan sono province vitivinicole. La Puna de Atacama e il treno delle nuvole nella provincia di Salta. La fauna marina, come la balena franca australe, i pinguini, i leoni marini sudamericani (Otaria flavescens) sono presenti nella provincia di Chubut. Il Parco Nazionale El Palmar e il carnevale di Gualeguaychú nella provincia di Entre Ríos.
Per quanto riguarda i trasporti, l'Argentina possiede 37740 km di autostrade, 600000 km di strade municipali. Sono circa 8 500 000 gli autoveicoli circolanti nel paese e circa 5 300 000 le automobili. La ferrovia è sviluppata solo nella parte centrale del paese per circa 40000 km. Sono circa 11 000 i chilometri navigabili.
I principali porti sono Buenos Aires, Rosario, Mar del Plata, Bahia Blanca, La Plata.
Il principale aeroporto del paese è quello di Ezeiza, a Buenos Aires, utilizzato solo per i voli internazionali e Aeroparque, nel centro della stessa città utilizzato per i voli nazionali e per i voli da e per l'Uruguay. La compagnia aerea di bandiera, Aerolíneas Argentinas, dopo essere stata privatizzata, è dal 2008 ritornata sotto la gestione statale. Le principali fonti di energia elettrica sono: idraulica, termica e nucleare.

### Trasporti

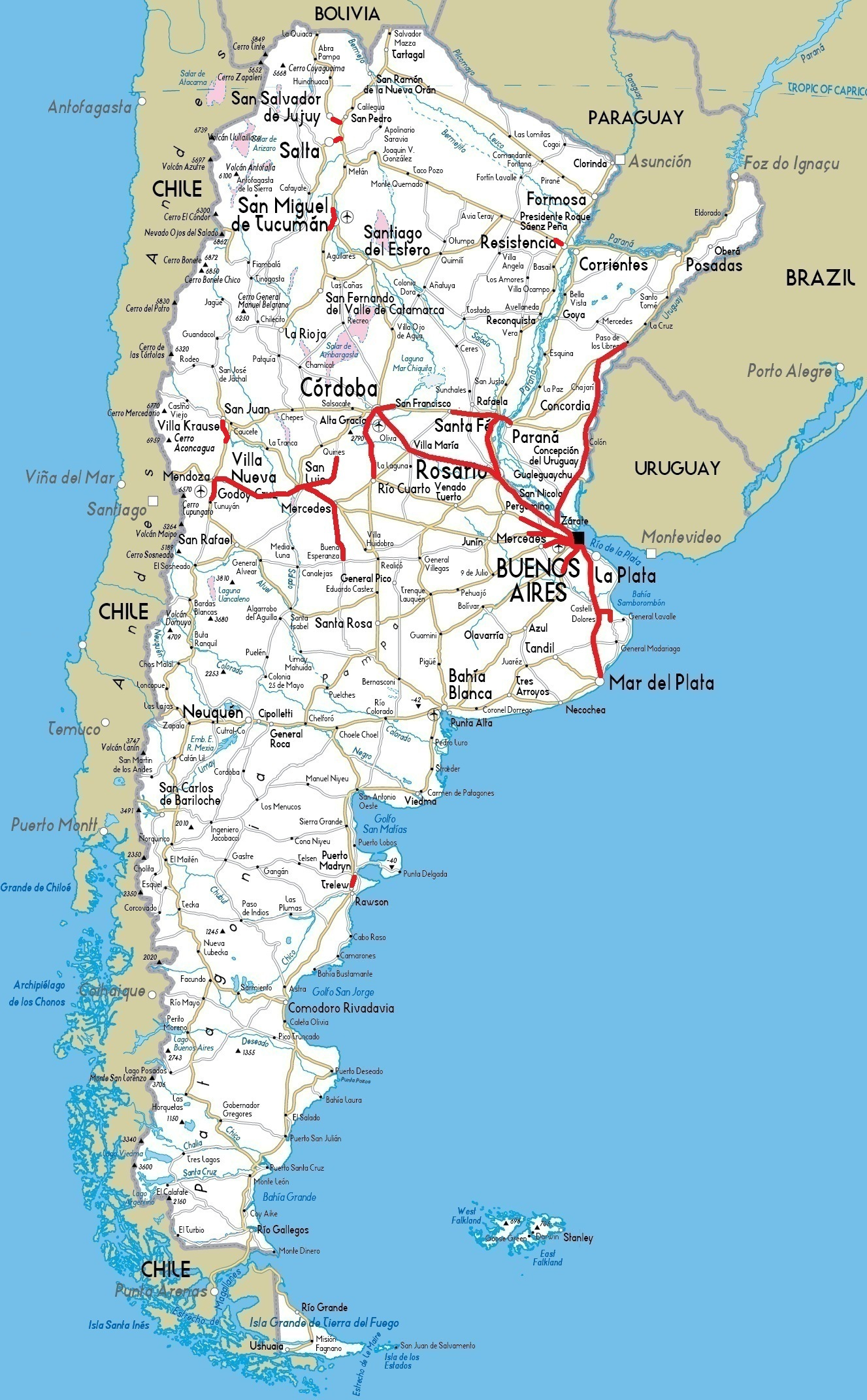
Strade duplicate dell'Argentina, in rosso

#### Ferrovie
Le linee ferroviarie sono molto diffuse: in Argentina infatti, ci sono 35000 km di rete, che fanno sì che l'Argentina sia uno dei paesi dell'America Latina col maggior numero di chilometri di ferrovia. Una volta i chilometri erano 47 000 e l'Argentina era uno dei paesi con la rete ferroviaria maggiore in assoluto. Dei 12 000 chilometri chiusi, parte viene utilizzata per il servizio turistico come il Tren a las Nubes nella provincia di Salta, La Trochita, che collega Esquel a El Maitén ed il Tren del Fin del Mundo ad Ushuaia.

#### Strade e autostrade
Il metodo più facile per spostarsi in Argentina è costituito dagli autobus a lunga percorrenza (detti colectivos o micros), alcuni dei quali a due piani.
Ogni città o paese ha una stazione degli autobus, dove si trovano anche gli sportelli delle varie compagnie, ognuna con la propria offerta di orari, prezzi e servizi.
Si può optare per un viaggio in un colectivo tradizionale, oppure scegliere un coche semi-cama o coche cama, dove i sedili sono più larghi e si possono reclinare fino a diventare orizzontali; inoltre, nei viaggi più lunghi, viene servito il pasto (colazione, pranzo o cena) e, a volte, anche coperta e cuscino. Distributori di tè, caffè e acqua calda sono a disposizione di tutti i passeggeri.
I bagagli vengono sistemati nei vani in basso e su di essi viene collocata un'etichetta con un numero, che servirà per il ritiro una volta arrivati a destinazione.

#### Trasporto navale
Il Porto di Buenos Aires è uno dei più grandi di tutto il continente americano: qui arrivano crociere e, soprattutto, navi mercantili provenienti da Stati Uniti, Brasile, Cina e da parte dell'Europa oltre che dall'Africa occidentale.
Dal porto di Buenos Aires partono diverse navi traghetto dirette in Uruguay. Dallo stesso porto partono alcuni transatlantici.

#### Trasporto aereo

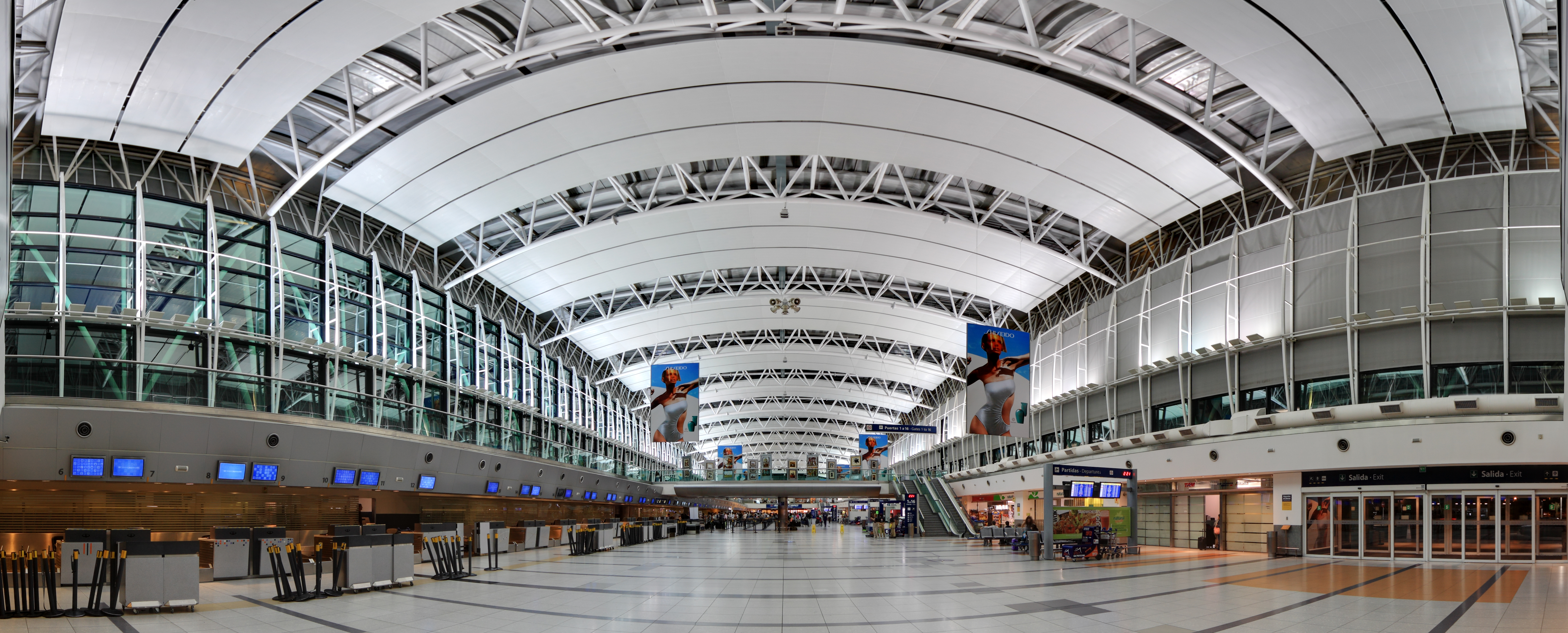
Aeroporto Internazionale Ministro Pistarini, situato a Ezeiza in Provincia di Buenos Aires

Il paese contiene numerosi aeroporti internazionali e nazionali. La Grande Buenos Aires ha 2 terminal aerei data la grande richiesta che esiste. L'Aeroporto Internazionale di Ezeiza, a circa 35 km dal centro di Buenos Aires, è il più grande del paese e uno dei più moderni del continente. Dispone di strutture per la movimentazione e lo stoccaggio del carico. L'ingresso diretto alla capitale argentina è l'Aeroporto Jorge Newbery, dove riceve un gran numero di voli nazionali e regionali, principalmente dai paesi vicini. La società Aerolineas Argentinas, privatizzata nel 1990 e ora nuovamente in mano allo Stato argentino; effettua voli nazionali e internazionali. Ci sono anche diverse compagnie aeree nazionali. Le principali compagnie aeree internazionali utilizzano Buenos Aires come destinazione finale o scalo obbligatorio sulle loro rotte.

## Scienza e tecnologia

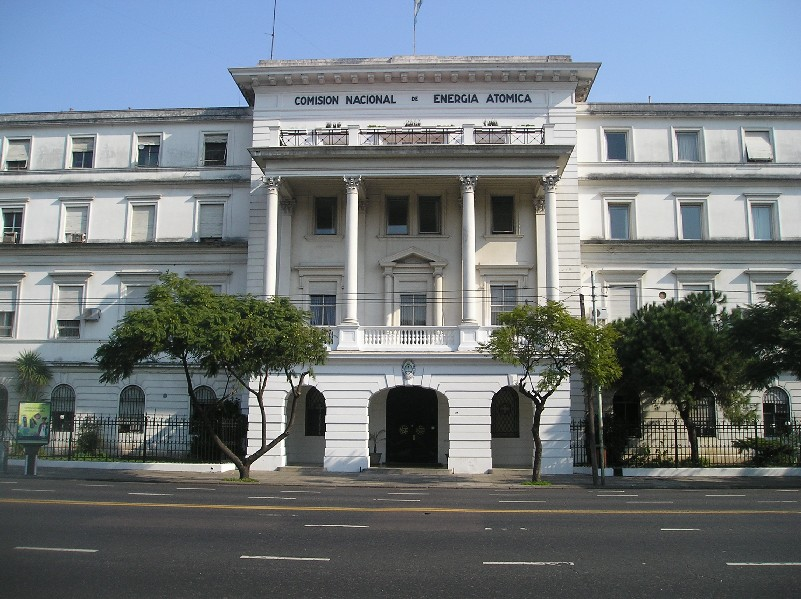
La sede della Commissione nazionale per l'energia atomica

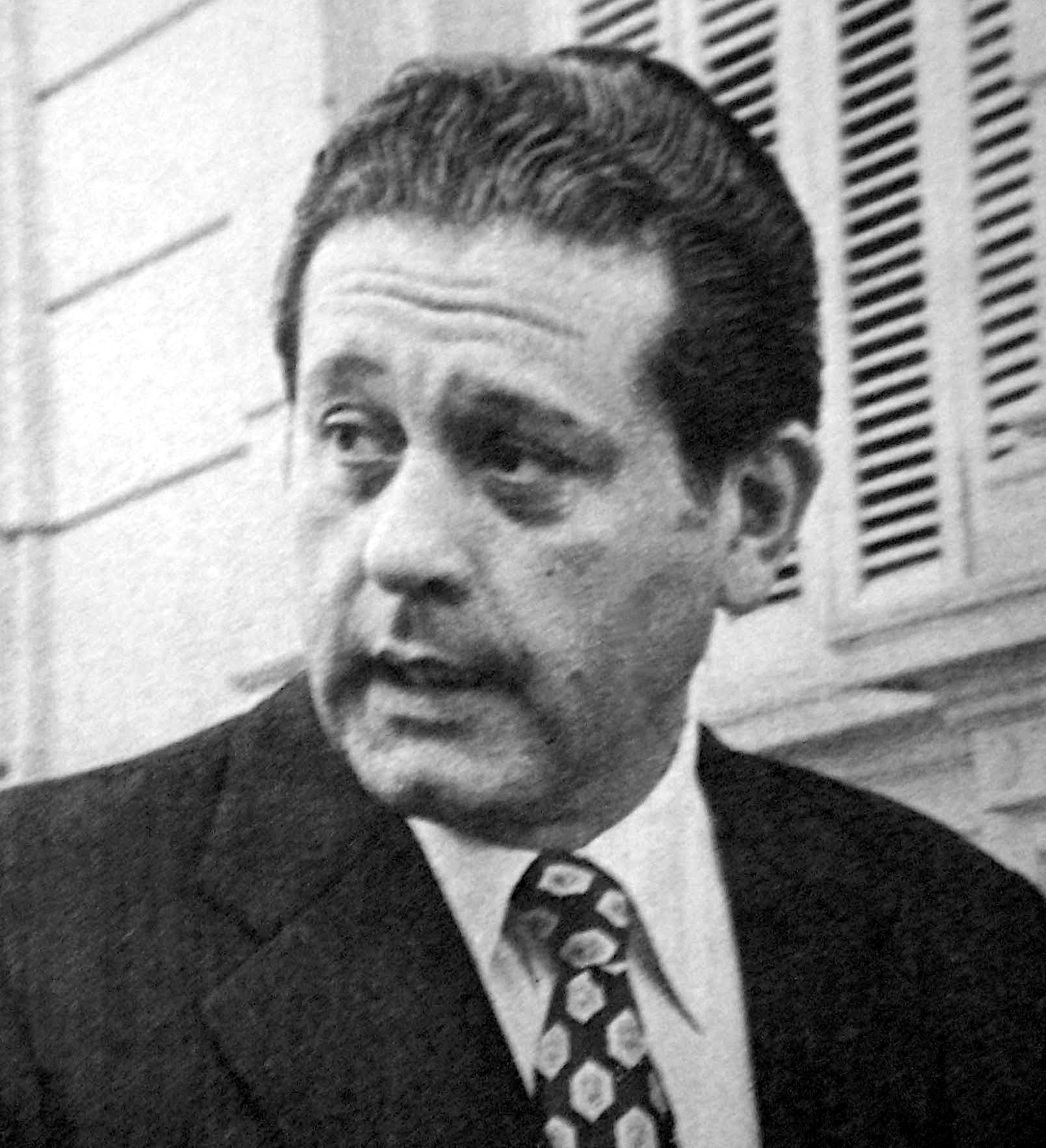
René Favaloro, tra i maggiori esponenti della cardiochirurgia del XX secolo.

Gli aspetti più importanti della tecnologia in Argentina riguardano medicina, fisica nucleare, le biotecnologie, le nanotecnologie, e diversi campi relativi alle principali attività economiche del paese.
L'Argentina è stato il primo paese latino-americano premiato con un Premio Nobel (l'Argentina ha avuto 5 premi Nobel, di cui 3 a livello scientifico). Molti altri argentini hanno contribuito allo sviluppo scientifico in tutto il mondo, dovendo a volte emigrare per farlo. Probabilmente per questo, l'Argentina è a volte indicata come la dotta dell'America Latina (in castigliano: La docta Latinoamericana).
Una importante figura del XX secolo nel campo della cardiochirurgia fu quella di René Favaloro, il primo ad eseguire, il 9 maggio 1967, un intervento chirurgico tramite il bypass aorto-coronarico.

### L'Argentina nello spazio
- 22 gennaio 1990: viene lanciato Lusat, il primo satellite dell'Argentina.
- Dicembre 1969: Juan, una scimmia missionaria, viene considerata spesso il primo astronauta argentino lanciato nello spazio.[91][92][93]

## Ambiente
- Lago Puelo
- Reserva Nazionale Formosa
- Parque Nacional Bosques Petrificados
- Baritú
- Los Arrayanes
- Ischigualasto-Talampaya
- Los Alisos
- El Leoncito
- Monte León
- El Palmar
- Parque Nacional Patagonia
- Mburucuyá
- Predelta (o Parche Diamante)
- El Copo
- El Impenetrable
- Calilegua
- El Rey
- Iguazú
- Riserva naturale San Antonio
- Laguna Blanca
- Lanín
- Los Alerces
- Predelta
- Islas de Santa Fe
- Los Glaciares
- San Guillermo
- Monte León
- Lihuel Calel
- Los Cardones
- Nahuel Huapi
- Perito Francisco P. Moreno
- El impenetrable
- Campos de Tuyú
- Río Pilcomayo
- Chaco
- Sierra de las Quijadas
- Quebrada del Condorito
- Terra del Fuoco

### Flora e Fauna

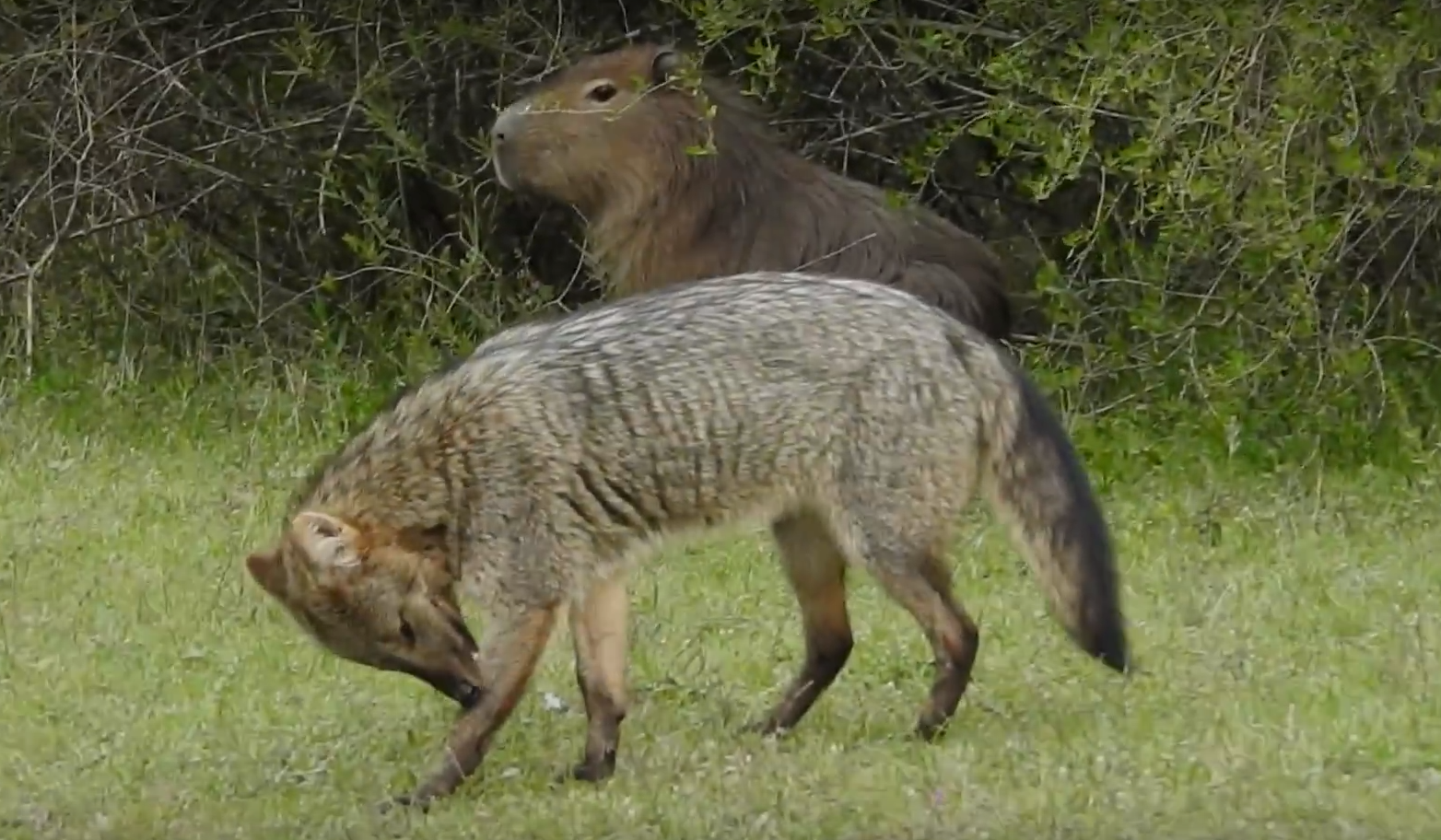
Un maikong e un capibara nel parco nazionale di El Palmar

Trentadue parchi nazionali sono stati istituiti per proteggere questo ambiente così vasto e diversificato che ospita specie uniche al mondo di flora e fauna, quali il caimano (o yacaré), il puma, il marà (o lepre di Patagonia), il guanaco (un animale simile al lama che risiede in pianura), il nandù (simile allo struzzo), il condor delle Ande, il fenicottero, svariate specie di mammiferi marini e strani uccelli di mare. Anche le boscaglie spinose, le foreste vergini pluviali, i cactus fioriti e le immense distese di foreste di araucaria del Cile e di faggio australe sono protetti.

## Cultura

### Arte

#### Architettura
L'architettura coloniale fiorì intorno al XVII secolo per merito di architetti europei. In questo periodo vennero edificate la sede del consiglio municipale e le cattedrali di Buenos Aires e di Córdoba, caratterizzate da facciate monumentali e ricche decorazioni interne. Nel XIX secolo le costruzioni delle città adottarono uno stile accademico ed eclettico. Risalirono ai primi del Novecento il Palazzo del Congresso e il Teatro Cólon di Buenos Aires realizzati da Victor Meano, il più prestigioso architetto dell'epoca.

#### Pittura
Nei primi anni del XIX secolo, al tempo di indipendenza e l'apertura del paese, diversi artisti stranieri visitarono e vissero in Argentina, lasciando anche le loro opere. Tra loro vi fu il marinaio britannico Emeric Essex Vidal (1791-1861), un acquerellista che lasciò importanti testimonianze del passato argentino. Carlos E. Pellegrini (1800-1875), ingegnere francese, si dedicò alla pittura per necessità e fu il padre del futuro presidente Carlos Pellegrini. Un altro marinaio, Adolfo D'Hastrel Navy (1805-1875), pubblicò nel 1875 i suoi disegni e acquerelli in un libro intitolato Colección de vistas y costumbres del Río de la Plata.
Nel terzo decennio del secolo appare Carlos Morel (1813-1894), che è considerato il primo pittore rigorosamente argentino. Poco dopo seguì Prilidiano Pueyrredón (1823-1870) e Cándido López (1840-1902), che dipinsero dei gauchos e delle guerre dell'Argentina pre-moderna.
Dalla metà del XIX secolo furono fondate le prime istituzioni artistiche del paese: in particolare sorse la Sociedad Estímulo de Bellas Artes e il Museo Nazionale delle belle arti, il cui primo direttore fu il pittore Eduardo Schiaffino. La grande ondata di immigrazione europea (1870-1930), stabilì un forte rapporto con la pittura europea soprattutto proveniente da pittori italiani o figli di italiani. Eduardo Sívori (1847-1918), introdusse il Naturalismo, con classici come El despertar de la criada, seguito da pittori come Reynaldo Giudici (1853-1927) ed Ernesto de la Cárcova (1866-1927), quest'ultimo noto principalmente per Sin pan y sin trabajo. Ángel della Valle (1852-1903), sviluppò una corrente di pittura che rappresentava la campagna creola, con opere come La Vuelta del Malón.
Senza dimenticare uno dei più importanti artisti argentini del XX secolo, Emilio Pettoruti.
Un tipico stile artistico della pittura e del disegno è rappresentato dal fileteado, inserito nel 2015 nella lista dei patrimoni immateriali dell'umanità dell'UNESCO.

#### Scultura
Anche nell'ambito della scultura possiamo ricordare importanti personalità come Mateo Alonso, Lola Mora, Antonio Pujía, Juan Carlos Distéfano, Julio Le Parc, Luis Perlotti, Rogelio Yrurtia, Pablo Curatella Manes, Gyula Kosice, Jacques Bedel, Alfredo Bigatti, Lucio Fontana, Ricardo Gianetti, Lucio Correa Morales e Leo Vinci.

#### Patrimoni dell'umanità
L'Argentina dispone di un importante patrimonio culturale tanto che diversi suoi siti sono stati inseriti nella Lista dei patrimoni dell'umanità dell'UNESCO.

### Letteratura

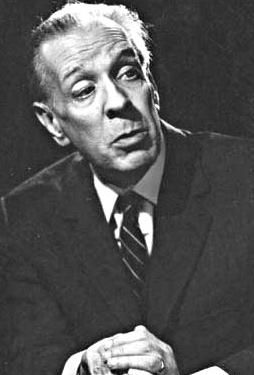
Jorge Luis Borges, tra i maggiori esponenti del realismo magico.

La letteratura argentina all'origine fu d'importazione, come evidenziò una delle opere più significative, intitolata La Argentina (1602) scritta dal prete spagnolo Martín del Barco Centenera, incentrata sulla conquista e sulla nascita di Buenos Aires. L'autore che segnò l'inizio di una letteratura nazionale fu Esteban Echeverría (1805-1851), ispiratosi inizialmente al romanticismo francese e intorno al 1838 orientatosi al realismo narrativo con il racconto El matadero ("Il mattatoio"). L'Ottocento vide imporsi la figura dello scrittore, giornalista ed educatore Domingo Faustino Sarmiento (1811-1888), celebre anche per le narrazioni storiche, come il Facundo (1845), e del massimo rappresentante della letteratura gauchesca, José Hernández, autore del poema epico Martín Fierro (1872), che espresse lo spirito del mondo rurale in un linguaggio semplice e quasi dialettale.
La letteratura argentina in seguito si sviluppò seguendo le influenze europee e quindi sia il romanticismo di Victor Hugo, sia il naturalismo di Émile Zola crearono proseliti tra gli scrittori locali. I primi decenni del Novecento si caratterizzarono per la tendenza modernista, nel caso di Leopoldo Lugones (1874-1938), impregnata di messianismo sociale, e per la vivace polemica sociale, al centro della quale si mise la rivista Martín Fierro. Due furono le correnti di letteratura sociale, una di sinistra denominata Boedo e l'altra tradizionalista definita Florida. Come ben evidenziato dall'elenco di autori sottostante, la letteratura argentina si dimostrò negli anni successivi aperta a tutte le influenze, dall'avanguardia all'indagine psicologica: importanti scrittori argentini furono Jorge Luis Borges, noto esponente del realismo magico, Julio Cortázar, Roberto Arlt, Adolfo Bioy Casares, Tomás Eloy Martínez, José Hernández, Leopoldo Lugones, Manuel Puig, Ernesto Sabato, Osvaldo Soriano, Igor Sergei Klinki, José León Pagano, Victoria Ocampo, Silvina Ocampo.

#### Poesia
In ambito poetico ricordiamo Leopoldo Marechal, Alfonsina Storni, Olga Orozco, Oliverio Girondo, Macedonio Fernández.

#### Teatro

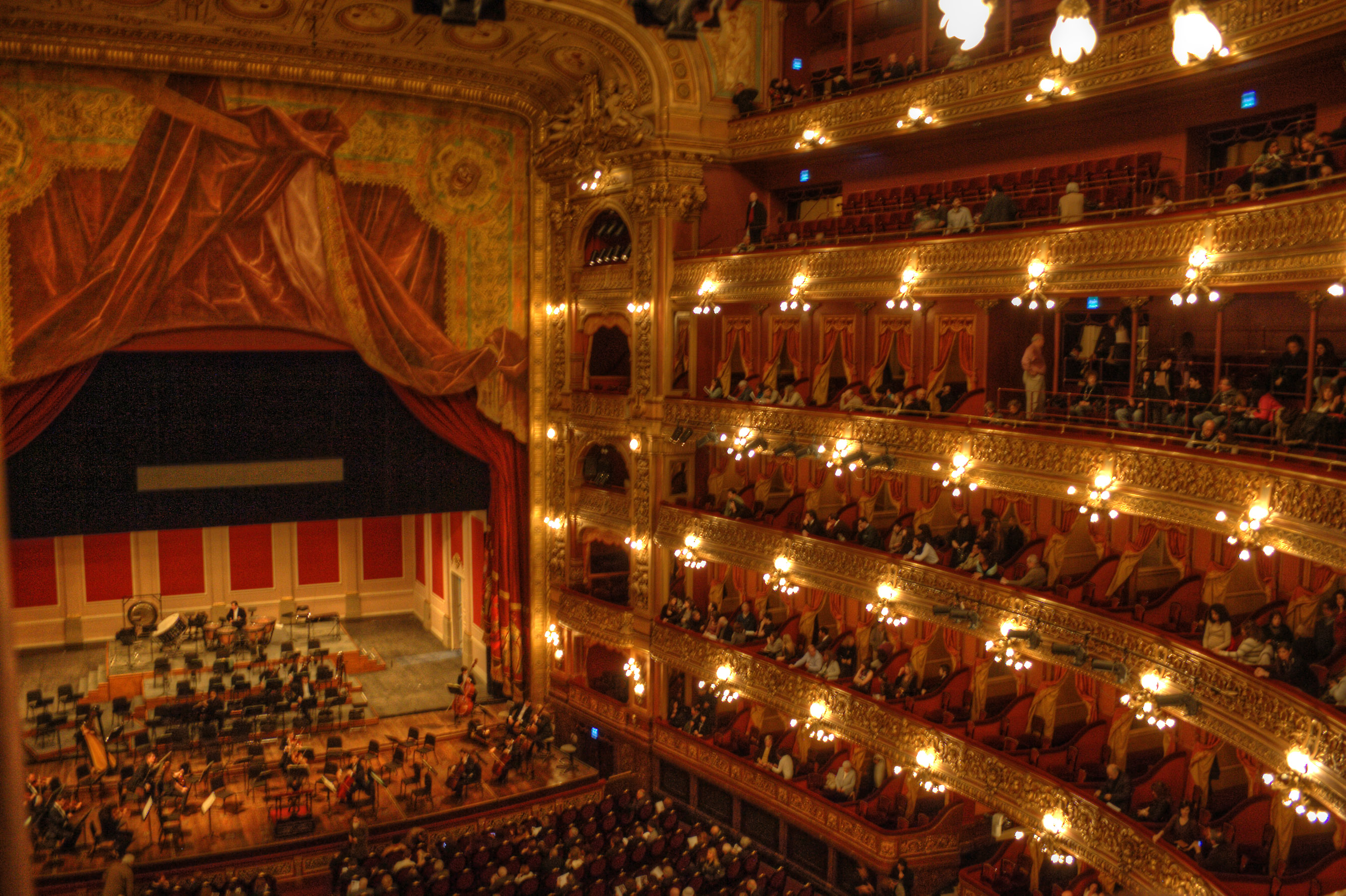
Il Teatro Colón è uno dei teatri d'opera più grandi al mondo

Nel periodo coloniale il teatro era rivolto ad un pubblico ricco e colto. Nel 1772 venne fondato il Teatro de la Rancheria, basato su repertorio spagnolo. Dopo la Rivoluzione di maggio il teatro ricevette l'impulso del movimento culturale scaturito a quel tempo. Oltre alla "Sociedad del buen gusto del teatro", formata nel 1817, si diffuse il genere nazional-popolare, costituito dal teatro gaucho, derivato dalla letteratura omonima, dal teatro creolo, primitivo ma spontaneo, e dal teatro borghese.
Tra gli autori più significativi si annoverarono il realista Florencio Sánchez, affermatosi verso la fine dell'Ottocento, Nemesio Trejo, autore del género chico considerato un anello di congiunzione fra il teatro comico spagnolo e lo spirito criollo, e il riformista Antonio Cunill, in auge negli anni trenta del Novecento.

#### Fumetti

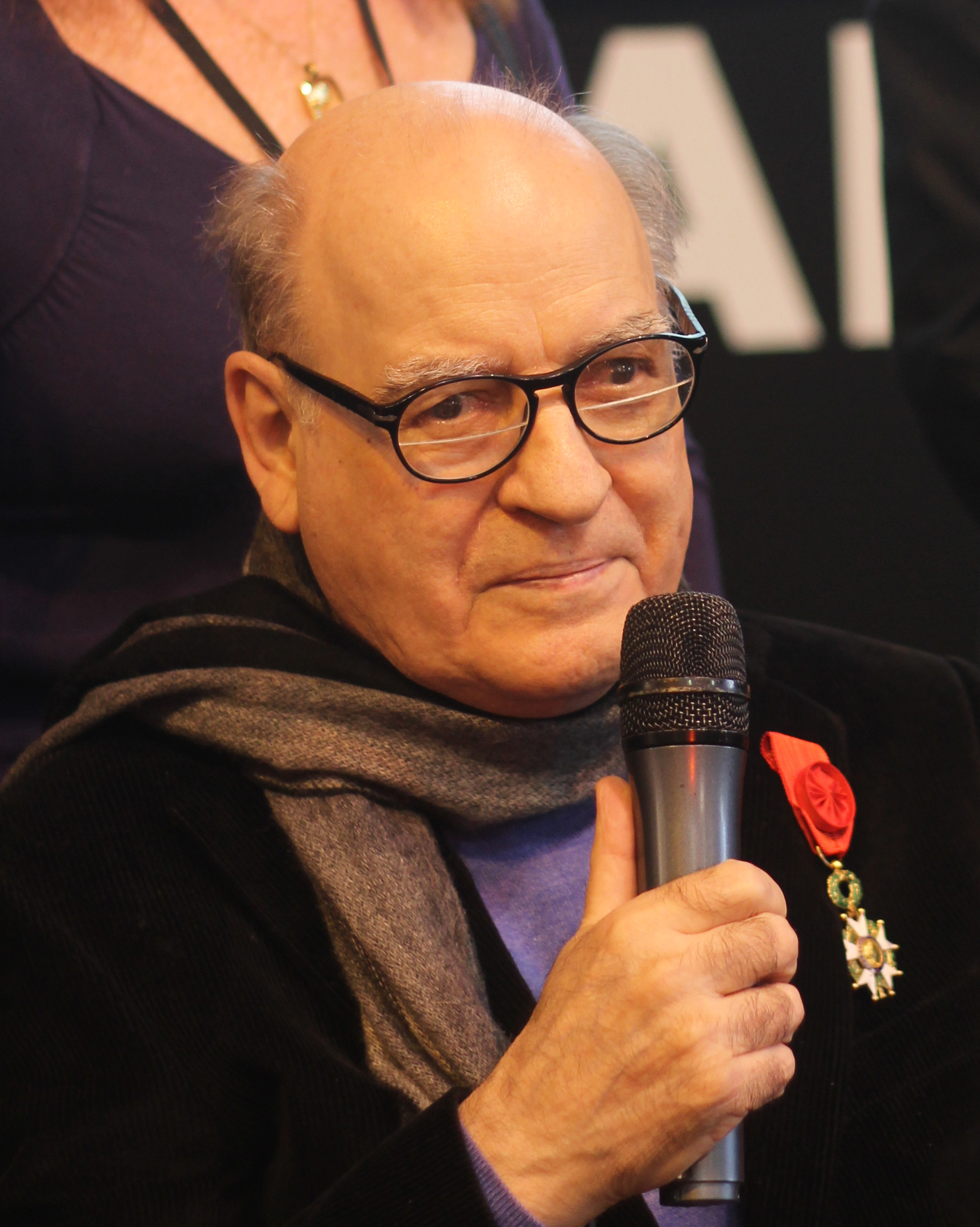
Quino, celebre autore di Mafalda

Nel XX secolo, nell'ambito dei fumetti, è da ricordare la figura di Quino, celebre autore della striscia a fumetti del personaggio di Mafalda (1964). Altro importante fumettista argentino che visse tra il XX e il XXI secolo fu Roberto Fontanarrosa.

### Musica

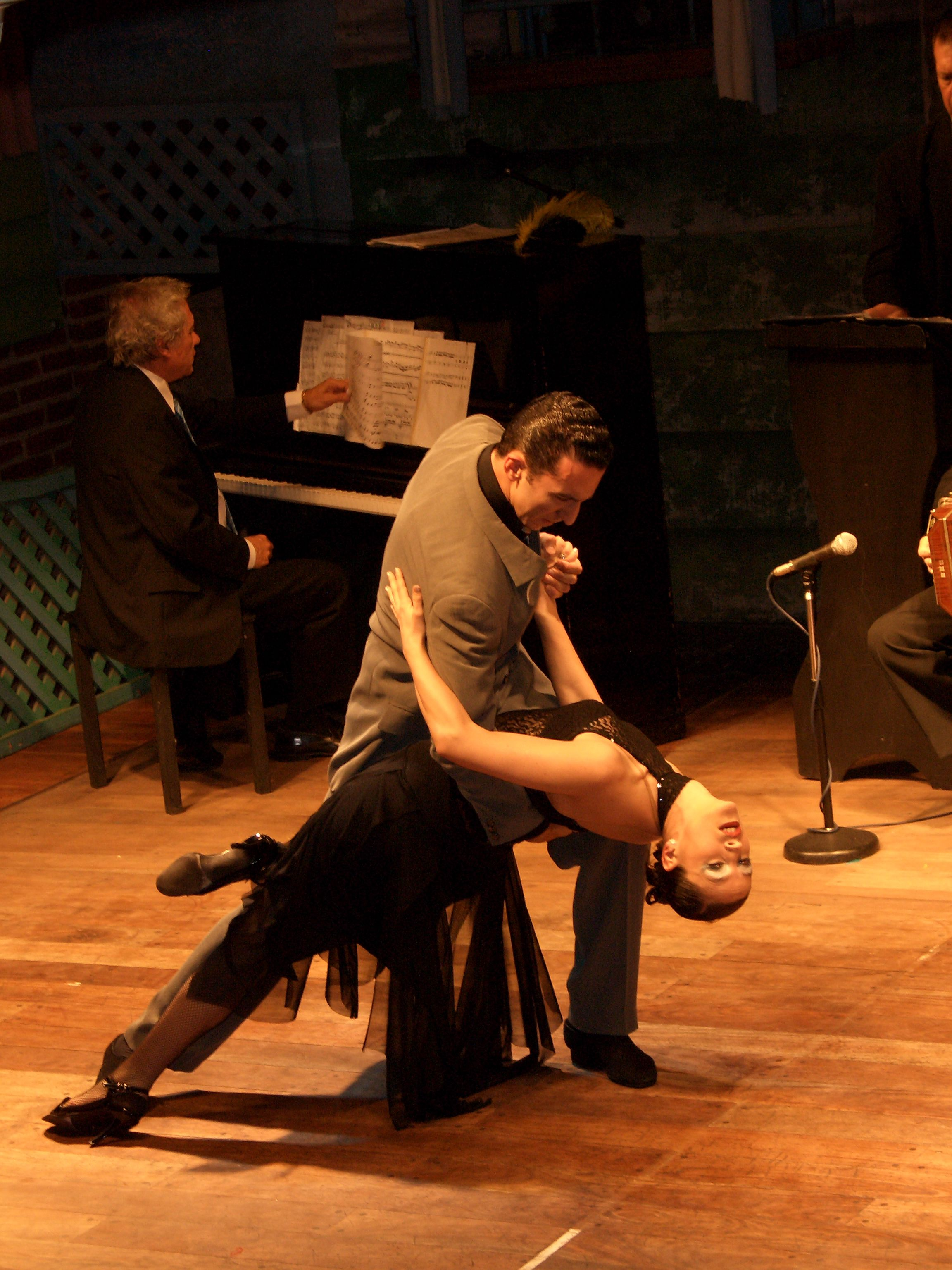
Uno spettacolo di tango a Buenos Aires

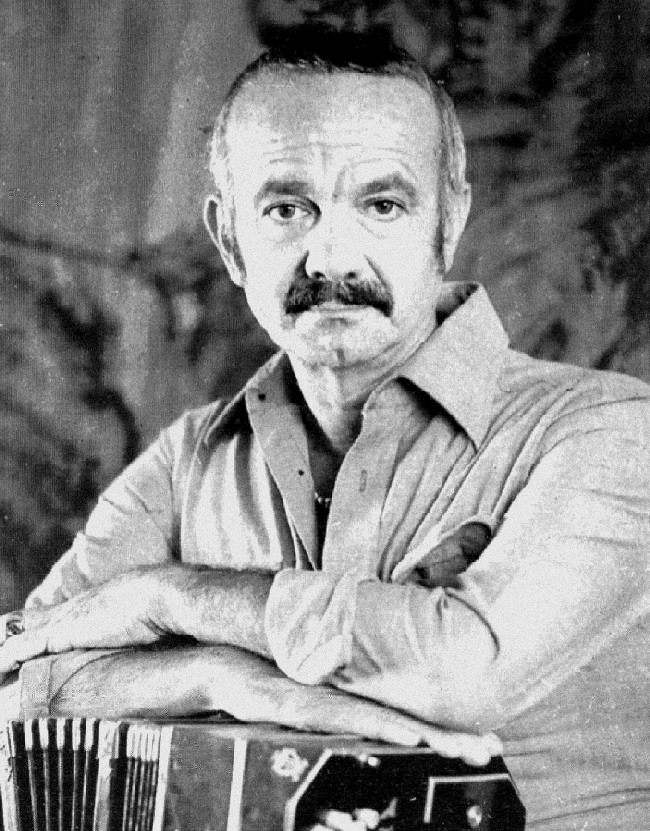
Astor Piazzolla.

Se la storia della musica Argentina fu influenzata, alle sue origini, dalle tendenze europee e soprattutto italiane, nell'Ottocento sorsero vari istituti musicali ed il Conservatorio di Buenos Aires, fondato nel 1893 da Alberto Williams, il più autorevole rappresentante della rinascita musicale locale. Verso la fine dell'Ottocento nacquero importanti movimenti culturali, quali la Nueva Musica e la Liga de compositores argentinos, basati sulla valorizzazione della antica tradizione indigena. Il fondatore di tale lega e forse il più importante compositore di musica classica del novecento fu Alberto Ginastera, mentre il più illustre esponente della musica tradizionale argentina del XX secolo fu Atahualpa Yupanqui. Riformatore del tango e colui che è considerato il più importante musicista del suo Paese è Astor Piazzolla, introdusse intorno agli anni 60 il Nuevo tango e fu autore di composizioni famose come Libertango (1974). Tra le cantanti argentine spicca Mercedes Sosa, considerata la "voce dell'America Latina". Altri cantanti e musicisti argentini noti sono Luis Alberto Spinetta, importante esponente del rock argentino e Gustavo Cerati, noto, in particolare, per gli assolo di chitarra. Nota esponente del pop latino è invece Marie Claire D'Ubaldo. Molto noto per la musica pop anche il cantante Axel. Tra i canti e le danze rivalutate vi furono la milonga, il malambo, accompagnati da strumenti a corde, a fiato e a percussione, come il siku (flauto), il bombo (tamburo), il charango (chitarra).
Tra gli altri musicisti e compositori ricordiamo: Giora Feidman, Martha Argerich, Charly García, Gustavo Santaolalla, Lalo Schifrin, Diego Torres, Roberto Goyeneche, Soledad Pastorutti, Susana Rinaldi, Amelita Baltar, Luciano Pereyra, Eduardo Falú, Ariel Ramírez, Jaime Torres, Norberto Aníbal Napolitano, Máximo Diego Pujol, Andrés Calamaro, Pedro Aznar, Fito Páez, Patricia Sosa, Alejandro Lerner, Axel Witteveen, Valeria Lynch, Pimpinela,Tini Stoessel, Daniel Barenboim, Alberto Ginastera.

#### Balli
Tra i balli ricordiamo Tango, Milonga, Chamamé, Folclore Argentino, Cuarteto, Chacarera, Cueca, Zamba, Huella.
Le figure di Carlos Gardel (1887-1935) e Julio de Caro (1899-1980), in particolare, vengono celebrate l'11 dicembre, in onore alla loro data di nascita, con la Giornata nazionale del Tango. Noto musicista di tango argentino fu anche Aníbal Troilo. Un tipo di fisarmonica e strumento importante per le orchestre di tango è rappresentato dal Bandoneon.

### Cinema
Il cinema argentino, tra i primi in America Latina, vide nella città di Buenos Aires gli inizi delle proiezioni cinematografiche.

## Sport

### Calcio

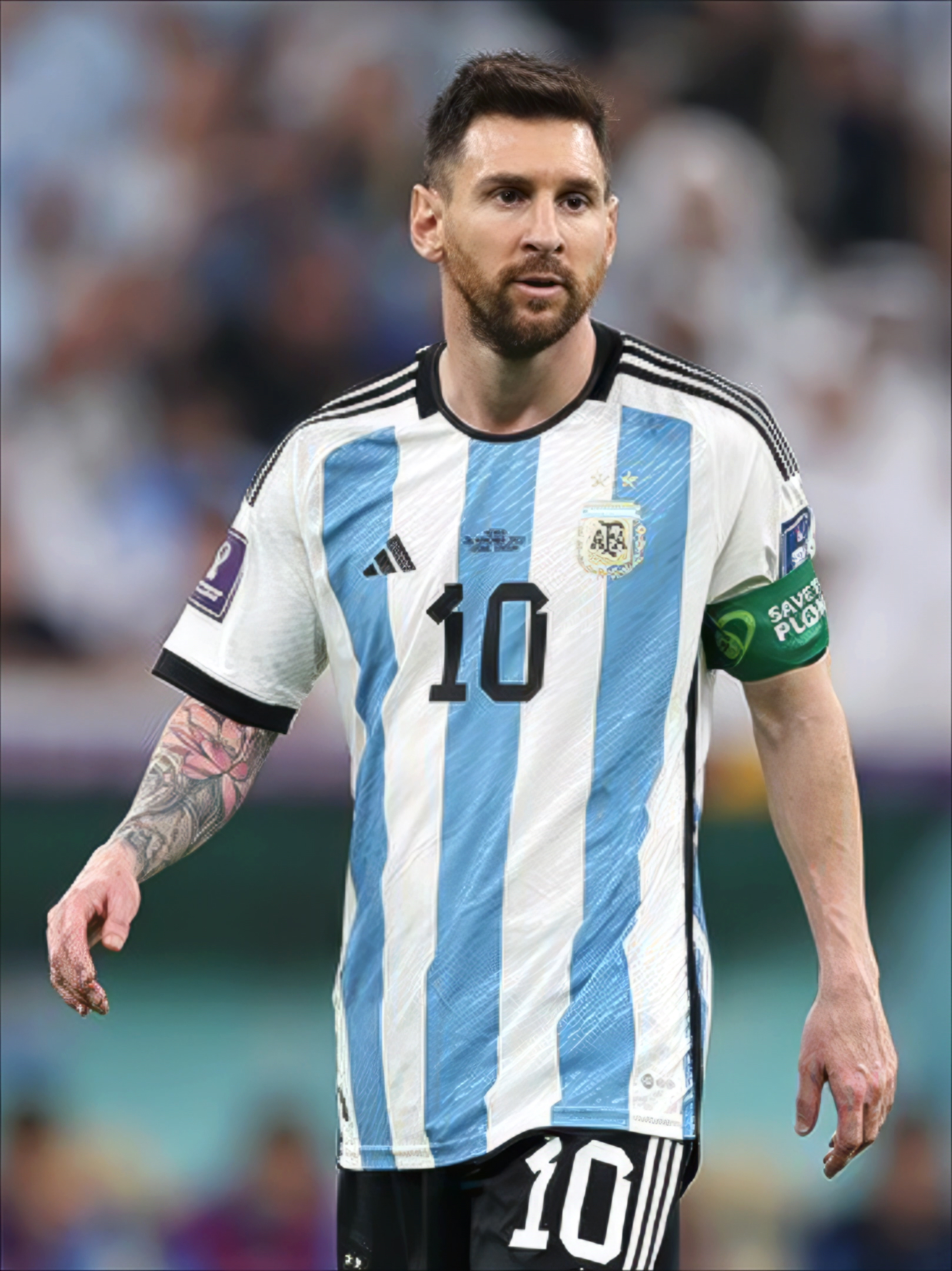
Lionel Messi, otto volte vincitore del Pallone d'oro e ritenuto uno dei più grandi calciatori di tutti i tempi.

Lo sport più seguito e praticato dagli argentini è il calcio. La nazionale di calcio argentina ha conquistato tre Coppe del Mondo: nel 1978, nel 1986 e nel 2022. È prima nella classifica delle nazionali di calcio sudamericane per vittorie di Coppe America (16), la più recente delle quali vinta nel 2024. Ha vinto peraltro due ori olimpici (2004 e 2008), la prima edizione della Confederations Cup (nel 1992) e 6 mondiali Under-20 (record assoluto). È argentino il calciatore che secondo molti critici sportivi e tifosi è considerato il migliore di tutti i tempi: ovvero Diego Armando Maradona. E ancora tra i più grandi calciatori argentini di sempre ricordiamo Alfredo Di Stéfano e José Manuel Moreno. Un altro calciatore esploso negli ultimi decenni e tra i più grandi della storia del calcio è Lionel Messi.

### Pallacanestro
Anche la pallacanestro è molto diffusa. La Asociación de Clubes de Básquetbol organizza la Liga Nacional de Básquet (LNB), il massimo campionato del paese. Sebbene la nazionale maschile argentina ha vinto il primo Campionato mondiale maschile di pallacanestro 1950, lo sport non ha guadagnato popolarità a livello nazionale fino agli anni 2000, quando la nazionale ha conquistato la medaglia d'oro olimpica alle Olimpiadi di Atene 2004 e quella di bronzo alle Olimpiadi di Pechino 2008 e buone prestazioni nei Mondiali 2002, 2006, 2010 e 2019 finendo rispettivamente al secondo posto, quarto posto, quinto posto e secondo posto. La nazionale ha vinto la FIBA AmeriCup nel 2001, 2011 e 2022.
Uno dei più noti cestisti è Emanuel Ginóbili, guardia dei San Antonio Spurs, tra i più forti mancini nella storia dell'NBA.

### Rugby
Nel rugby la Nazionale di rugby a 15 dell'Argentina è costantemente fra le prime nazioni al mondo della Classifica mondiale, ottenendo anche il terzo posto nella Coppa del Mondo di rugby 2007.
Dal 2012 partecipa al Tri Nations, torneo intercontinentale che si gioca tra le nazionali di Australia, Nuova Zelanda e Sudafrica, ribattezzato per l'occasione The Rugby Championship.

### Tennis

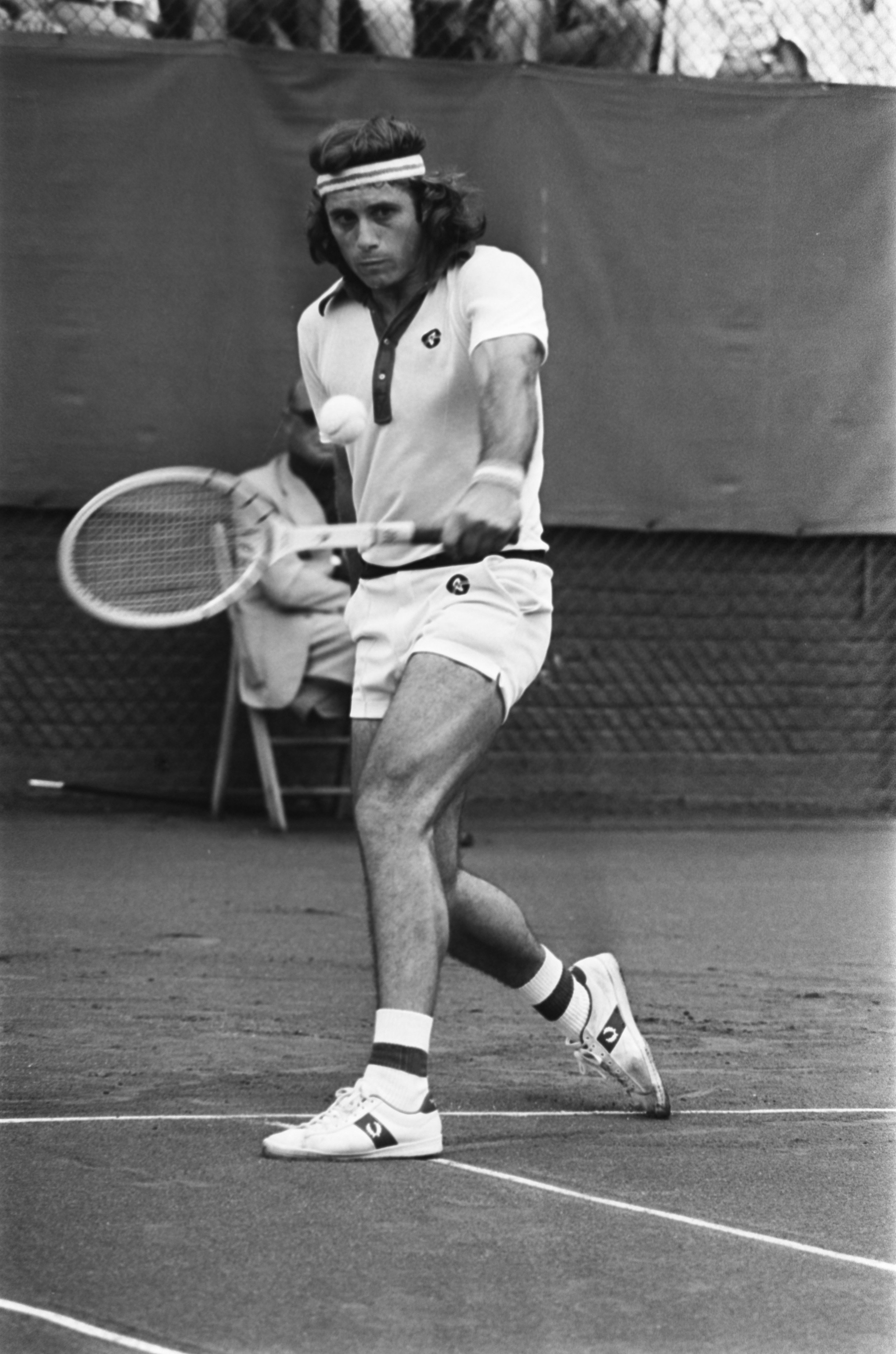
Guillermo Vilas nel 1975

Nel tennis vi è un'antica tradizione che ha portato diversi tennisti tra i primi del mondo, come Guillermo Vilas, José Luis Clerc, Gabriela Sabatini, Paola Suárez, Gastón Gaudio, Guillermo Coria, David Nalbandian, Gisela Dulko e nel presente Juan Martín del Potro e Sebastián Báez In Coppa Davis l'Argentina è stata finalista in cinque edizioni (1981, 2006, 2008, 2011 e 2016), vincendo l'ultima edizione.

### Hockey su prato
La nazionale femminile di Hockey è stata due volte campione del mondo, nel 2002 e 2010, mentre quella maschile ha vinto la medaglia d'oro alle Olimpiadi di Rio 2016.

### Pallavolo e polo
La pallavolo e il polo hanno un buon seguito in Argentina.

### Pallamano
Negli ultimi anni si è molto sviluppata la pallamano: la Nazionale argentina ha disputato la fase finale nelle ultime tre edizioni dei Campionati del mondo ed è campione panamericano 2011, vittoria che ha permesso la qualificazione per la prima volta nella storia della Nazionale argentina di pallamano alle 
Olimpiadi di Londra 2012.

### Giochi olimpici
La prima medaglia d'oro olimpica per l'Argentina fu conquistata nella disciplina del Polo ai Giochi della VIII Olimpiade, di Parigi 1924.
Ma la prima medaglia olimpica per l'Argentina fu vinta da Luis Brunetto, medaglia d'argento nel salto triplo, a Parigi 1924.

### Sport motoristici

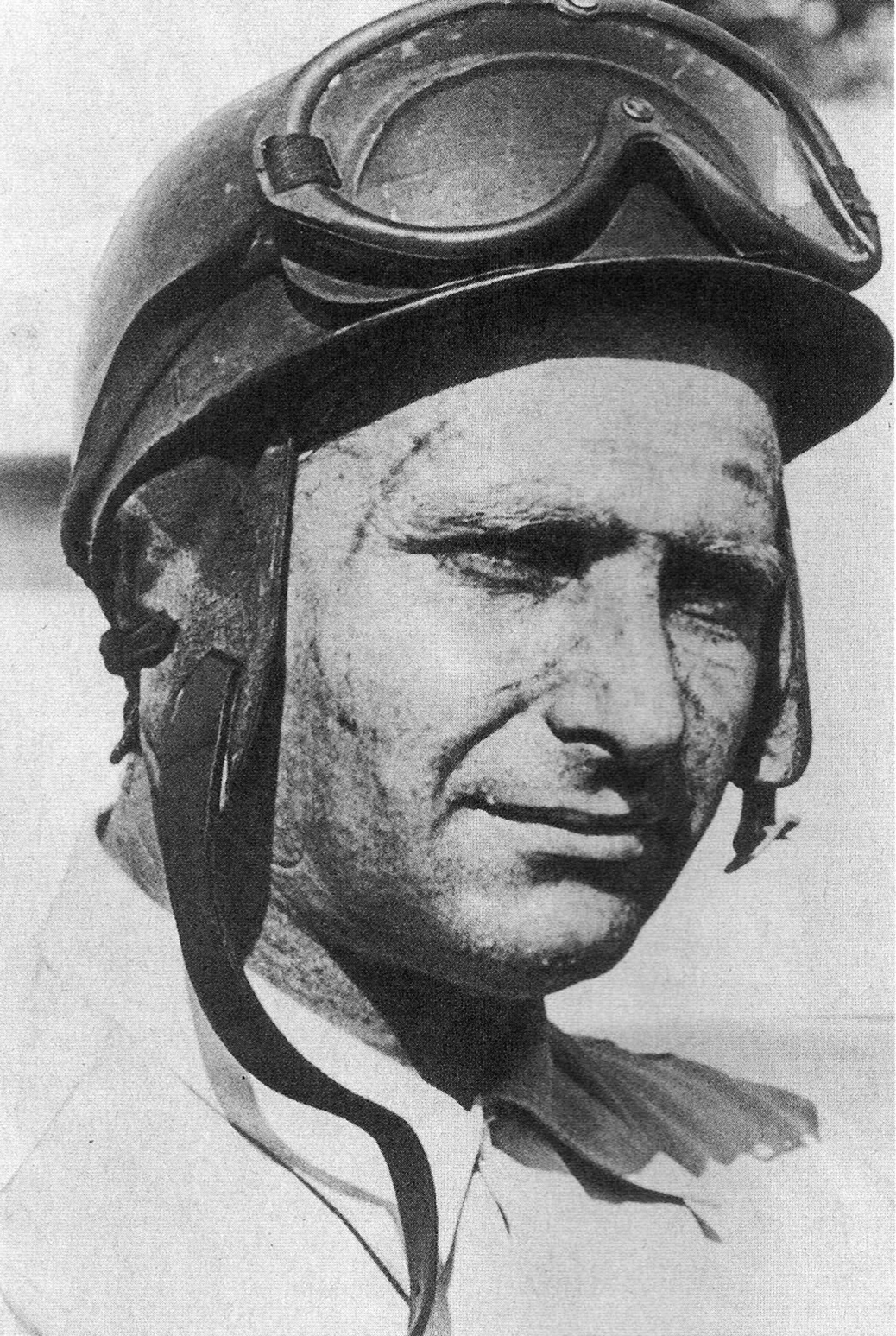
Juan Manuel Fangio, 5 volte campione del mondo di formula 1.

Per quanto riguarda gli sport motoristici, soprattutto nell'automobilismo nei primi anni del Campionato mondiale di Formula 1 è emersa una schiera di piloti capaci di ben figurare, tra i quali Juan Manuel Fangio, considerato il terzo pilota più vittorioso di tutti i tempi dopo Michael Schumacher e Lewis Hamilton, vincitore di cinque campionati mondiali nel 1951, 1954, 1955, 1956 e 1957, Óscar Gálvez e Juan Gálvez. Da ricordare anche José Froilán González, il quale fece vincere per la prima volta la Ferrari nel Gran Premio di Gran Bretagna del 1951 e Carlos Reutemann, vicecampione del mondo nel 1981 alle spalle di Nelson Piquet. L'automobilismo è ancora molto praticato a livello nazionale, con campionati di ampio seguito come Turismo Nacional, Turismo Carretera e TC2000. Nella disciplina del turismo si sono messi in luce negli ultimi anni José María López, 3 volte campione del mondo WTCC (dal 2014 al 2016) e gli attuali piloti Honda nel mondiale Néstor Girolami e Esteban Guerrieri.

## Tradizioni

### Gastronomia
La cucina argentina è spesso influenzata da quella mediterranea e si basa, in particolare, sull'utilizzo di carne e farina di frumento. La tradizione gastronomica del paese varia a seconda della regione: la zona nordest, essendo fortemente influenzata dai guaraní e dalle loro cure basate su piante ed erbe, ha un'alimentazione tipica caratterizzata soprattutto da manioca, papaya, zucca, formaggio e pesce. Nella zona centrale, di influenza spagnola, prevale la carne, oltre a grano, bollito ed empanadas, accompagnati poi da pasta, ragù e pizza quando arrivarono gli italiani (dai quali discende una gran parte della popolazione argentina). Infine, nella Patagonia, che occupa la parte meridionale dell'Argentina, con cibi tipici della zona oltre il pesce fornito dalla comoda posizione sulla costa dell'oceano Atlantico. Più tardi, con l'arrivo dei tedeschi, si diffusero le marmellate di frutta.
Tuttavia, il cibo tipico dell'Argentina resta la carne (in particolare quella bovina): la sua qualità è riconosciuta mondialmente, infatti è frutto di un'accurata produzione alla base della quale c'è il concetto di "libero allevamento", ovvero gli animali sono liberi di pascolare sui prati all'aria aperta piuttosto che rimanere rinchiusi in dei recinti, crescendo sani e forti. Successivamente, la carne viene sottoposta a trattamenti del tutto naturali e a precisi controlli di qualità.

### Folclore
Anche il folclore in Argentina presenta un aspetto culturale importante: celebre, per esempio, la popolare figura religiosa del Gauchito Gil, la credenza popolare del Nahuelito, tipico mostro lacustre, e ancora la figura, nota anche in Argentina, del santo popolare di San La Muerte.

## Festività e ricorrenze nazionali
- 1º gennaio: anno nuovo;
- 23 gennaio: Día Nacional del Músico, in onore alla data di nascita di Luis Alberto Spinetta;[111]
- Lunedì e Martedì grasso: ultimi giorni di carnevale, dipende dal calendario lunare, in relazione alla celebrazione cattolica della Quaresima;
- 24 marzo: Giorno della memoria per la verità e la giustizia (a commemorazione delle vittime della guerra sporca);
- Venerdì Santo: il venerdì che precede la Pasqua; dipende dal calendario lunare;
- 2 aprile: giorno del veterano e di tutti i caduti nella guerra delle Malvinas;
- 1º maggio: Festa del lavoro;
- 25 maggio: primo governo patrio (nel 1810 a seguito di moti popolari contro il viceré);
- 3 giugno: Festa dell'immigrato Italiano;
- 13 giugno: Día del Escritor: in onore alla data di nascita del poeta argentino Leopoldo Lugones;[112]
- 20 giugno: giorno della bandiera (e di commemorazione della morte del Gen. Manuel Belgrano creatore della Bandiera Argentina e uno dei due Padres de la Patria con José de San Martín);
- 9 luglio: Día de la Independencia: Dichiarazione d'indipendenza dell'Argentina dalla Spagna (1816);
- 17 agosto: commemorazione della morte del Gen. José de San Martín, "Padre de la Patria" e uno dei principali autori dell'indipendenza latinoamericana;
- 11 settembre: giorno del maestro; in onore alla data di morte del politico argentino Domingo Faustino Sarmiento;
- 12 ottobre: giorno del rispetto e della diversità culturale;
- 20 novembre: giorno della Sovranità Nazionale;
- 8 dicembre: Immacolata Concezione;
- 11 dicembre: Giornata Nazionale del Tango, in onore alla data di nascita di Carlos Gardel;
- 25 dicembre: Natale.[113]

## Galleria d'immagini

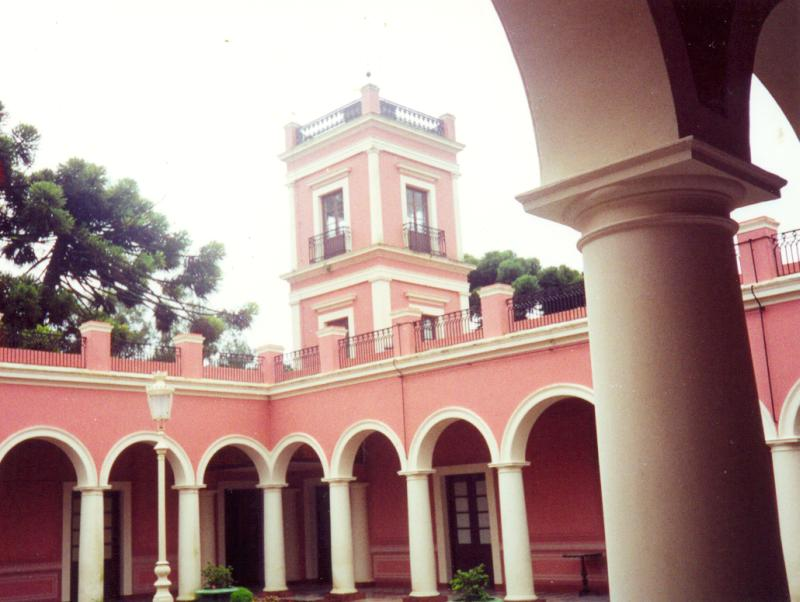
Palazzo San José nella provincia di Entre Ríos
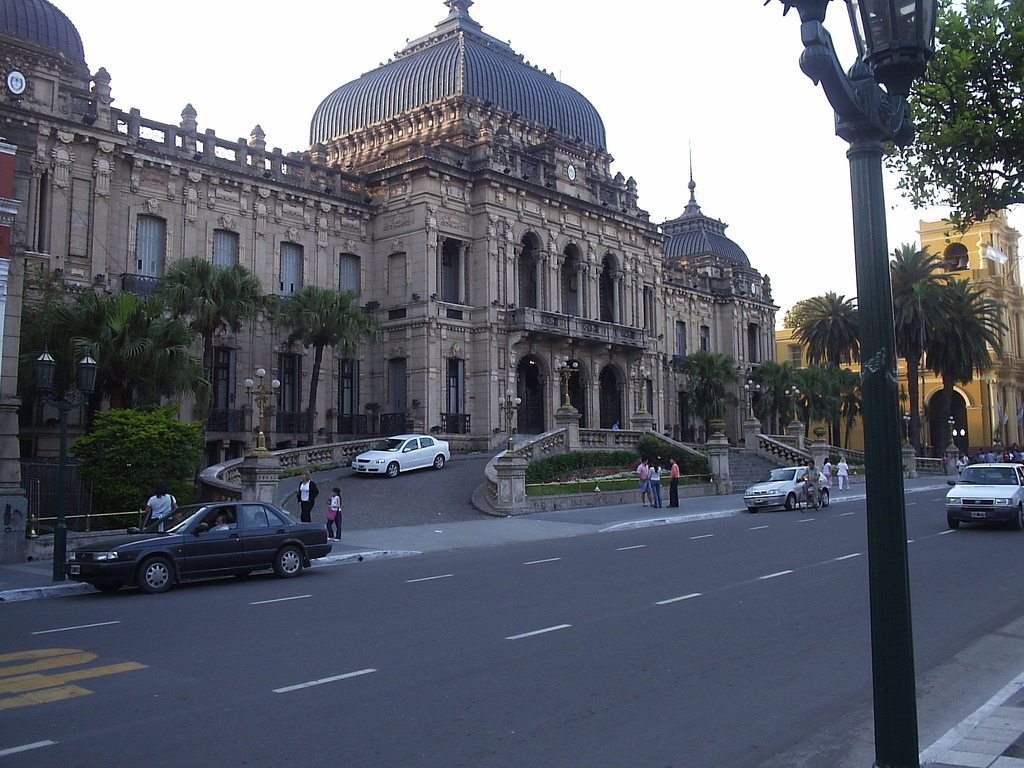
Palazzo del Governo Provinciale di San Miguel de Tucumán
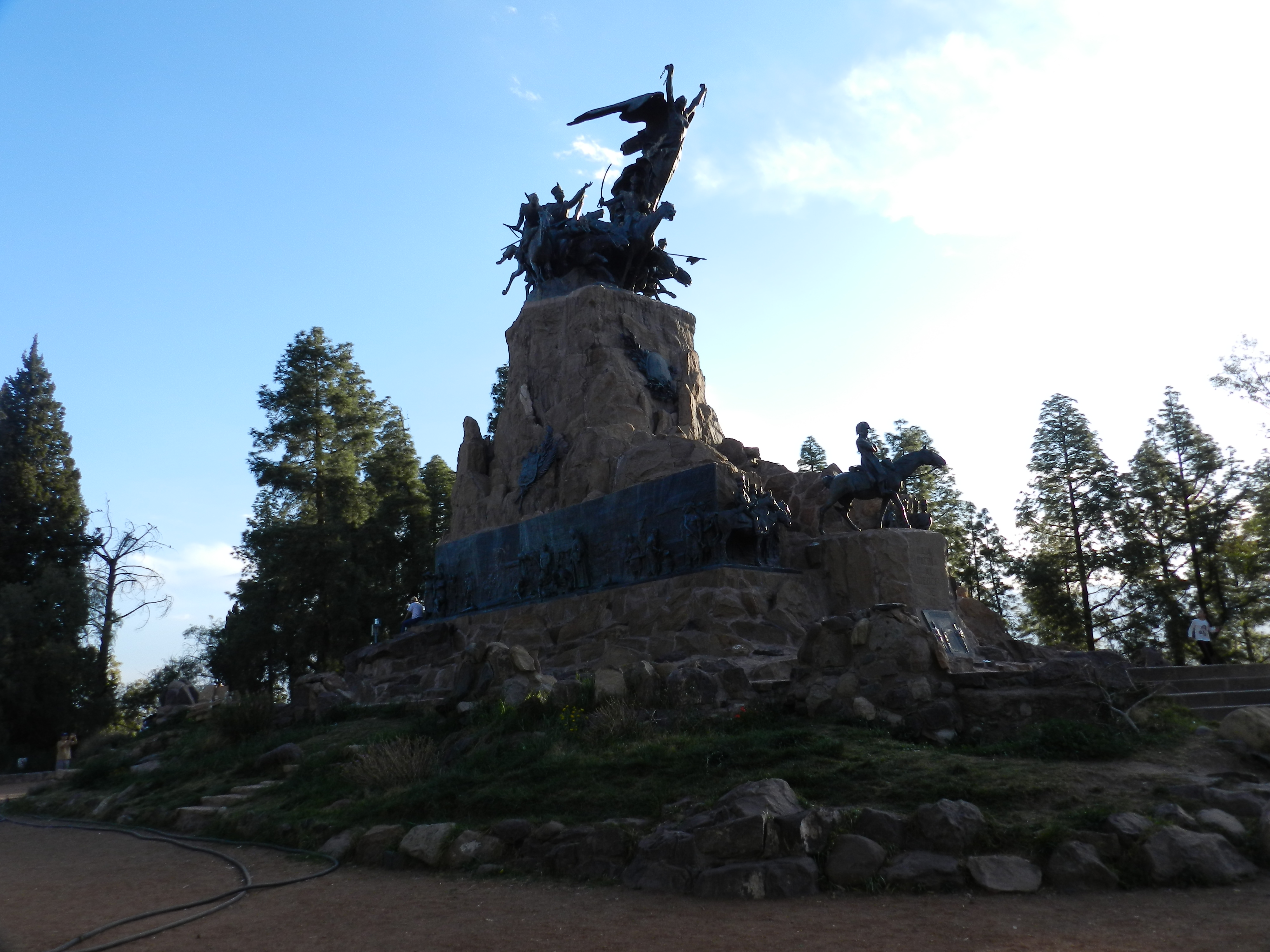
Monumento dedicato all'Esercito delle Ande, sulla cima del Cerro de la Gloria, a Mendoza
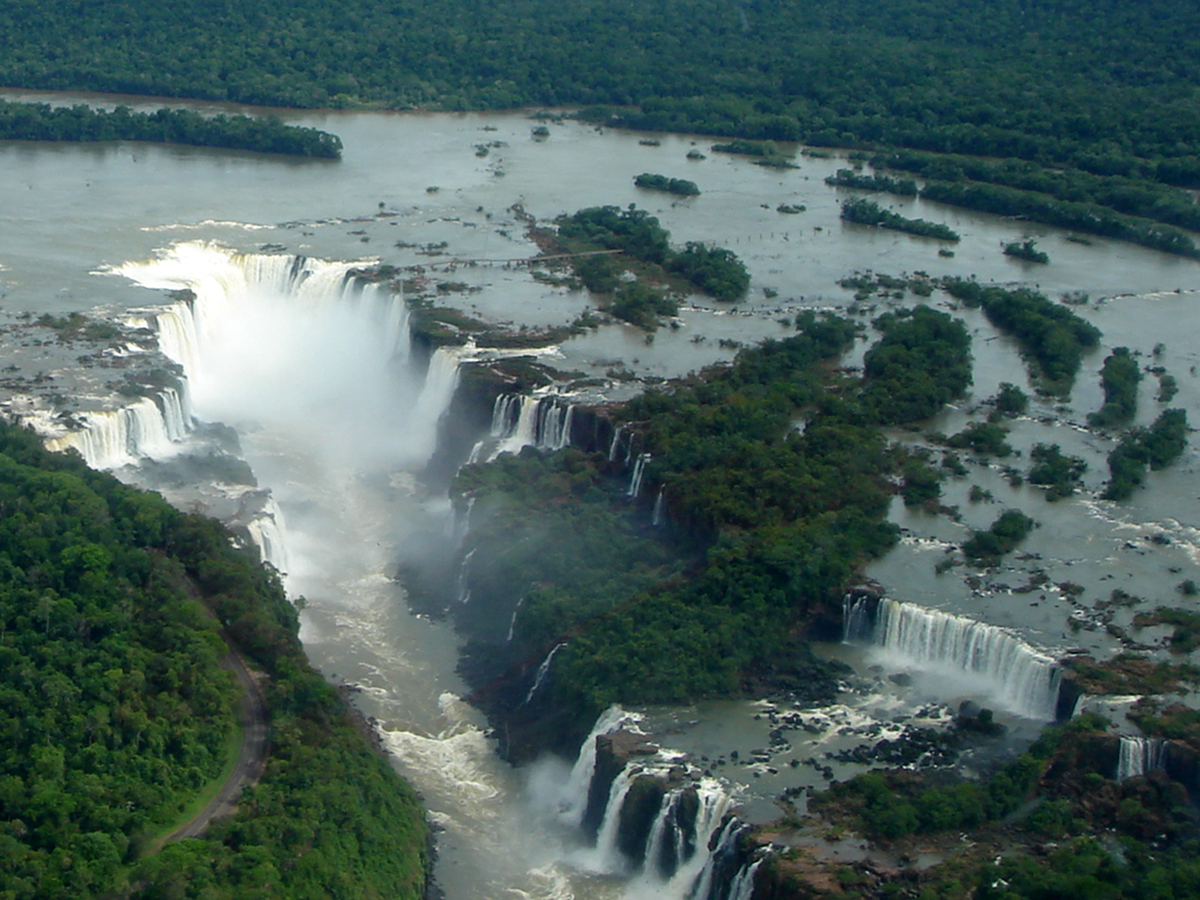
Cascate dell'Iguazú
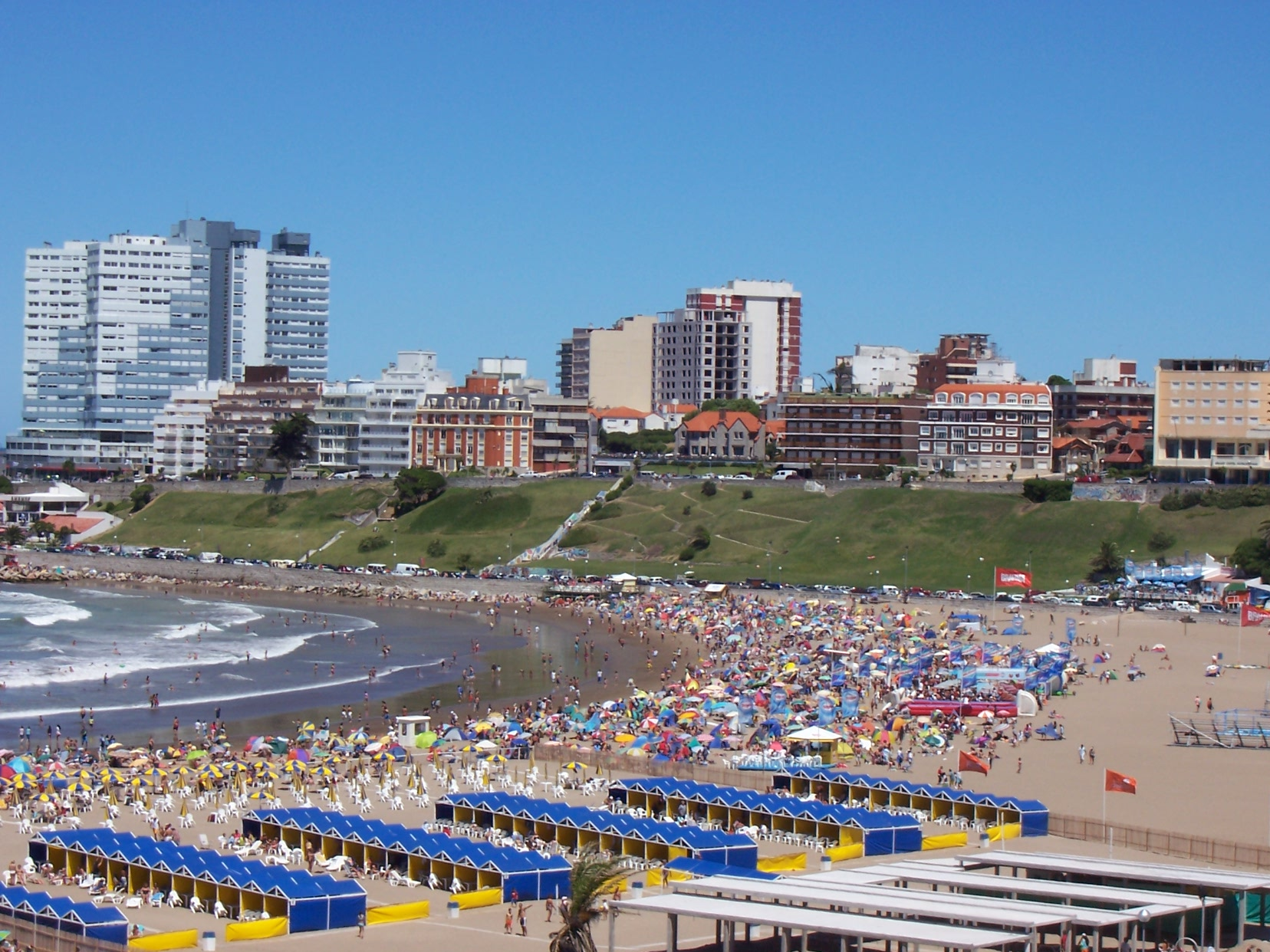
Spiaggia nella città di Mar del Plata
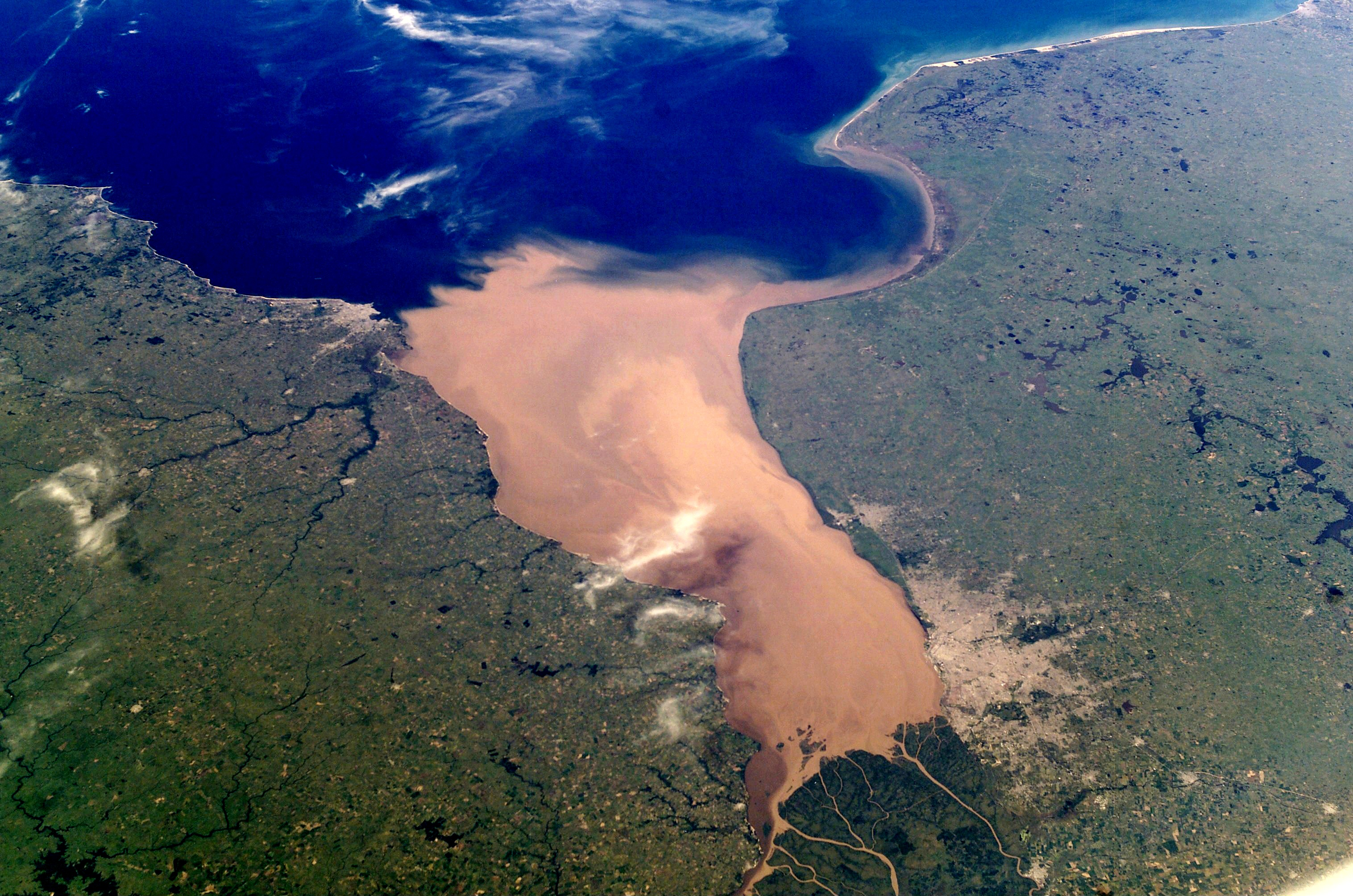
Río de la Plata
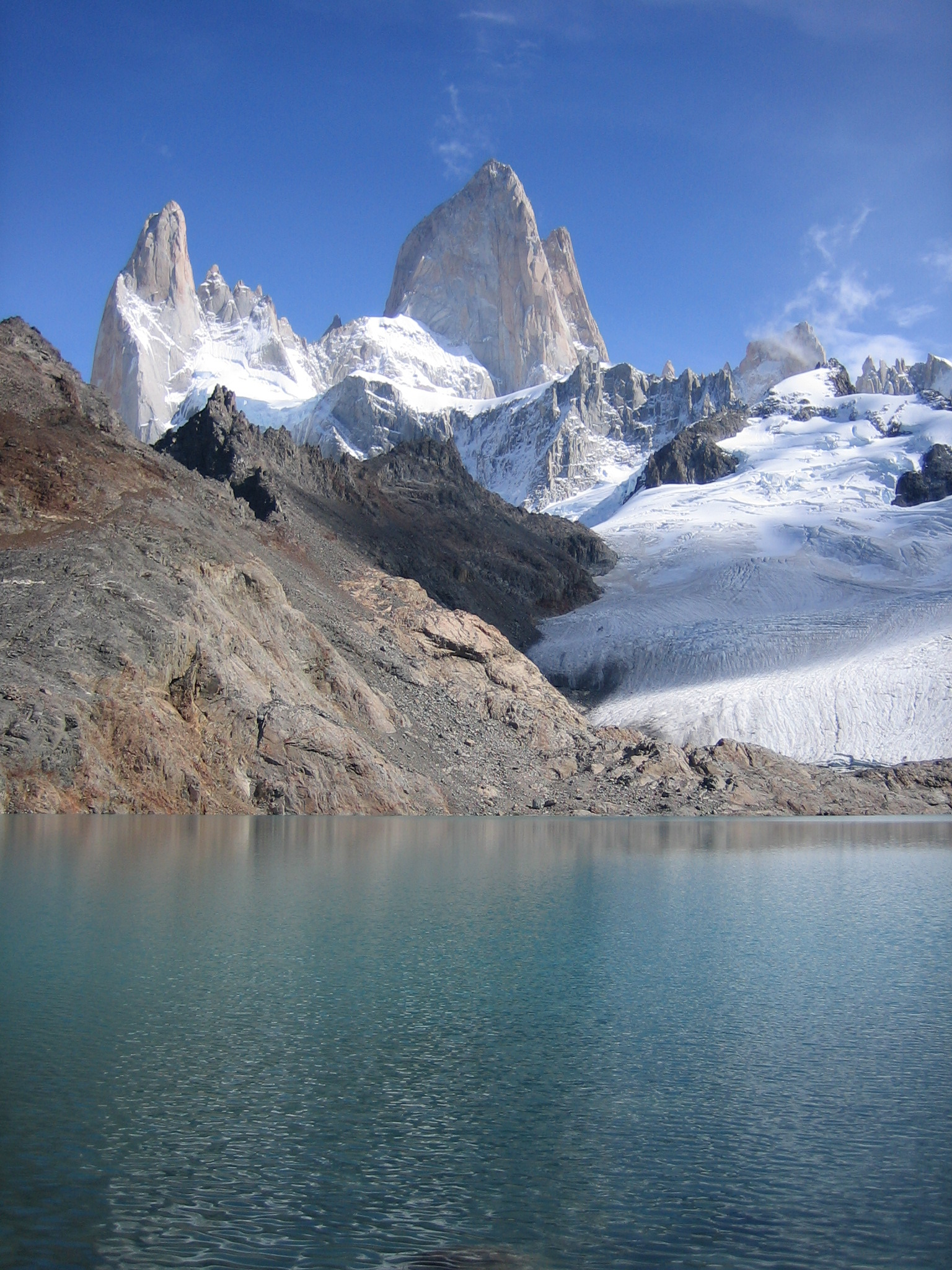
Cerro Chaltén
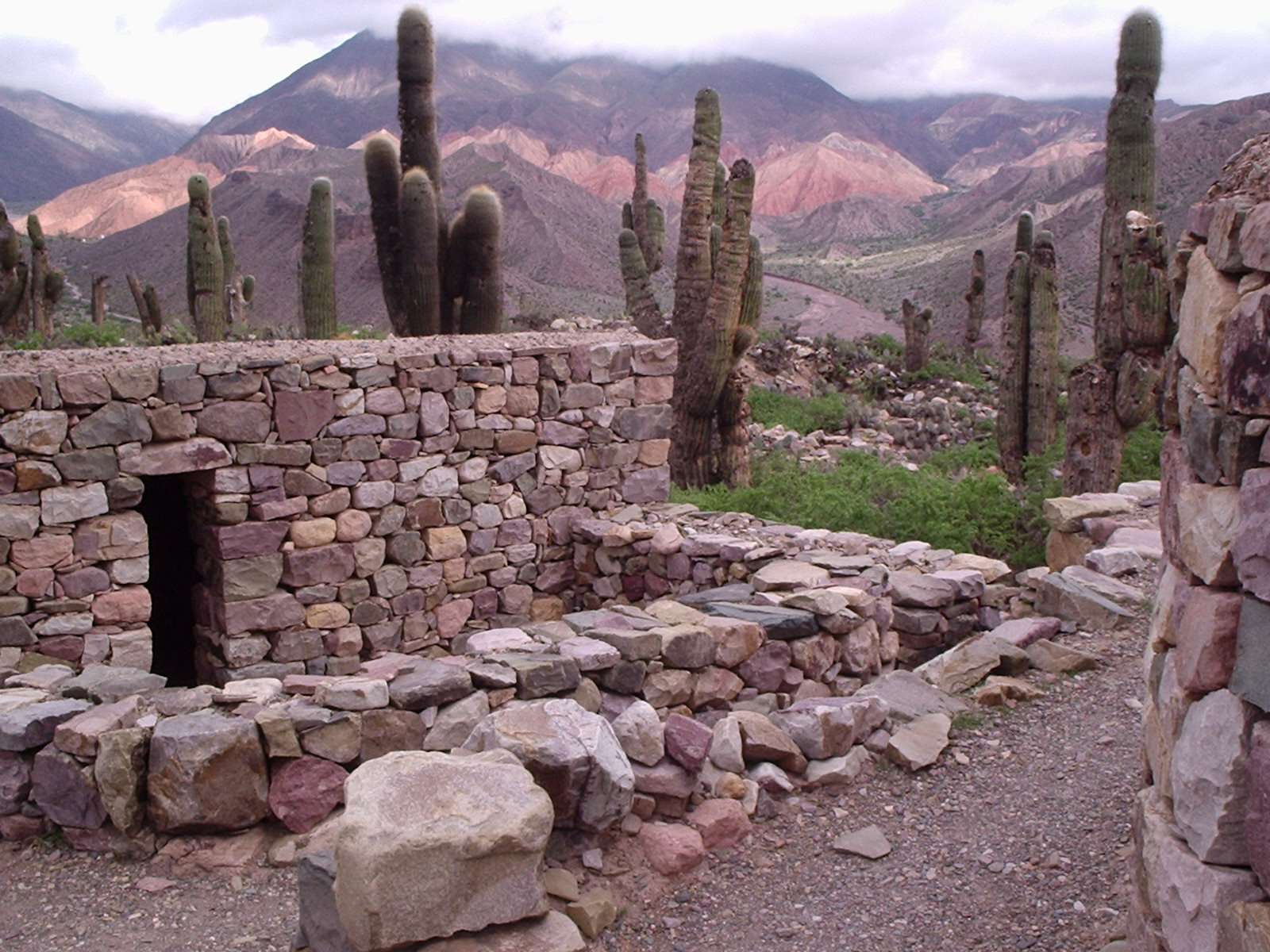
Tilcara
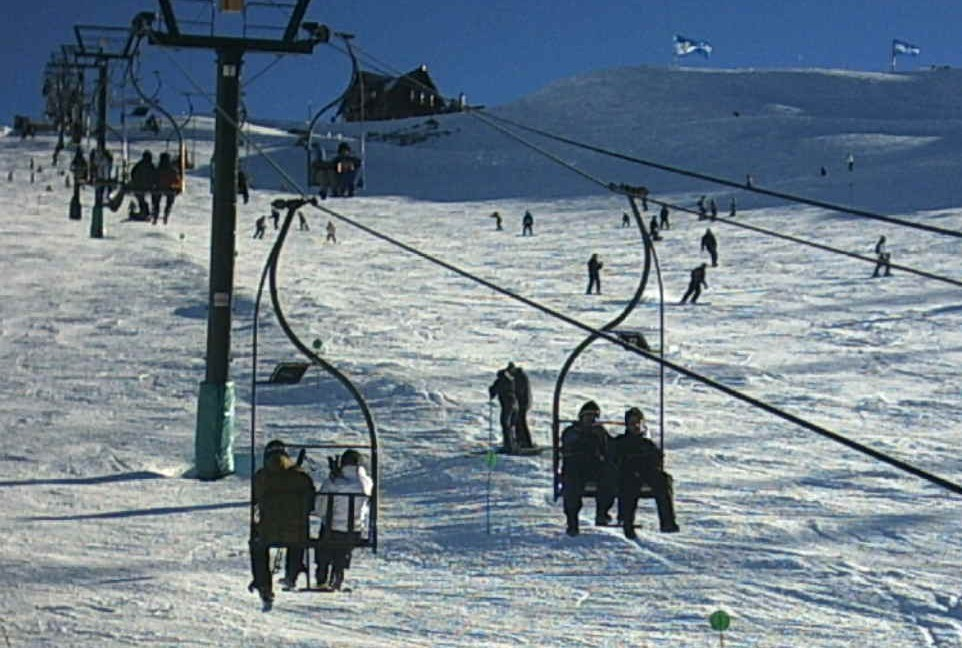
La Catedral Cerro di Bariloche
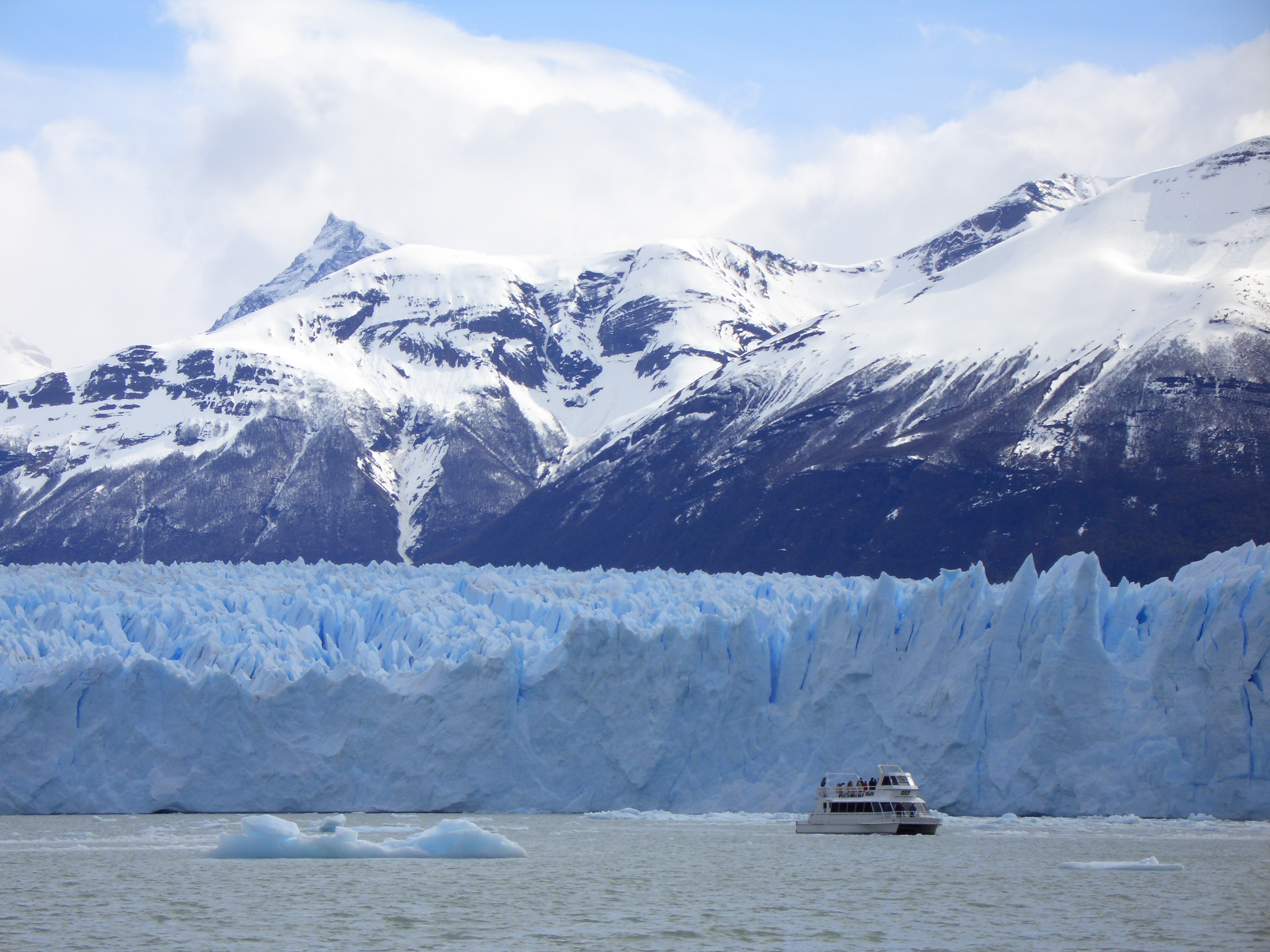
Il Ghiacciaio Perito Moreno
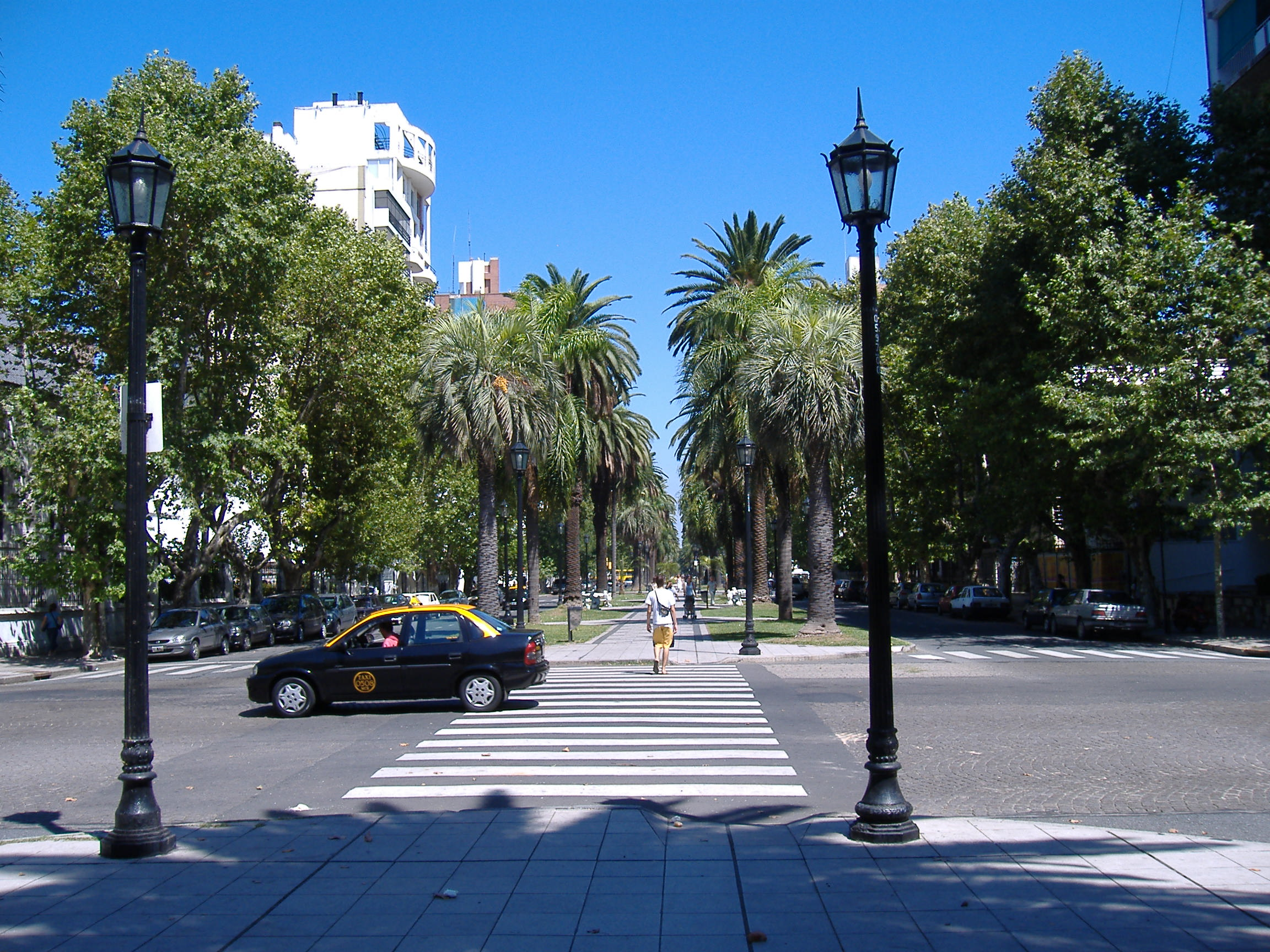
Veduta di un rione nella città di Rosario (Provincia di Santa Fe)
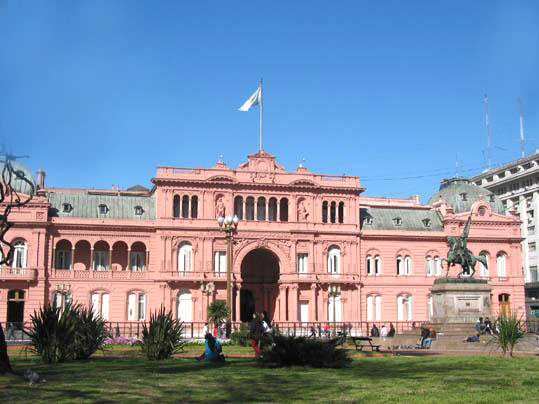
La Casa Rosada
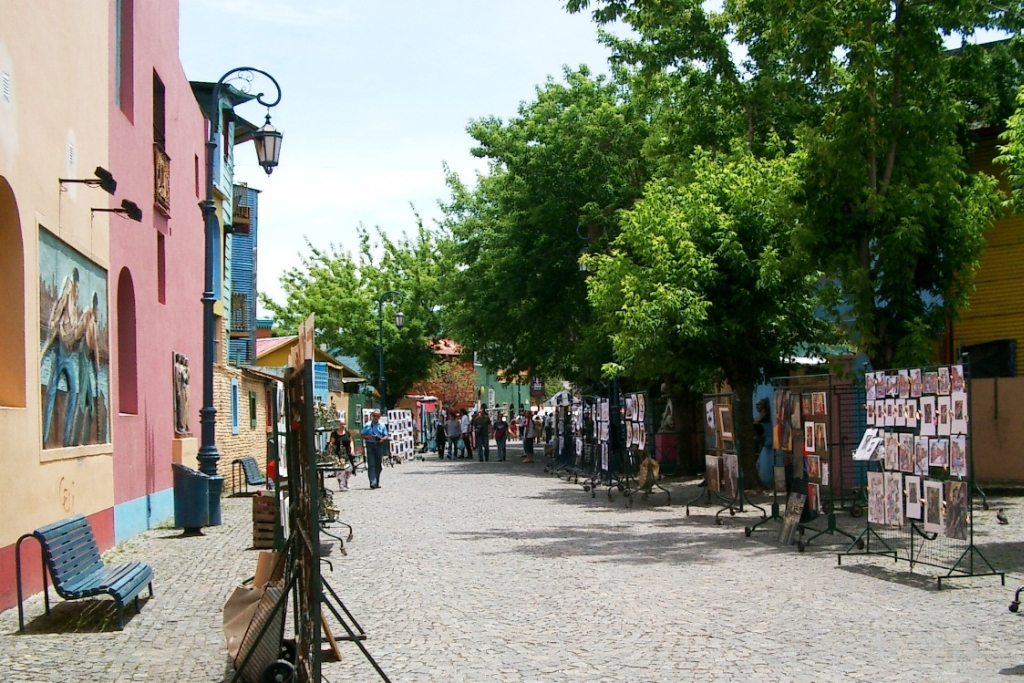
Caminito (Il vicolo), Rione della Boca
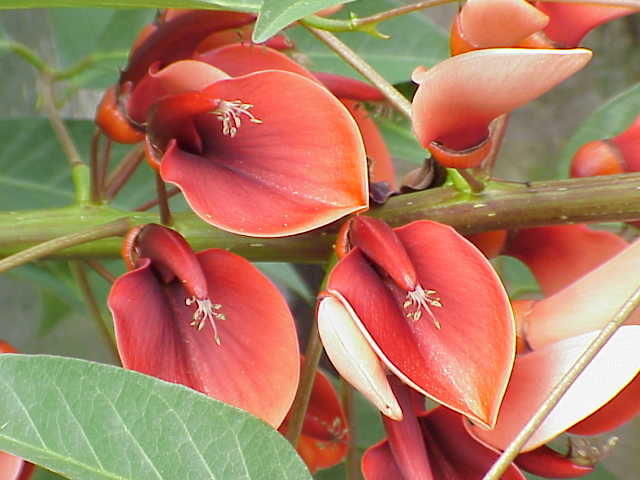
Il Seibo, fiore nazionale argentino
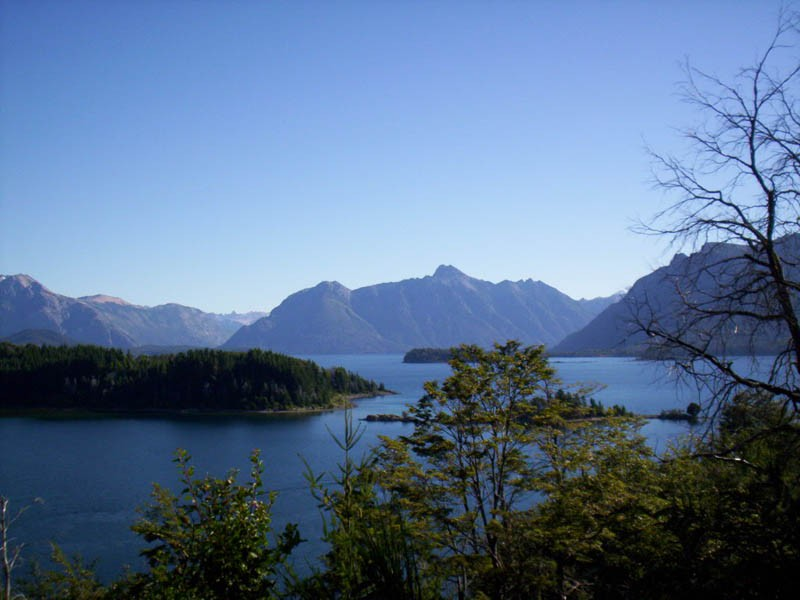
Il lago Nahuel Huapi nel parco nazionale dello stesso nome (immagine in estate)
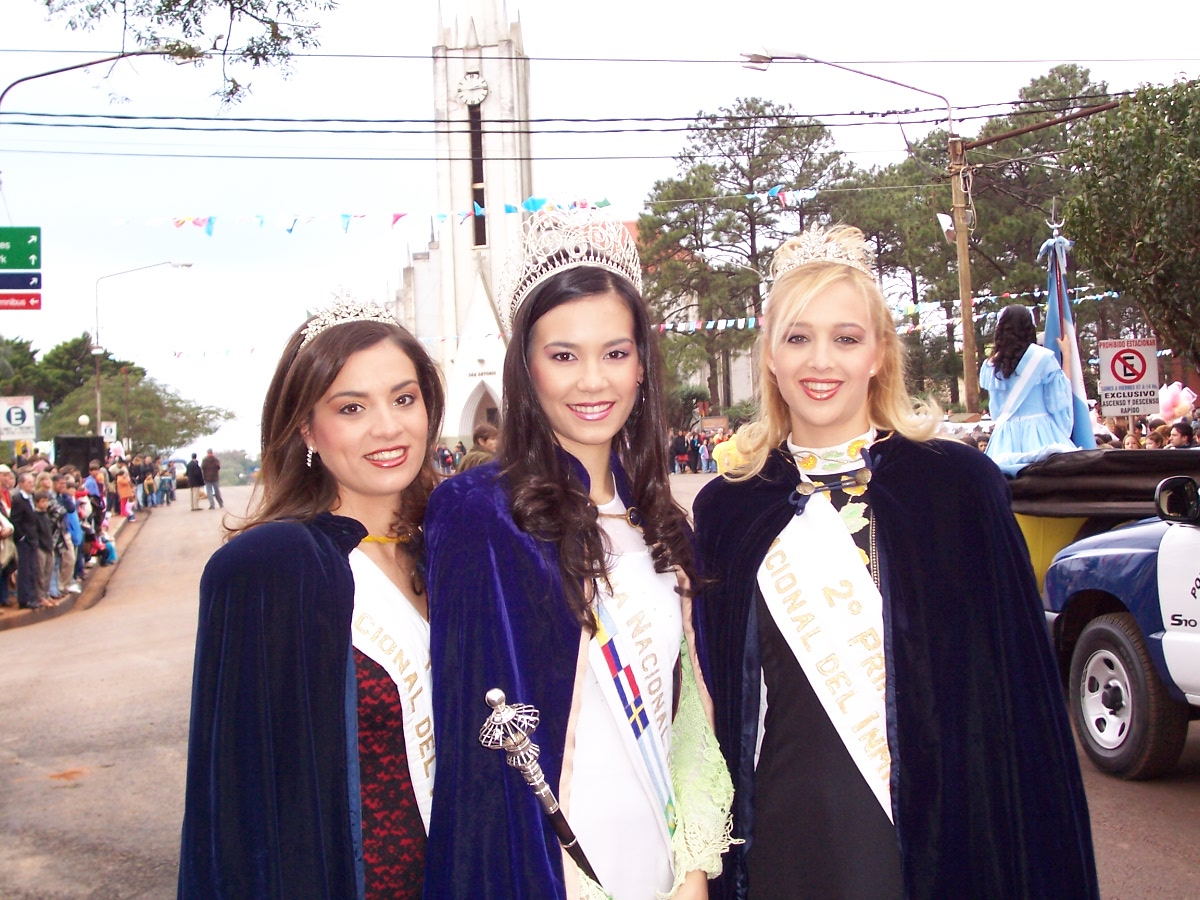
Regina e principesse argentine della Festa Argentina per l'immigrazione a Oberá (2004)